# Aguascalientes
Aguascalientes, oficialmente Estado Libre y Soberano de Aguascalientes, es uno de los treinta y un estados que, junto con la Ciudad de México, conforman México; se ubica en la región centronorte de México y parte del Bajío mexicano. Su capital y ciudad más poblada es Aguascalientes. Se divide en once municipios. 
Antes de la conquista de América, el territorio fue punto de encuentro de distintos aguerridos señoríos chichimecas. Los españoles establecieron pequeñas colonias desde mediados del siglo XVI, incluida la actual capital, y el territorio perteneció a la Nueva Galicia (Jalisco) durante casi todo el Virreinato; donde desempeñaba un rol agropecuario y de punto de descanso en la Ruta de la Plata. Pasó a ser parte de Zacatecas brevemente, pues fue declarado territorio independiente en 1835 mientras el estado vecino se sublevaba, aunque no fue sino hasta la Constitución de 1857 que fue establecido como estado. La época porfiriana benefició enormemente a Aguascalientes con la industria del Ferrocarril Central Mexicano, provocando una explosión poblacional y artística. Hospedó la Convención Revolucionaria de 1914, y luego fue escenario de la Guerra Cristera. Desde la década de 1980 ha vuelto a entrar en una explosión demográfica, a manos de la industria textil, automotriz y electrónica; sin dejar de lado las actividades agropecuarias. Es reconocido como uno de los estados más seguros y de mayor crecimiento económico de México.
Con 5618 km² representa el 0.3 % del territorio nacional, siendo la cuarta entidad federativa más pequeña del país, por detrás de la Ciudad de México, Tlaxcala y Morelos. Se encuentra a una latitud de 22° N, con altitud promedio de 1950 m sobre el nivel del mar. El estado de Aguascalientes yace sobre un valle del mismo nombre, que forma un corredor norte-sur eminentemente de clima estepario o semiseco (BSk), conectando las praderas de los Altos de Jalisco con el desierto de Zacatecas. Al oeste es custodiado por formaciones montañosas que se desprenden de la sierra Madre Occidental, de clima templado húmedo y subhúmedo; mientras que las formaciones montañosas del oriente, aunque más disperas, poseen importante actividad minera. Está dividido en once municipios.  
En 2020 tenía una población de 1.4 millones de habitantes, concentrados preponderantemente en la zona metropolitana de Aguascalientes. Representa el 1.1 % de la población de México, siendo la cuarta entidad más densamente poblada con 210.93 habitantes por km² (detrás de la Ciudad de México, el Estado de México, Morelos y Tlaxcala). También es la quinta entidad menos poblada por detrás de Colima, Baja California Sur, Campeche, Nayarit y Tlaxcala. Tiene un índice de desarrollo humano de 0.798, el séptimo más alto del país. Su PIB nominal es de $310 mil millones de pesos mexicanos, siendo la novena economía más pequeña de México, mientras que su PIB per cápita es de $217 000 / hab., siendo el décimo estado con mayor PIB per cápita. Según el Directorio de PYMES del INEGI, Aguascalientes cuenta con 67 613 unidades económicas divididas entre mypymes, pymes y empresas medianas.
Algunos sitios en el estado forman parte del Camino Real de Tierra Adentro, patrimonio de la humanidad de la UNESCO. Específicamente: la Antigua Hacienda de Peñuelas, la Antigua Hacienda de Cieneguilla, el conjunto histórico de la ciudad de Aguascalientes y la Antigua Hacienda de Pabellón de Hidalgo. Igualmente conocida es su Feria de San Marcos, la feria más grande de México.

## Toponimia
Aguascalientes toma nombre de su capital homónima. La Villa de Nuestra Señora de la Asunción de las Aguas Calientes se fundó el 22 de octubre de 1575 dentro del Reino de Nueva Galicia, pues era necesario implementar una protección y dar asilo a los comerciantes de la Ruta de la Plata —que recorría de Ciudad de México a Zacatecas. Nuestra Señora de la Asunción tomó nombre de dicha advocación virginal mientras que Aguas calientes tomó su nombre debido a las aguas termales que los primeros pobladores españoles descubrieron al asentarse en dicha zona.

## Historia

### Época prehistórica
En la región se han encontrado evidencias de presencia humana desde el 20 000 a. C. Destacando los yacimientos de El Tepozán I y II (en el municipio de El Calvillo) y el del Ocote (en el municipio de Aguascalientes), con pinturas rupestres, cerámica y puntas de proyectil correspondientes a la Etapa Lítica, pertenecientes a tribus nómadas, no provenientes de Asia, sino originarias de la zona, dedicadas a la caza, pesca y recolección.

### Época prehispánica
Desde principios del Postclásico (c. s.XII), diferentes migraciones de tribus nómadas y seminómadas, hablantes de lenguas de la familia otomangue y yutonahuas, con un importante grado de organización política, que se dedicaban a la caza y recolección, migraron desde regiones del norte cercanas a la cuenca del Río Colorado; entre las que destacan los huachichiles, guamares, caxcanes, tecuexes, guaxabanes y zacatecos (entre otros), agrupados comúnmente bajo la denominación chichimecas, que no alude a un grupo étnico, sino a un modelo de organización. 
La región que más tarde se convertiría en Aguascalientes, desde tiempos prehispánicos constituía una zona limítrofe entre las naciones del sur: caxcanes y guamares y las del norte: zacatecos y huachichiles.
Sobre la cuenca del río San Pedro, en el valle de Aguascalientes, al momento de las primeras incursiones españolas (1546), pequeños asentamientos eran ocupados durante el verano. La alimentación se basaba en tunas, harina de las vainas de mezquite y caza silvestre.La región estaba habitada por unos 8,500 indios chichimecas —en su mayoría guamares o chichimecas blancos —, dispersos en pequeñas rancherías. Una población relativamente baja, comparada con asentamientos contemporáneos como Lagos (hoy Lagos de Moreno) y Nochistlán.

### Conquista española
La llegada de Hernán Cortés y la caída de Tenochtitlán en 1521, llevó a muchos españoles aventureros a avanzar hacia el norte en busca de fortuna. Estas tierras, además de ser más áridas que las que habían encontrado en Veracruz y en el Valle de México, estaban habitadas por indígenas que en su mayoría eran nómadas y que pronto se convirtieron en el terror de los todavía mal trazados caminos que conectaban a la Nueva España con esta otra parte del territorio, al cual se le dio el nombre de la Nueva Galicia.
Pedro Almíndez Chirino fue el primer español que se internó en este territorio, tal vez a finales de 1530 o principios de 1531, en cumplimiento de instrucciones dadas por Nuño de Guzmán.
Las bélicas tribus chichimecas hicieron el acceso y tránsito por la zona especialmente difícil a los conquistadores. De hecho, la total ocupación de las tierras del Bajío fue una labor que tardaría alrededor de dos siglos. Al respecto, el virrey Luis de Velasco ofrecía beneficios municipales a quienes establecieran poblados para hacer frente a los chichimecas; por su parte, el virrey Gastón de Peralta decidió enfrentarlos de forma directa, lo que no le dio buenos resultados.[cita requerida]
Se edificaron algunos fuertes o presidios a raíz de la interacción con los denominados chichimecas guachichiles, sistema que ideó Martín Enríquez de Almansa siguiendo la estrategia que se había venido desarrollando en España durante todo el periodo de la Reconquista. Ello, para proteger la Ruta de la Plata, que se extendía entre Zacatecas y la Ciudad de México, creándose así los tres presidios, fundados por el combatiente de indios Juan Domínguez, que son: el de las Bocas, más tarde denominado de las Bocas de Gallardo, situado en la frontera de Aguascalientes, en lo que era la jurisdicción de la alcaldía mayor de Teocaltiche, desde entonces frontera de Aguascalientes y Zacatecas; el de Palmillas, que estuvo ubicado cerca de lo que ahora es Tepezalá, y el de Ciénega Grande, este último fundado hacia el año de 1570 y ubicado en lo que ahora son las calles de Moctezuma y Victoria, aunque algunos historiadores lo ubican en la calle Cinco de Mayo (otrora Camino Real) y Moctezuma, precisamente frente a la plaza de Armas. Este presidio tenía como finalidad la protección del Valle de los Romero y el camino a Zacatecas, entrando así a asegurar el paso a los convoyes cargados de plata y otros metales.[cita requerida]

### Época virreinal
La fundación de Aguascalientes como villa devino de la orden que el rey Felipe II diera al oidor de la audiencia de la Nueva Galicia, Gerónimo de Orozco, en la que estableció que debería de buscar un hombre rico que se asentara en el territorio, con la finalidad de expulsar a los chichimecas y asegurar el paso seguro. Gerónimo de Orozco, en ejecución de dicha orden, buscó a alguien que aceptase el encargo del rey, encontrando en la ciudad de Santa María de los Lagos (hoy Lagos de Moreno) a un hombre de nombre Juan de Montoro, quien aceptó el encargo y se dirigió al territorio, acompañado de otras once personas, fundándose así el 22 de octubre de 1575 la Villa de las Aguas Calientes. En el mismo acto de su erección, a la Villa de San Marcos (Aguascalientes) le fue adjudicada la jurisdicción de alcaldía mayor dependiente del Reino de Nueva Galicia, administrado desde la Real Audiencia de Guadalajara. Se ha señalado que originalmente se denominó como San Marcos, cambiando de nombre a partir del 18 de agosto de 1611 por el de Villa de Nuestra Señora de la Asunción de las Aguas Calientes.
A partir del 4 de diciembre de 1786, con motivo de la expedición de la “Ordenanza de Intendentes”, se transformó en subdelegación de intendencia.[cita requerida]
El 24 de abril de 1789, por disposición de la Junta Superior de Real Hacienda, la subdelegación de Aguascalientes pasó a depender de Zacatecas.[cita requerida]

### Independencia de Zacatecas

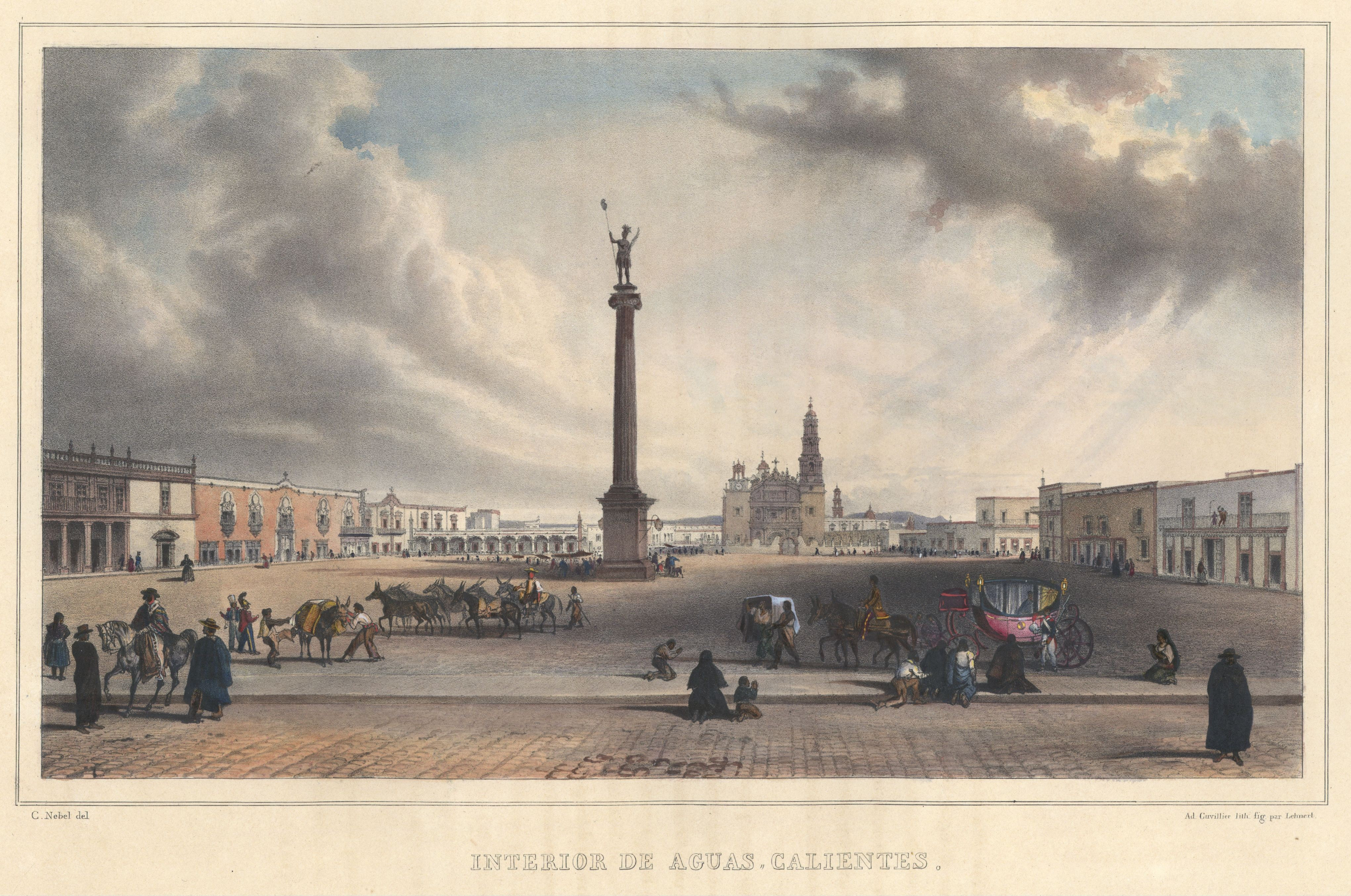
Interior de Aguas Calientes en 1836 por Carl Nebel. Se muestra una vista de la plaza de Armas

El 26 de marzo de 1835 se promulgó una ley para disminuir las milicias estatales. Esto resultó en la oposición del gobierno de Zacatecas, y el estado decretó medidas para asumir la resistencia. El exgobernador de Zacatecas y comandante de las milicias estatales Francisco García Salinas encabezó un ejército de unos cuatro mil hombres en contra del gobierno. El presidente Antonio López de Santa Anna fue autorizado para dirigir al ejército federal en la campaña contra Zacatecas. Llegó a Aguascalientes el viernes 1 de mayo, donde las calles se limpiaron y las casas se adornaron para recibirlo. Las autoridades lo condujeron al templo donde se llevó a cabo un Te Deum en su honor y después lo llevaron al alojamiento que se le había preparado en la casa de Don Pedro García Rojas. Al día siguiente, fue depuesto el jefe político zacatecano, José María Sandoval, y nombrado por el cabildo para sustituirlo Don Pedro García Rojas.[cita requerida]

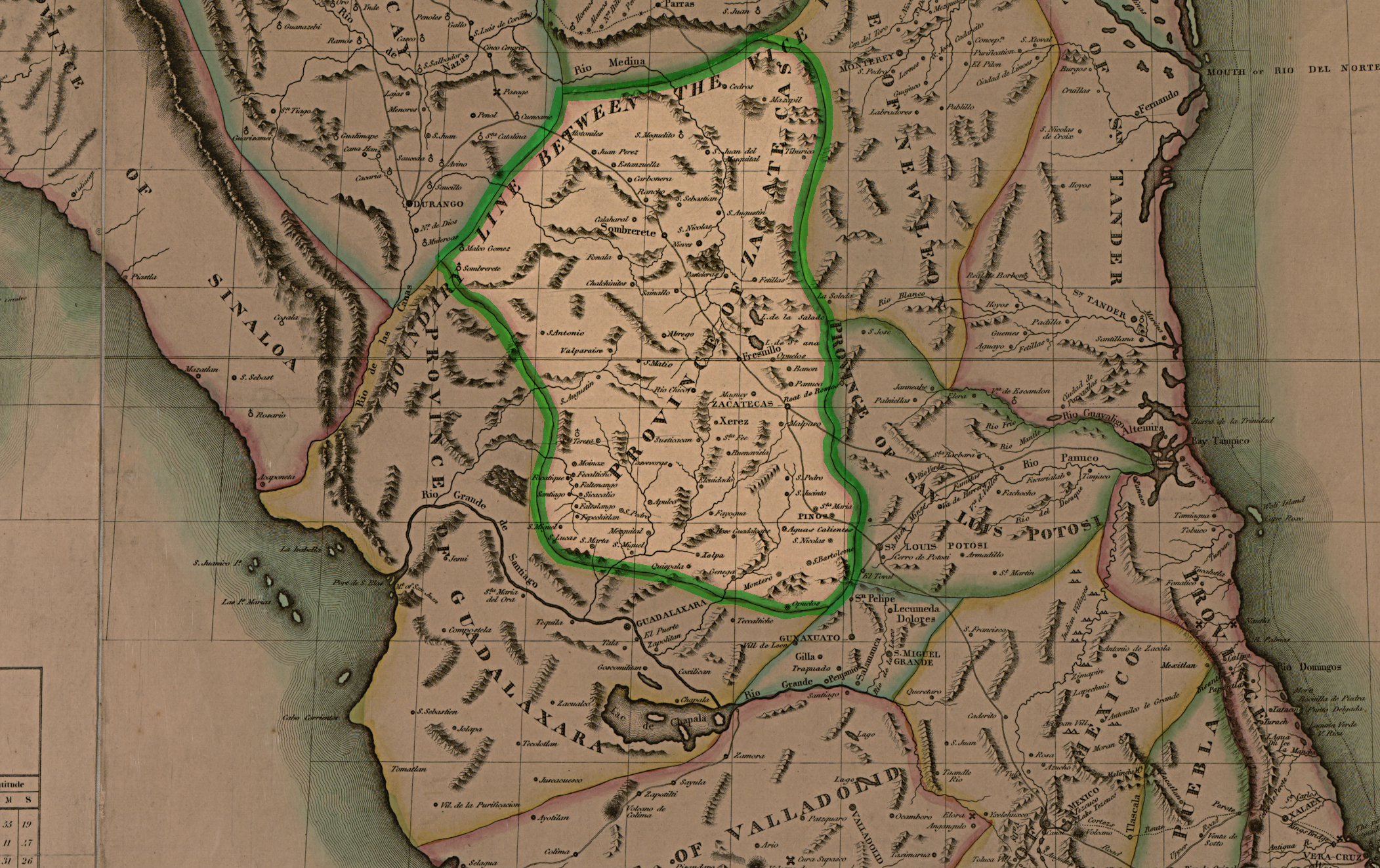
Mapa con algunas provincias de la Nueva España a finales del virreinato (1819).

Según a la leyenda de la Libertad por un Beso, fue gracias a la intervención de doña María Luisa Fernández Villa de García Rojas (esposa de Don Pedro García Rojas) que Santa Anna pronunció que Aguascalientes ya no pertenecería a Zacatecas durante una cena en la casa de los García Rojas. Días después, Francisco García Salinas fue sorprendido por el general Santa Anna el 11 de mayo y derrotado ahí mismo en el campo de Guadalupe durante la Batalla de Zacatecas. Aprovechando éste los ánimos independentistas de los aguascalentenses, y a modo de castigo para Zacatecas por apoyar la causa de la Revolución en su contra, por Decreto Federal del general Antonio López de Santa Anna fechado el 23 de mayo de 1835, dentro de su artículo tercero, ordenó que Aguascalientes continuase separado del territorio de Zacatecas, sin otorgarle al territorio ninguna categoría específica, recayendo el nombramiento de jefe político, en Pedro García Rojas.[cita requerida]

Art. 1. El gobierno inmediatamente dará aviso a todas las legislaturas de los estados de la solicitud entablada por la ciudad de Aguascalientes, exigiéndoles manifiesten su anuencia u oposición.
Art. 2. En el hecho de que tres cuartas partes de la legislatura convengan en dicha solicitud, quedará Aguascalientes y pueblos del partido erigidos en territorio de la federación.
Art. 3. Ínterin se verifica lo que proviene el artículo anterior. O se establece otra cosa en las reformas de la constitución, continuará Aguascalientes separado de Zacatecas y gobernado por las autoridades que hoy le rigen, bajo la inspección del gobierno general y en clase de territorio.
Ley que declara territorio de la federación a Aguascalientes (23 de mayo de 1835)

Territorio de Aguascalientes anexado a Zacatecas en el México de 1824.

Al respecto, hay que mencionar que dicho decreto no se formalizó según los requisitos legales para el efecto, ya que era necesario para ello que las dos terceras partes de las cámaras, tanto de Senadores como de Diputados aprobasen el decreto, además de que se requería que las dos terceras partes de las legislaturas de los estados también lo aprobaran, no cumpliéndose el segundo requisito. Toda vez que se convocó a congreso constituyente para elaborar la constitución centralista que se conoció más tarde como las Siete Leyes; no se reconoció a Aguascalientes el rango de departamento (ya que los Estados habían sido sustituidos por Departamentos).[cita requerida]

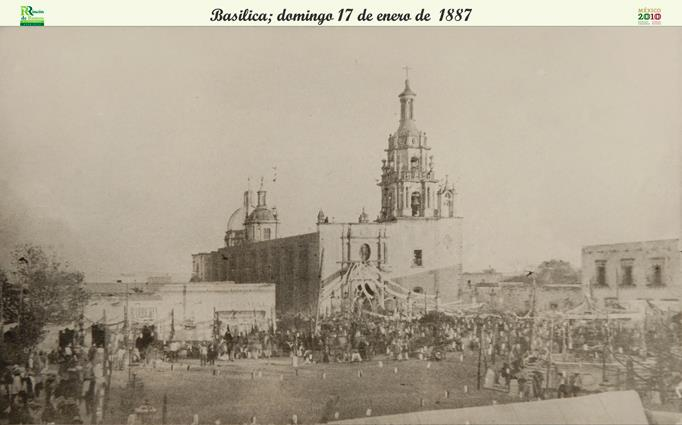
Rincón de Romos (1887).

Fue el general José Mariano Salas, quien el 5 de agosto de 1846, se pronunció por restablecer el federalismo, convocando un congreso constituyente que declaró vigente la constitución de 1824, pero aún no se consideró a Aguascalientes como estado. Posteriormente, el 18 de mayo de 1847 se aprobó el acta de reformas a la Constitución de 1824, pero tampoco se le concedió a Aguascalientes el rango de estado, lo que propició una guerra entre Aguascalientes y Zacatecas, trayendo como consecuencia que Zacatecas se hiciera a la fuerza de los Partidos (ahora municipios de Calvillo y Rincón de Romos. En julio de 1848, Aguascalientes aceptó anexarse pacíficamente a Zacatecas, pero continuó por medio de Miguel García Rojas, haciendo gestiones para separarse. Fue hasta el 10 de diciembre de 1853 que López de Santa Anna, en uso de sus facultades extraordinarias, expidió un decreto declarando a Aguascalientes como departamento, tomando como base para ello los decretos del 30 de diciembre de 1836 y del 30 de junio de 1838, sin nunca hacer referencia al del 23 de marzo de 1835. Finalmente, en el proyecto de lo que sería la Constitución de 1857, que fue presentado el 16 de junio de 1856, se incluyó a Aguascalientes como estado en el artículo 43, aprobándose por unanimidad de los 79 diputados presentes la subsistencia del estado de Aguacalientes, el 10 de diciembre de 1856, entrando en vigor dicha constitución el 16 de septiembre de 1857, recayendo el cargo de gobernador constitucional del Estado en el Lic. Jesús Terán Peredo.[cita requerida]

### Departamento de Aguascalientes

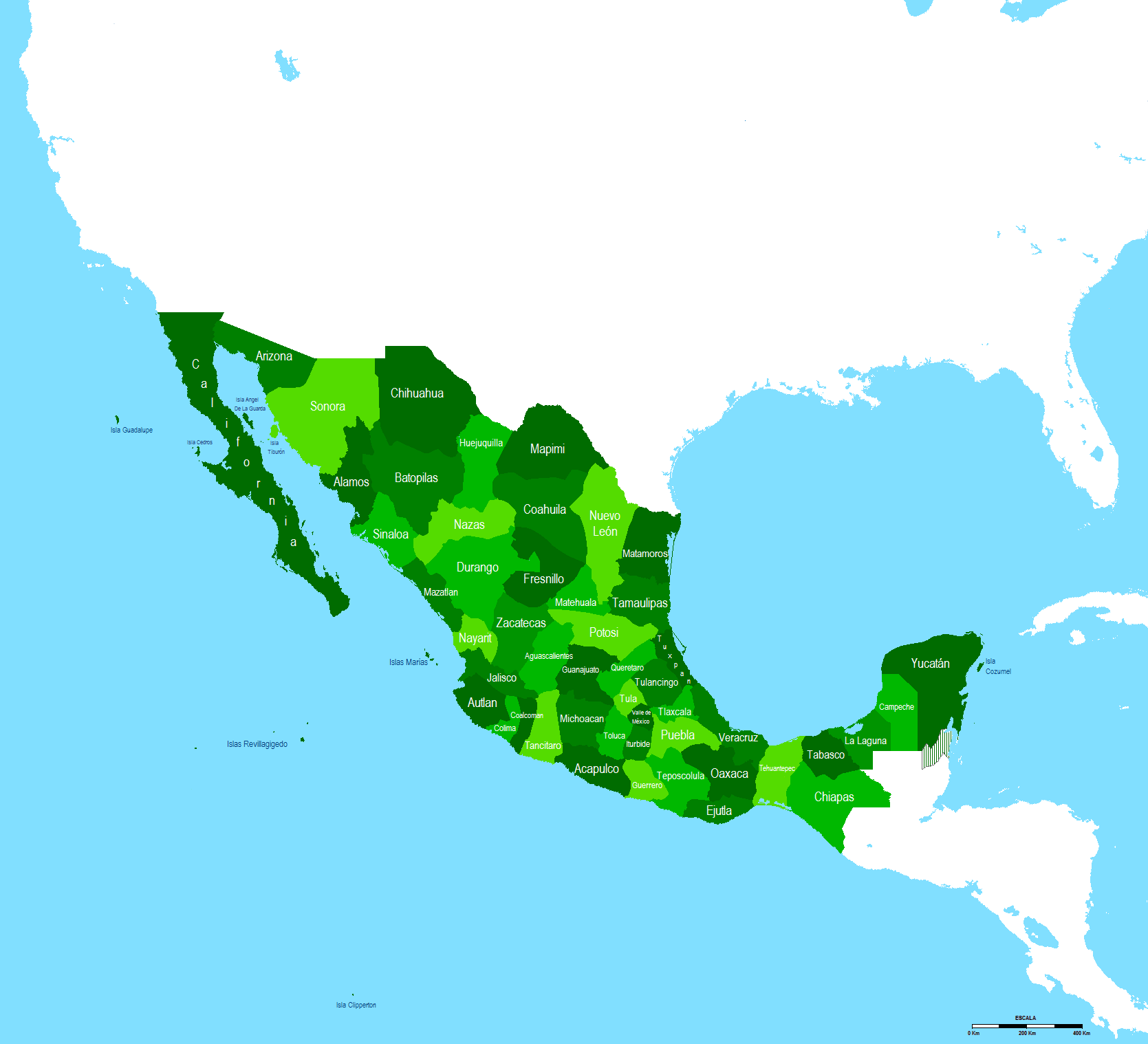
Departamento de Aguascalientes.

Durante el Segundo Imperio Mexicano del archiduque de Austria Maximiliano, los Altos de Jalisco forman parte del Departamento de Aguascalientes, como una continuación natural, tomando en cuenta aspectos culturales y geográficos.
Las divisiones territoriales a través de la historia de México, generalmente han estado ligadas a cambios políticos y no a una distribución espacial tendiente a mejorar el desarrollo administrativo, económico y social del territorio nacional. El 3 de marzo de 1865 apareció uno de los decretos más importantes del gobierno de Maximiliano para la primera división del territorio del nuevo Imperio y que fue publicado en el Diario del Imperio el 13 de marzo del mismo año. Dicha misión le fue encomendada a don Manuel Orozco y Berra (1816-1881) y esta división fue realizada según las bases siguientes:
- La extensión total del territorio del país quedará dividida por lo menos en cincuenta departamentos.
- Se elegirán en cuanto sea posible límites naturales para la subdivisión.
- Para la extensión superficial de cada departamento se atenderá a la configuración del terreno, clima y elementos todos de producción de manera que se pueda conseguir con el transcurso del tiempo la igualdad del número de habitantes en cada uno.
- La elaboración de esta división es de suma importancia dentro de las divisiones territoriales que se realizaron, ya que se tomaron en cuenta básicamente elementos geográficos para la delimitación de las jurisdicciones y el futuro desarrollo de las nuevas demarcaciones, así como porque dentro de estas áreas sería mucho más fácil la comunicación y esto influiría en su actividad comercial.

### Porfiriato
Para la década de 1880 llegó la construcción de una vía del Ferrocarril Central Mexicano y la edificación del Teatro Morelos. Al parecer llegaba a la ciudad el progreso que tanto anhelaba la élite local, pero por falta de presupuesto o inestabilidad política aplazaban estos proyectos. A principios de 1882, el gobernador Rafael Arellano destinaba recursos a lo que serían las nuevas obras que traerían importantes beneficios a la ciudad. Pese a las carencias que se tenían en el cabildo, las obras fueron elaboradas con cierta rapidez tales que en 1883, Rafael Arellano declararía en su informe de gobierno que la cimentación del teatro concluiría en un año. La importancia del teatro era tal que fomentaría la cultura y colocando a la ciudad en un estatus junto con ciudades como Zacatecas y San Luis Potosí. 

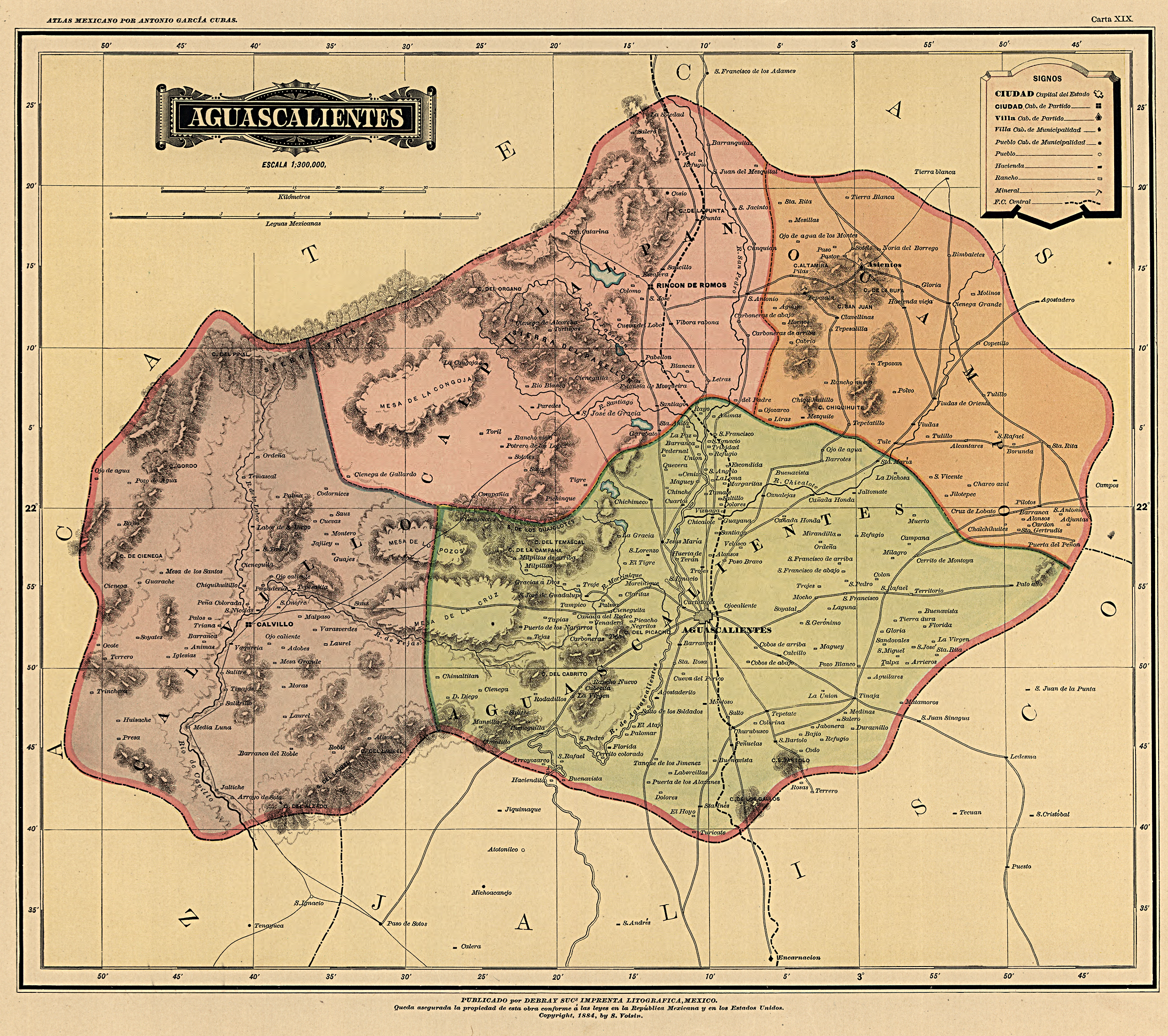
Mapa del Estado de Aguascalientes según el atlas mexicano de Antonio García Cubas (1884).

El 25 de agosto de 1885 se dio la apertura del Teatro Morelos. La inauguración del recinto significaba los nuevos aires de modernidad que imperaban en la capital del Estado, además en dicho espacio se dio lugar "lo más selecto de la sociedad", periodistas que no se cansaban de admirar lo bello del edificio y funcionarios satisfechos con la función que ahí se desarrollaba. La inauguración del Teatro acaparaba a todos los medios haciéndole mención como un lugar culto y digno para una ciudad que se encontraba en florecimiento. Aguascalientes ya contaba con lugares como corridas de toros y verbenas de barriada, pero la clase alta carecía de un espacio de entretenimiento. 
Manuel Jacinto Guerra, dueño de una fábrica de jabón, declaró que las vías de ferrocarril acarrearían la ruina de empresas de corte artesanal. En 1884 había llegado a Aguascalientes el primer tren de pasajeros, que significó uno de los acontecimientos más importantes del siglo XIX. La construcción de vías y la llegada del ferrocarril acarreó la ilustración a la ciudad, el gobierno ordenaría la reparación de banquetas y empedrados, el mejoramiento de alumbrado público y el arreglo de jardines y paseos existentes. El día que el tren hizo su entrada triunfal hubo fiesta y fuegos artificiales en Aguascalientes. 
Años después de la apertura de la estación del tren en la capital se inauguró otra en Chicalote, que conectaba a las ciudades de San Luis Potosí y Tampico, toda esta línea conectaba con el sistema ferroviario del sudeste norteamericano, convirtiendo a Aguascalientes en uno de los nudos más importantes de la red mexicana de vías férreas.  

### Revolución
Silvestre Dorador, Román Morales, Pedro Vital, Alfonso Guerrero Aguilera y Alberto Fuentes Dávila fueron precursores de la Revolución en esta entidad. Pues al estallar el movimiento maderista, abrazaron la causa en compañía de algunos otros coterráneos, y quedó formalizada la acción rebelde del pueblo de la comarca.[cita requerida]

### Historia reciente
El 25 de enero de 1983 se creó, por decreto presidencial, el Instituto Nacional de Estadística y Geografía (INEGI), que integró en su estructura a: la Dirección General de Estadística (en funciones desde 1882, cuando pertenecía a la Secretaría de Fomento, Colonización, Industria y Comercio), la Dirección General de Geografía, establecida en 1968 y que estaba adscrita a la Secretaría de la Presidencia, la Dirección General de Política Informática y la Dirección General de Integración y Análisis de la Información. Desde 1985, el Instituto se desconcentró para ubicar su sede en la ciudad de Aguascalientes.

## División político-administrativa

Municipios de Aguascalientes.

Aguascalientes consta de once municipios:
- 001: Aguascalientes
- 002: Asientos
- 003: Calvillo
- 004: Cosío
- 005: Jesús María
- 006: Pabellón de Arteaga
- 007: Rincón de Romos
- 008: San José de Gracia
- 009: Tepezalá
- 010: El Llano
- 011: San Francisco de los Romo

Los municipios de El Llano y San Francisco de los Romo son de reciente creación; habiéndoseles otorgado tal distinción en 1992 y 1991, respectivamente.

## Geografía física

### Límites
| Noroeste: Zacatecas México | Norte: Zacatecas México | Nordeste: Zacatecas México |
| Oeste: Zacatecas México    |                         | Este: Zacatecas México     |
| Suroeste: Jalisco México   | Sur: Jalisco México     | Sureste: Jalisco México    |

### Ubicación

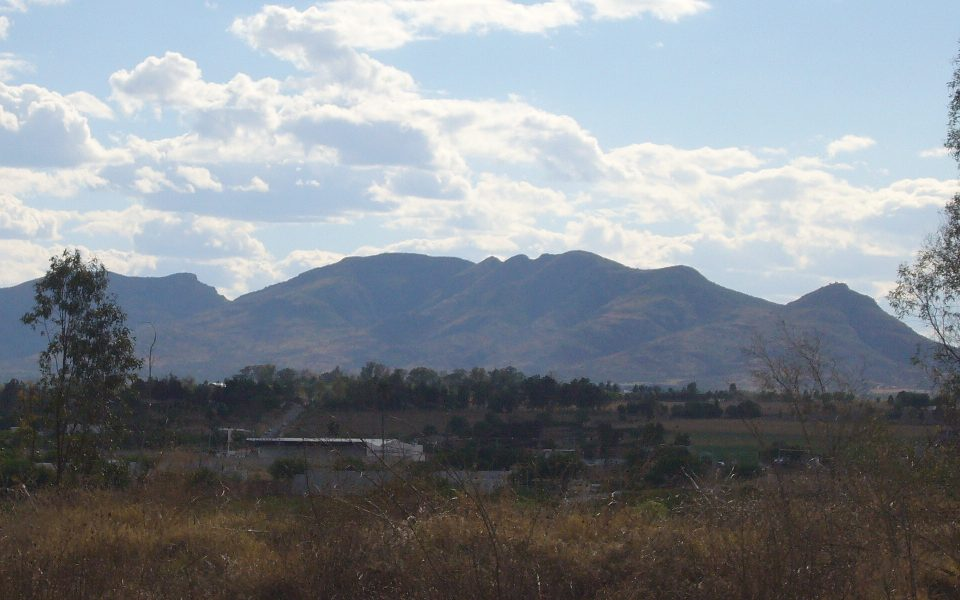
Vista diurna del cerro del Muerto, desde la Universidad Autónoma de Aguascalientes.

Se localiza en el centro geográfico del país, a unos 480 km al noroeste de la Ciudad de México. Al norte, noreste y oeste limita con el estado de Zacatecas, con el que tiene más de la mitad de sus límites, y al sur y sureste con el estado de Jalisco, su otro vecino. El estado de Aguascalientes es muy chico, y solo colinda con otros dos estados. Tiene una extensión territorial de 5,471 km², lo que representa el 0.03 % de la superficie total de México. En el estado atraviesa parte de la sierra Madre Occidental.

### Orografía
El estado es atravesado por un corredor norte-sur denominado valle de Aguascalientes. Este continúa por el sur en los Altos de Jalisco y el Bajío, y por el norte se entremete más allá de Cosío, hasta el estado de Zacatecas.  Las principales elevaciones que se cuentan en la entidad son: cerro de la Ardilla, en la sierra Fría (3050 m s. n. m.); cerro de la Antorcha, en la sierra del Laurel (2760 m s. n. m.); cerro del Mirador (2700 m s. n. m.); cerro del Muerto (2660 m s. n. m.); cerro de Altamira, en la sierra de Asientos (2650 m s. n. m.); cerro de San Juan (2530 m s. n. m.); cerro de Juan el Grande (2500 m s. n. m.), cerro El Picacho (2420 m s. n. m.) y el cerro de Los Gallos (2340 m s. n. m.).

### Hidrografía

Cuerpos de agua superficiales, superpuestos a la división administrativa.

Su principal río es el San Pedro (o río Aguascalientes), afluente del río Santiago. Atraviesa el estado por el centro. En su ribera oriental se encuentra la ciudad capital (Aguascalientes). Su cauce solo lleva agua unos meses al año durante la temporada de lluvias, y no de continuo, debido al elevado número de presas construidas en su cuenca (donde la principal es la presa Plutarco Elías Calles, en el distrito de riego 01).
Otro río importante es el Calvillo, en el municipio del mismo nombre, cuyo suelo no permite ni muchas ni grandes presas. Ambas subcuencas llenan prácticamente todo el estado, y desaguan en el río Santiago.
Otras presas que tiene el estado son El Cedazo, Gral. Abelardo L. Rodríguez, Jocoque, Malpaso y Niágara.

### Clima
Los climas que se presentan en la región son: templado semiseco en 62 % de la superficie, templado subhúmedo y semicálido semiseco en 25 %, con lluvias en verano. Las precipitaciones se concentran de junio a octubre, contando con un promedio de 500 mm anuales. El clima frío, con temperaturas bajas casi todo el año 12 %, lo representa la sierra Fría, con temperaturas promedio anuales entre 12 y 16 °C, y precipitación promedio anual de más de 700 mm.
La última vez que nevó en el estado de Aguascalientes fue el 9 de marzo de 2016, en algunas zonas.
La amplitud térmica entre las mínimas y las máximas es muy alta durante todo el año.
La temperatura media anual es de 17 a 18 °C. La temperatura más alta (30 °C o más), se presenta en los meses de mayo y junio. La más baja es de alrededor de 4 °C, en el mes de enero. Las lluvias son escasas y se presentan durante el verano. La precipitación total anual es de 526 mm, por lo que la práctica agrícola requiere de riego.
De acuerdo con climate-data.org, la tabla climática de Aguascalientes es la siguiente:
| Temperatura/Mes    | enero | febrero | marzo | abril | mayo | junio | julio | agosto | septiembre | octubre | noviembre | diciembre |
| ------------------ | ----- | ------- | ----- | ----- | ---- | ----- | ----- | ------ | ---------- | ------- | --------- | --------- |
| Mínima (°C)        | 4     | 5.2     | 7.1   | 10    | 12.5 | 14.3  | 13.7  | 13.6   | 13         | 10.2    | 6.6       | 4.9       |
| Promedio (°C)      | 13.2  | 14.6    | 17    | 19.7  | 21.7 | 21.9  | 20.6  | 20.6   | 19.7       | 18.1    | 15.7      | 13.7      |
| Máxima (°C)        | 22.5  | 24.2    | 27    | 29.4  | 30.9 | 29.5  | 27.5  | 27.6   | 26.1       | 26      | 24.8      | 22.6      |
| Precipitación (mm) | 16    | 8       | 4     | 7     | 19   | 79    | 118   | 119    | 94         | 40      | 13        | 16        |

Geografía de Aguascalientes
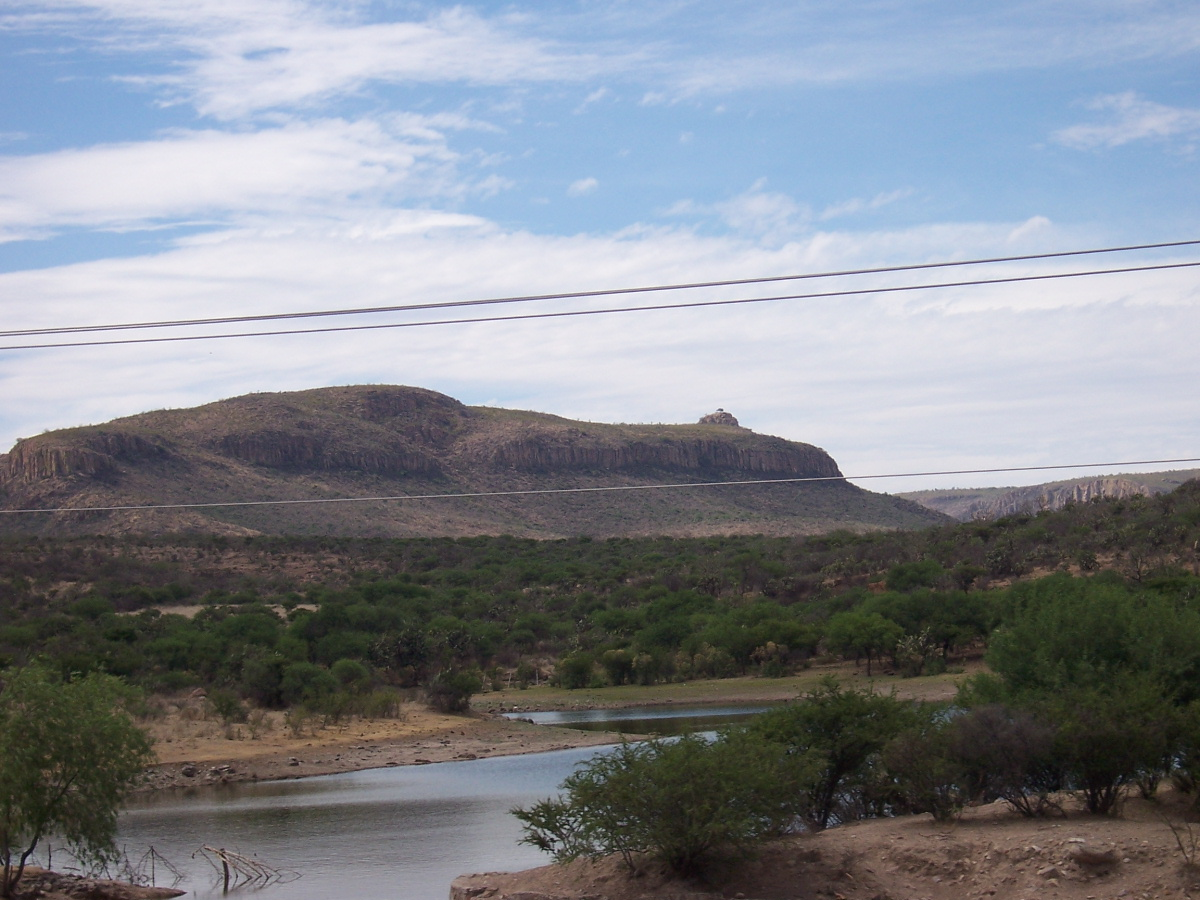
Carretera Pabellón de Arteaga-San José de Gracia. El clima semidesértico predomina en el estado.
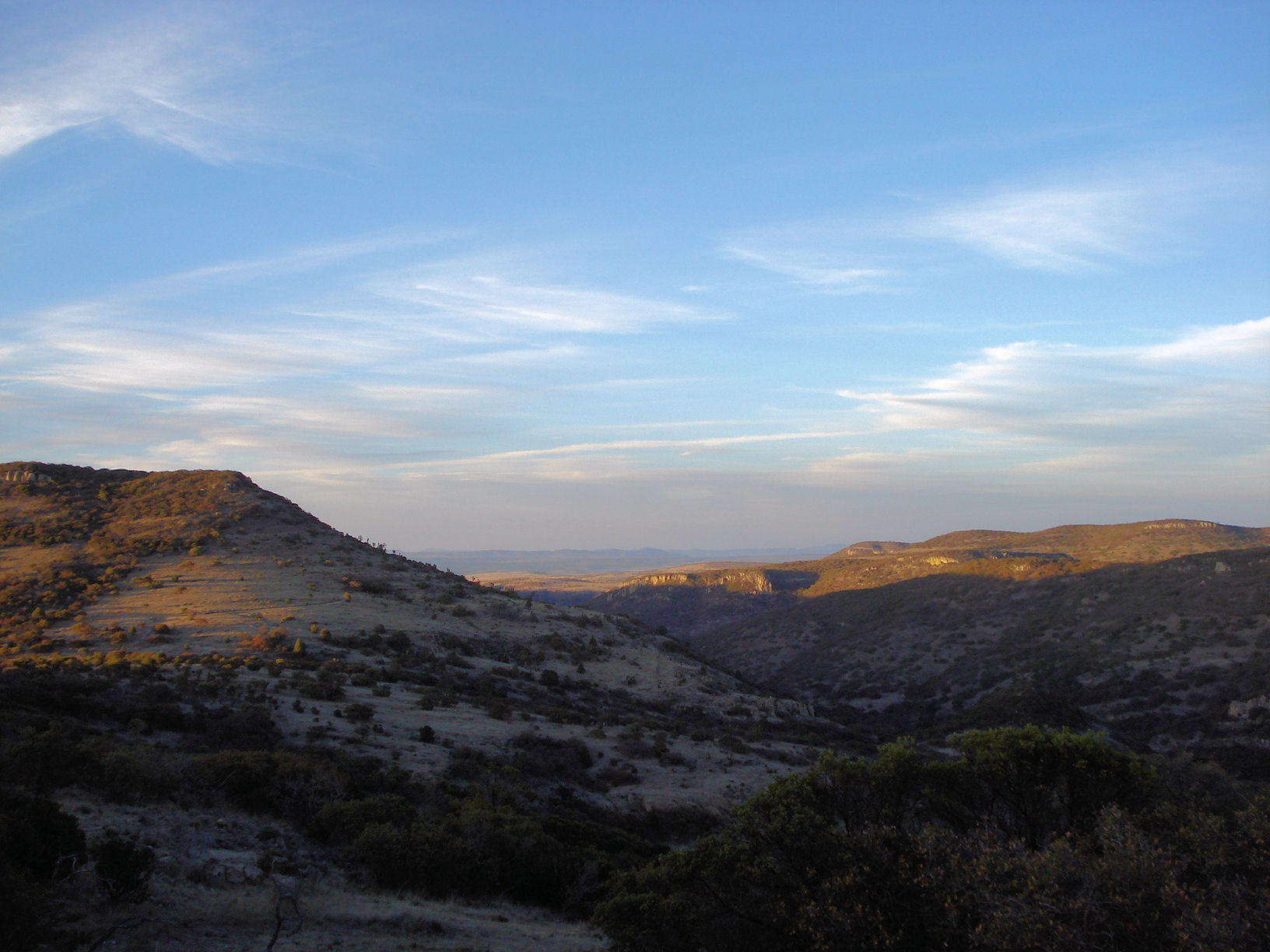
La Sierra de Guajolotes divide a Jesús María y San José de Gracia.
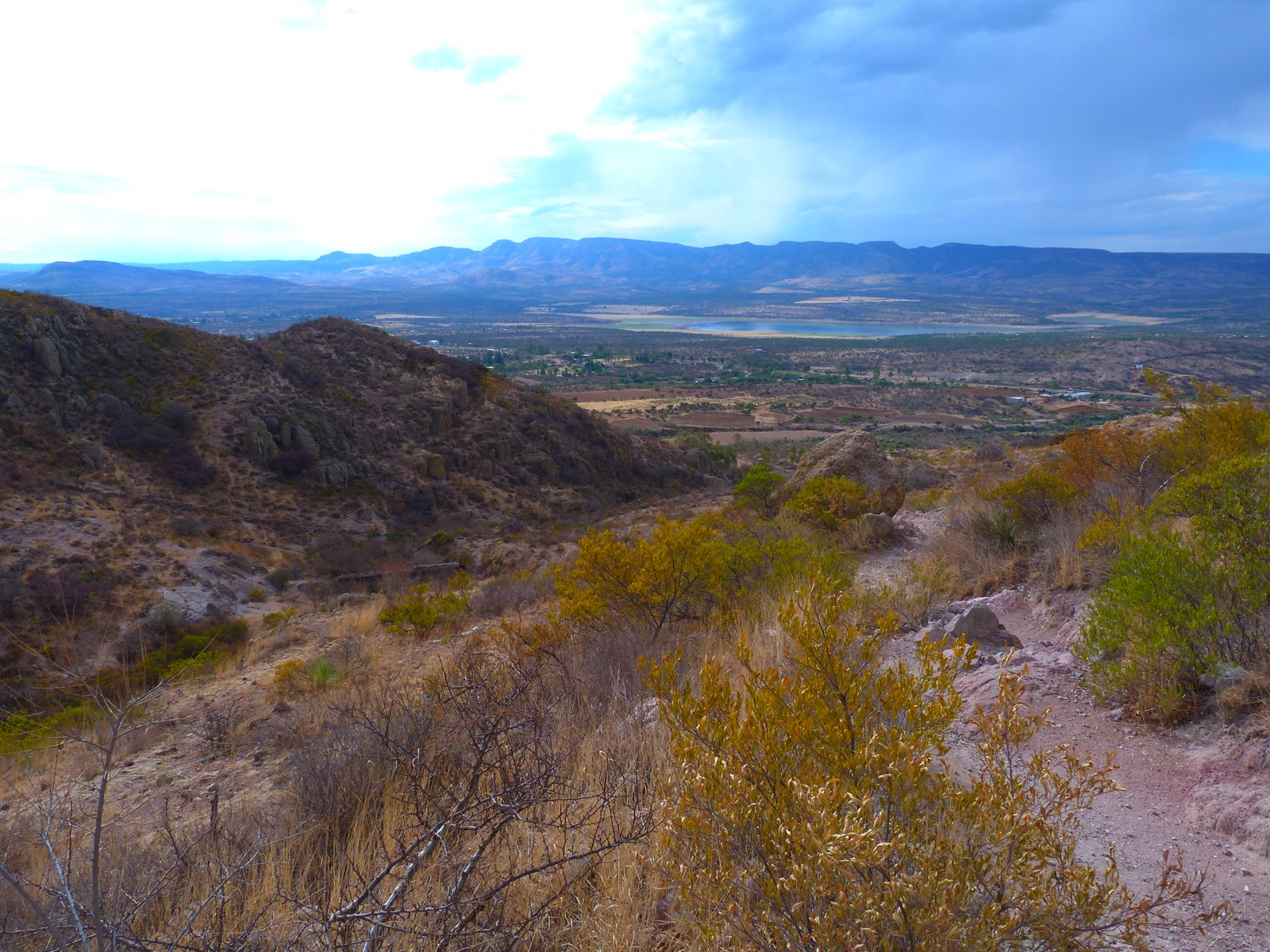
Presa Abelardo L. Rodríguez. Al fondo, la Sierra de Guajolotes.
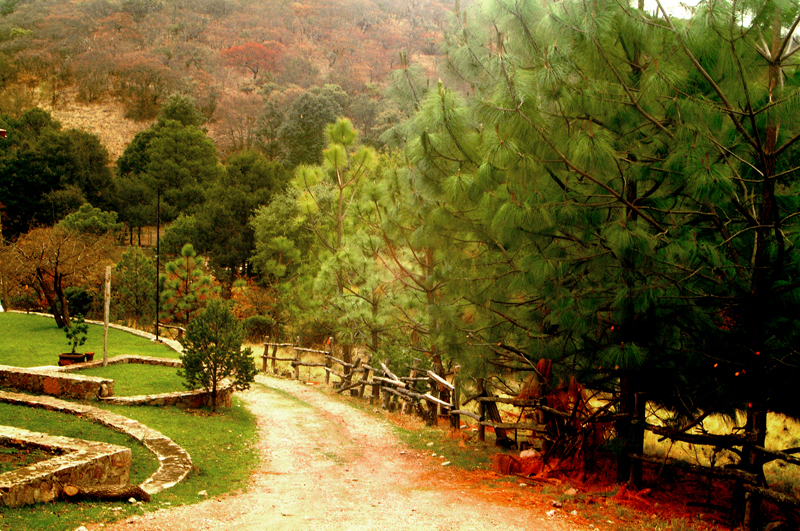
Sierra Fría, San José de Gracia
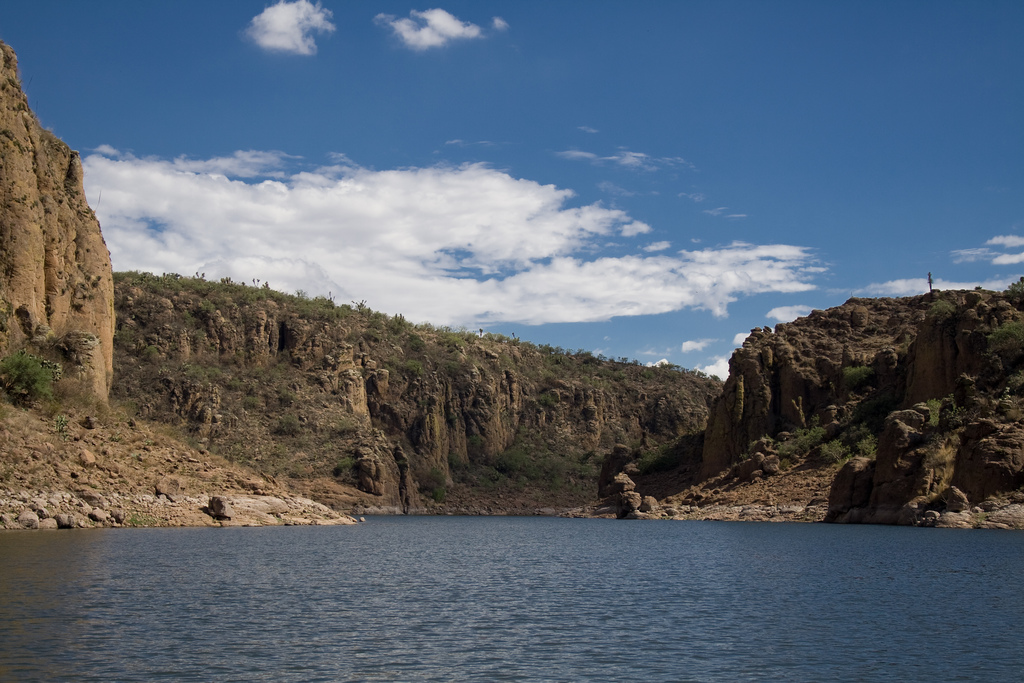
Boca de Túnel, San José de Gracia.
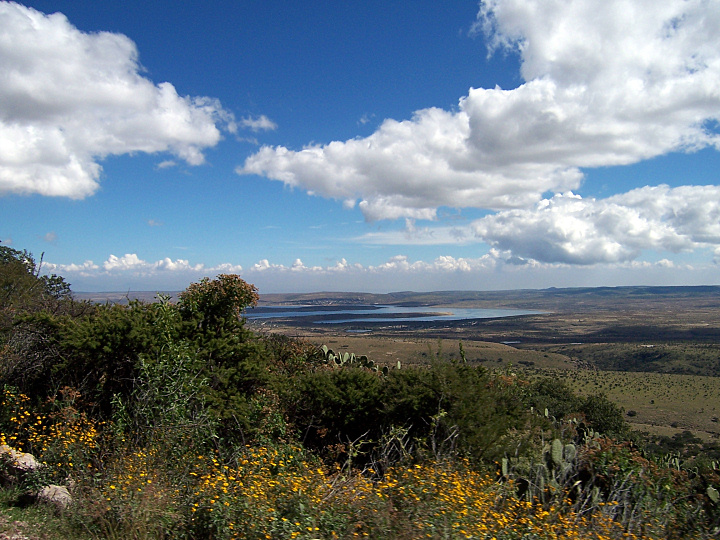
Presa Calles, San José de Gracia.
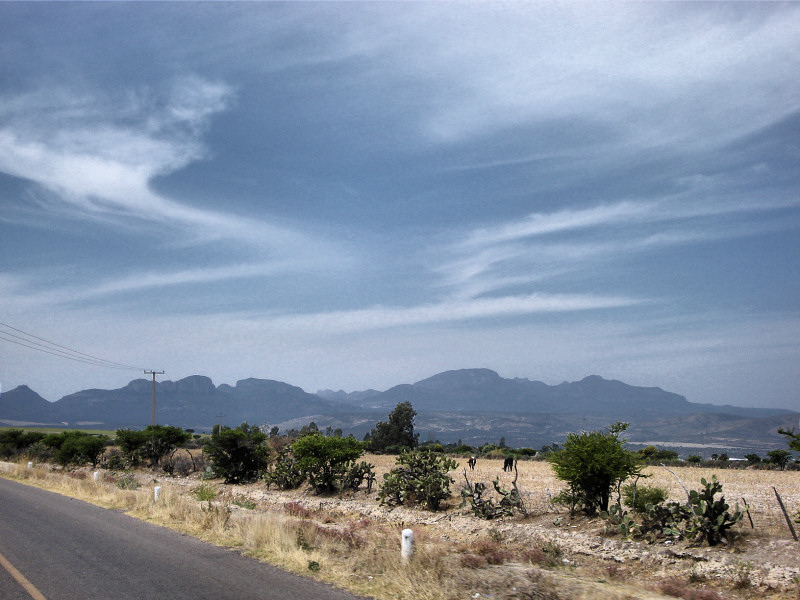
La Sierra del Laurel marca la colindancia entre el sur de Calvillo y el estado de Jalisco.
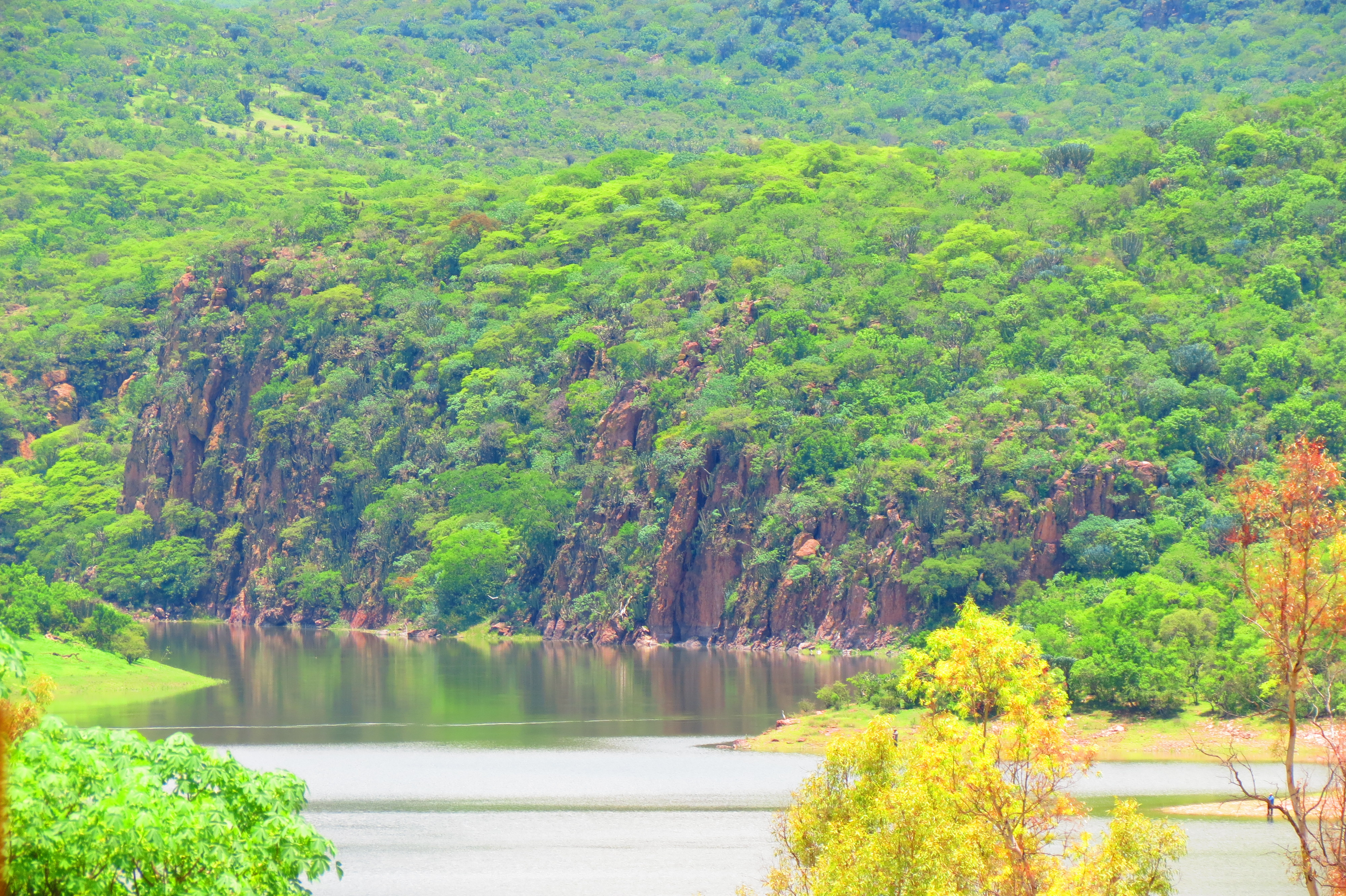
Presa de Malpaso, municipio de Calvillo.

## Biodiversidad
En la montaña: puma, venado cola blanca, jabalí, lechuza, gato montés, guajolote, coyote, lobo, águila real, conejo, zorro y ardilla.[cita requerida]
En los valles: coyote, mapache, liebre, codorniz pinta, lechuza, paloma pinta, jabalí, venado cola blanca, conejo y águila real.[cita requerida]

Entre las especies vegetales se encuentran, principalmente, árboles de pino, encino, álamo, laurel y mezquite, huizache, sabino, pirul y nopal en las partes bajas.[cita requerida]

Biodiversidad de Aguascalientes
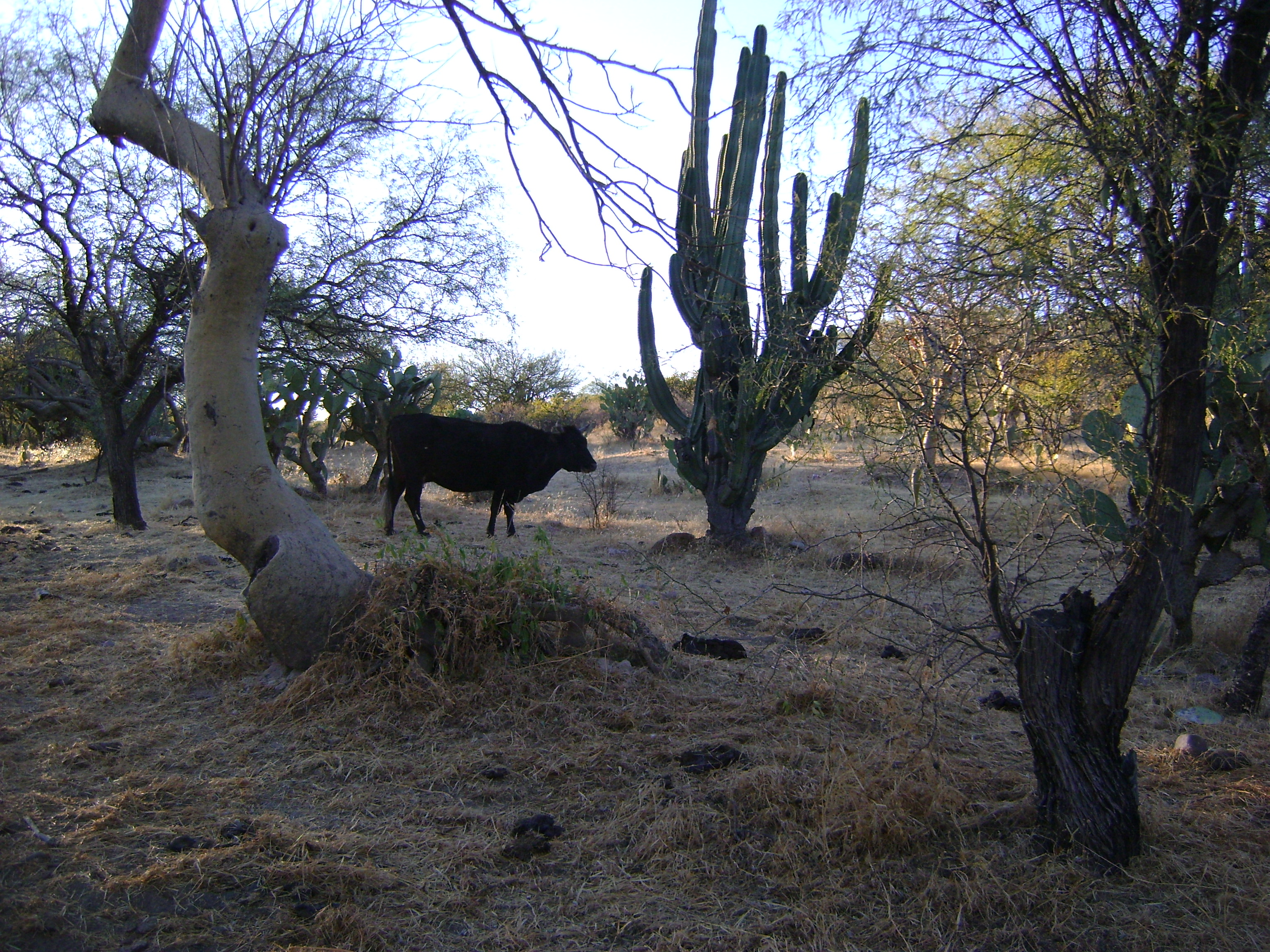
Stenocereus montanus, Opuntia ficus-indica, alguna especie de Prosopis y Bos primigenius taurus.
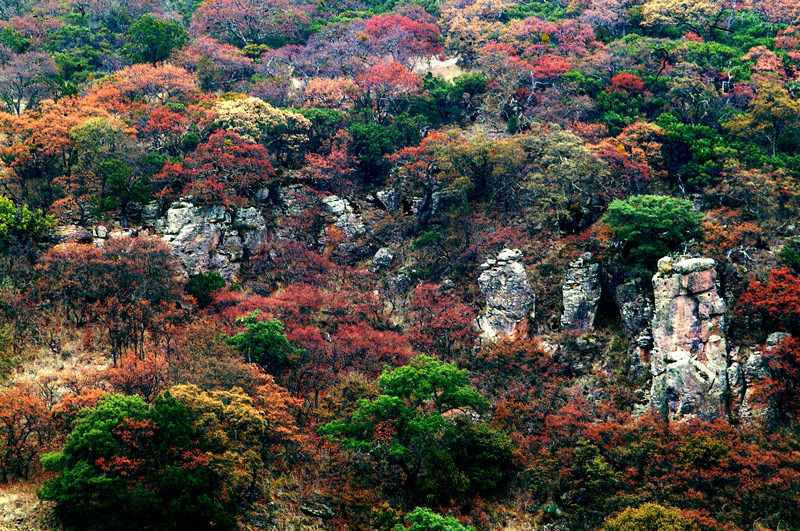
Otoño en el bosque de coníferas de la Sierra Fría, hacia el noroeste de San José de Gracia.
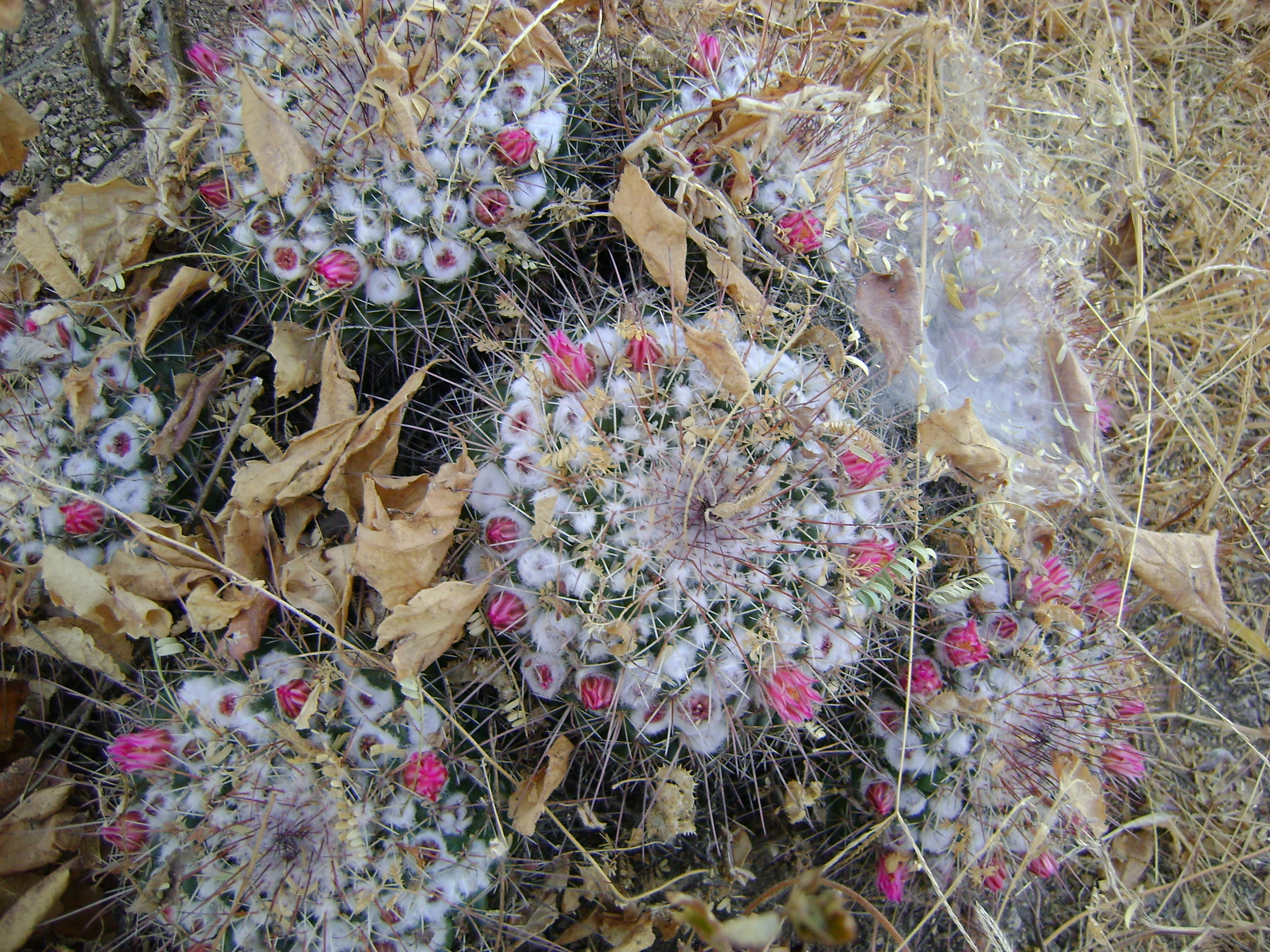
Diversas especies de cactáceas habitan en Aguascalientes. En imagen, Mammillaria petterssonii.
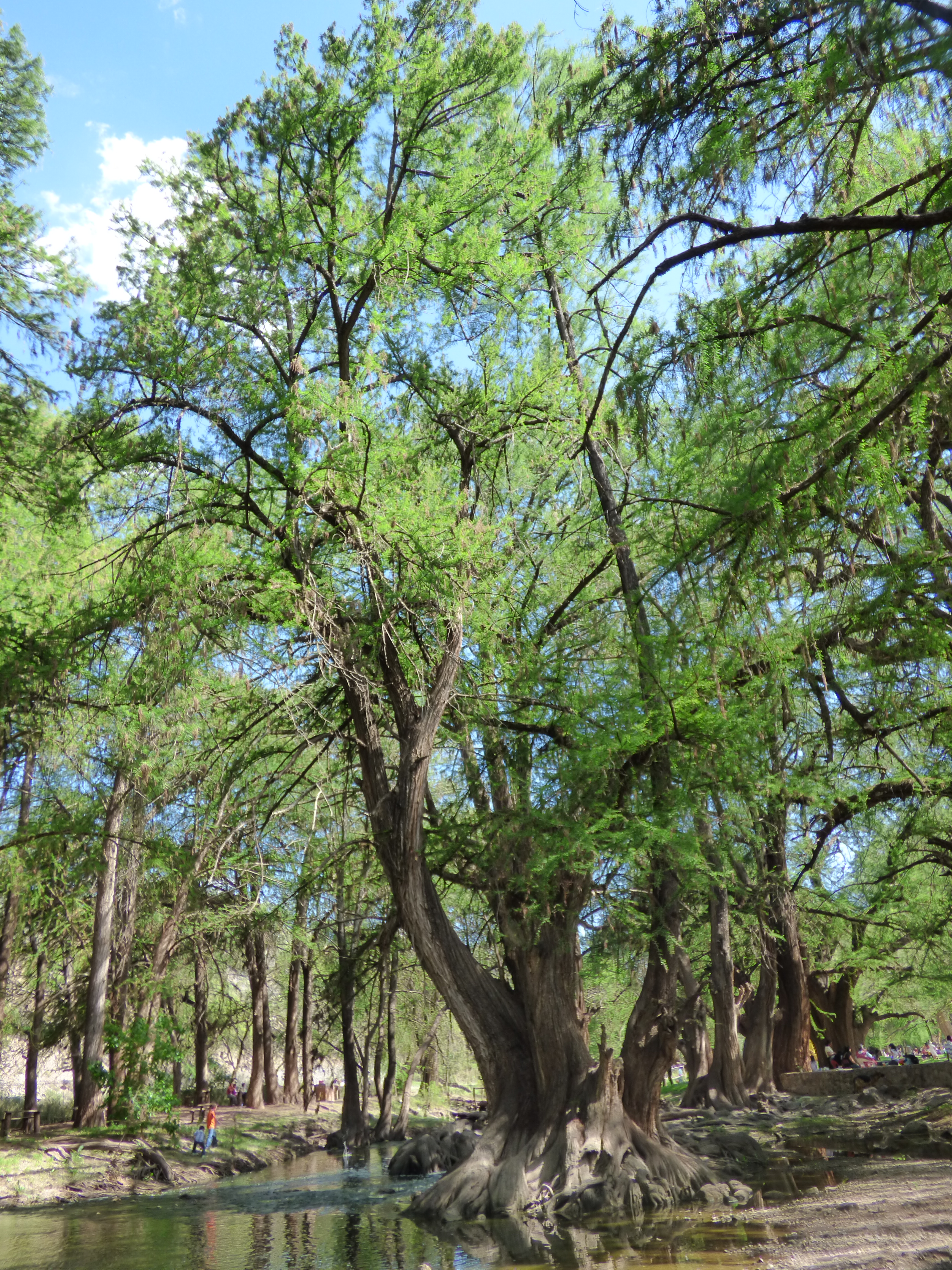
Comunidades como Salto de los Salado son conocidas por sus bosques de enormes sabinos (también llamados ahuehuetes, tules o cipreses mexicanos).
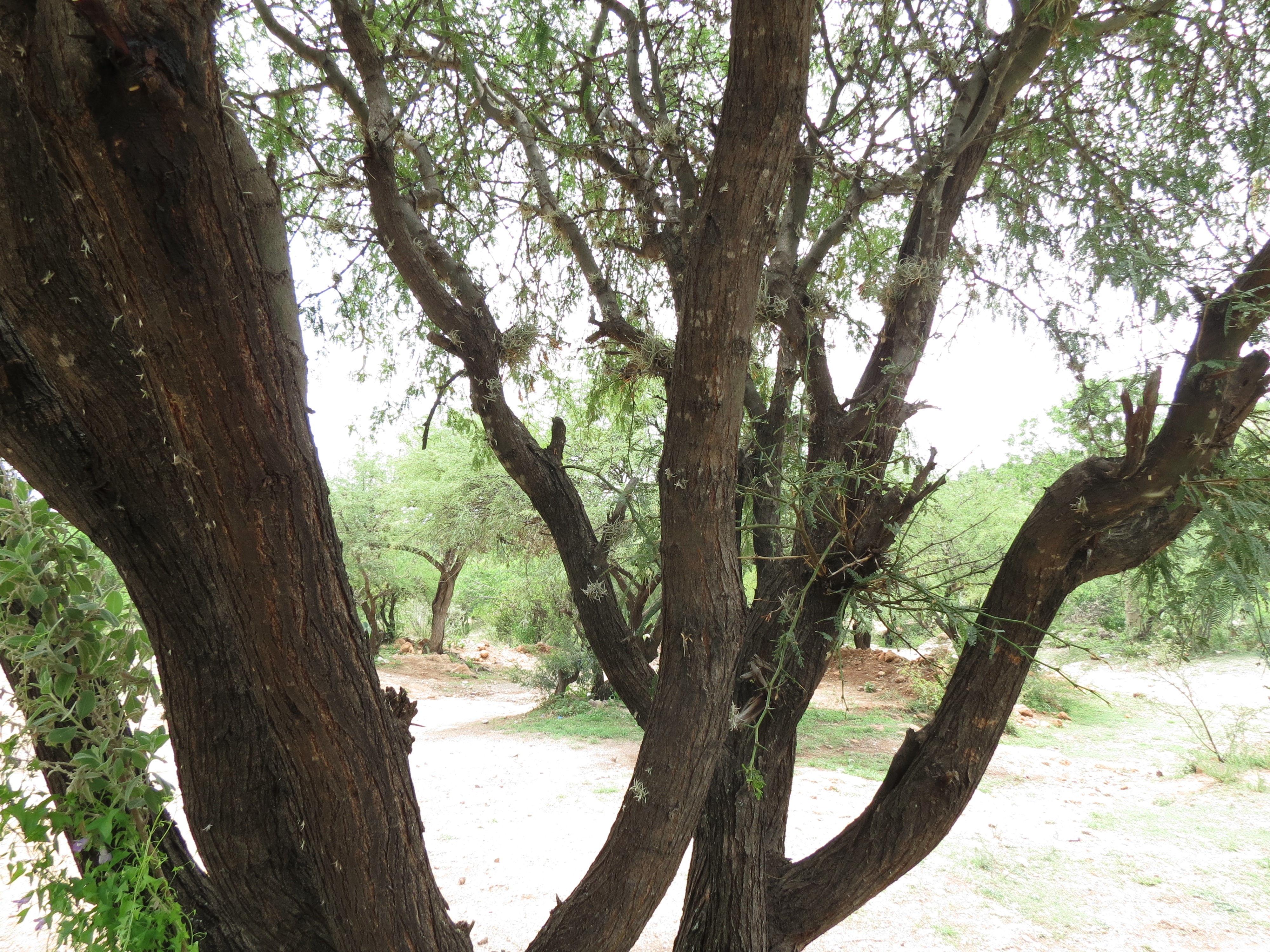
El mezquite es un árbol espinoso y de poca altura, abundante en la región.
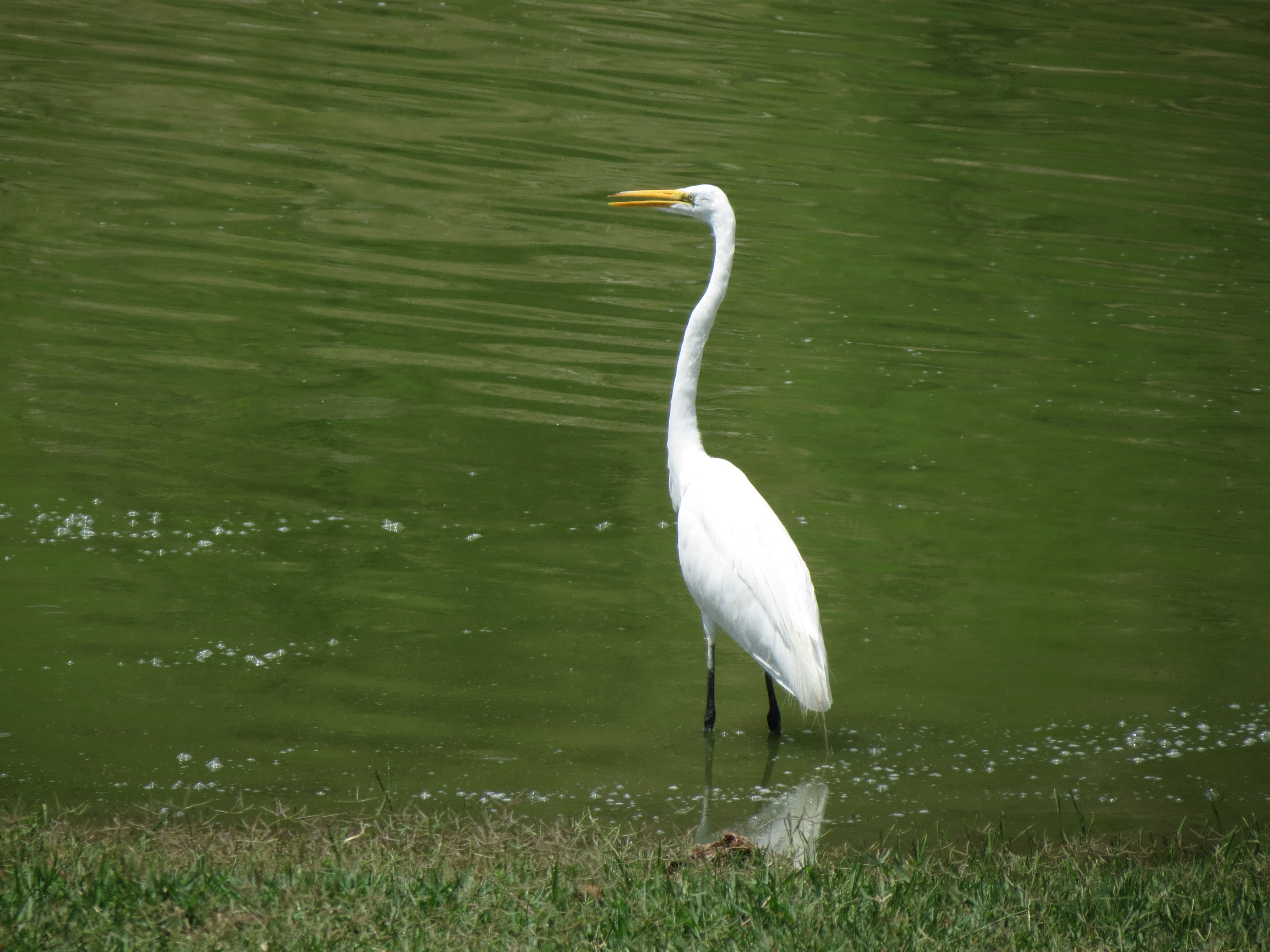
Fauna de Los Arquitos, Jesús María.
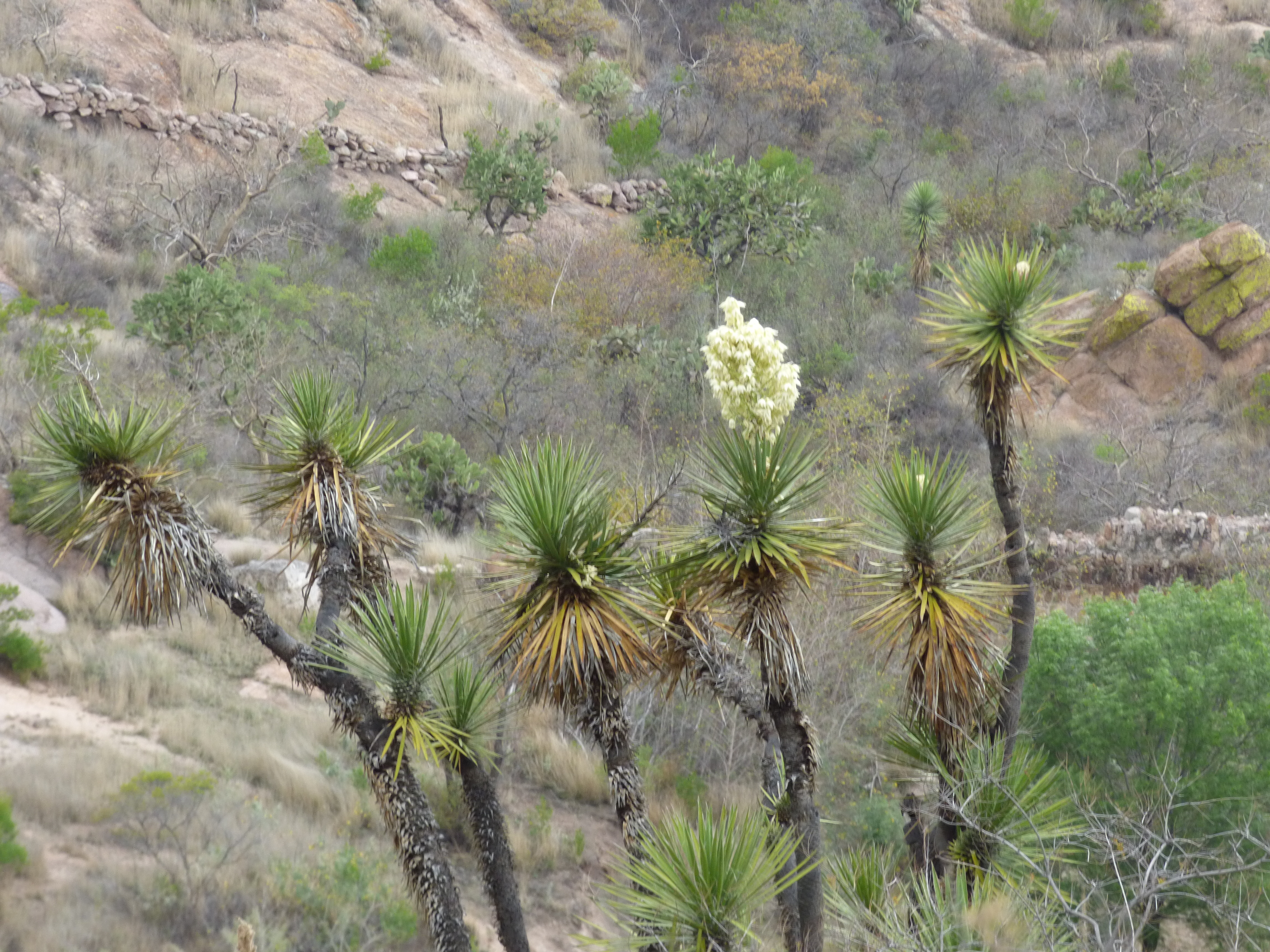
Flora del Cerro del Muerto, entre los municipios de Aguascalientes y Jesús María

## Demografía

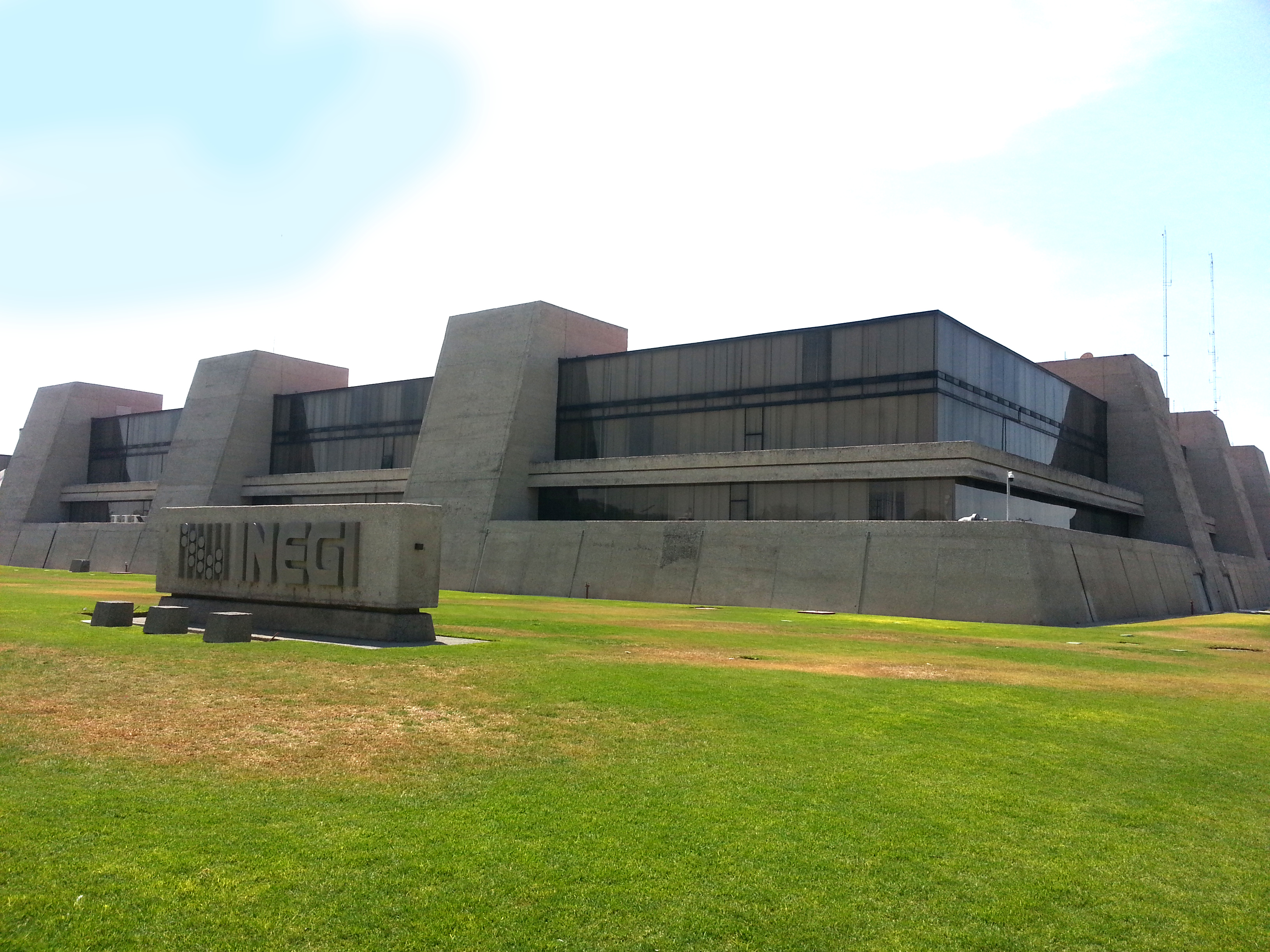
Instituto Nacional de Estadística y Geografía, con sede en Aguascalientes.

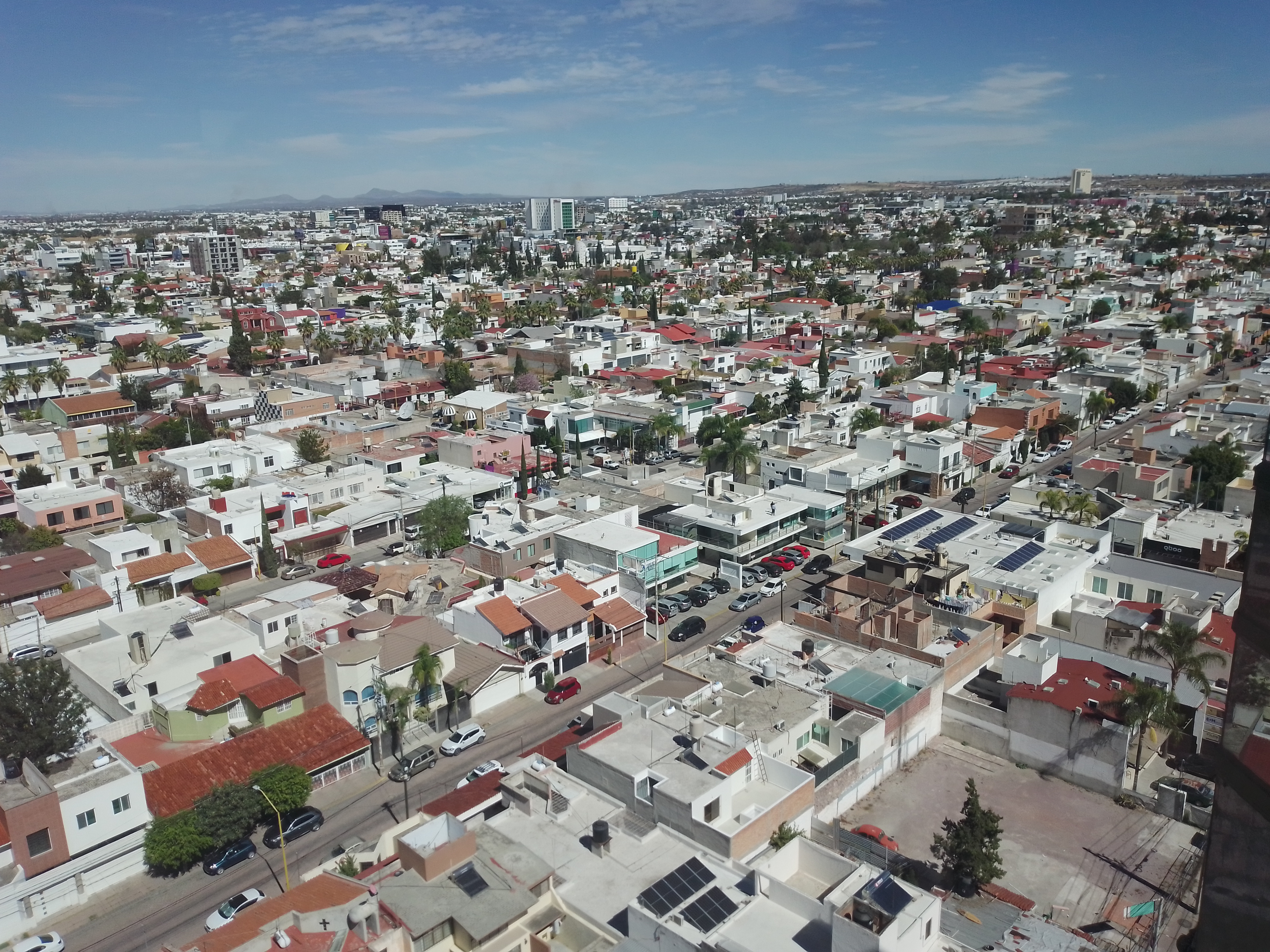
Vista panorámica de la capital.

Según las cifras que arrojó el II Censo de Población y Vivienda realizado por el Instituto Nacional de Estadística y Geografía en 2020, el estado de Aguascalientes contaba hasta entonces con un total de 1 425 607 habitantes. De dicha cantidad, 696 683 eran hombres y 728 924 eran mujeres. La tasa de crecimiento anual para la entidad durante el periodo 2010-2020 fue del 1.2 %.
El incremento observado durante la década equivale a los residentes actuales de los municipios de Jesús María, Calvillo, Rincón de Romos, Pabellón de Arteaga, San Francisco de los Romo y Cosío, considerados de manera conjunta.[cita requerida]
Así, durante la década pasada y los cinco primeros años de la presente, se incorporaron a la sociedad aguascalentense 22 045 personas en promedio cada año, entre recién nacidos e inmigrantes, y habiendo descontado a los fallecidos y a los emigrantes.
Por su población, la Zona Metropolitana de Aguascalientes ocupa la decimotercera posición nacional con 1 140 916 habitantes. Como estado, es el vigésimo séptimo entre los más poblados del país.
El estado cuenta con 4 médicos por cada 1000 habitantes, mientras que la media nacional es de 1.28, según el Consejo Nacional de Población (Conapo).[cita requerida]

### Principales ciudades (2020)
En la gráfica se muestran las 10 ciudades con más población contando solo la ciudad, sin incluir Áreas Conurbadas, Municipio o Zona Metropolitana.

### Municipios por población
| Municipio                 | Población |
| ------------------------- | --------- |
| Aguascalientes            | 948 990   |
| Jesús María               | 129 929   |
| San Francisco de los Romo | 61 997    |
| Calvillo                  | 58 250    |
| Rincón de Romos           | 57 369    |
| Asientos                  | 51 536    |
| Pabellón de Arteaga       | 47 646    |
| Tepezalá                  | 22 485    |
| El Llano                  | 20 853    |
| Cosío                     | 17 000    |
| San José de Gracia        | 9552      |

La población sumada por municipios son 1 425 607 en 2020.
La Zona Metropolitana de Aguascalientes se conforma por 3 municipios:
- Aguascalientes
- Jesús María
- San Francisco de los Romo

Por el acelerado crecimiento, el próximo municipio a integrarse a la zona metropolitana será Pabellón de Arteaga.

## Economía

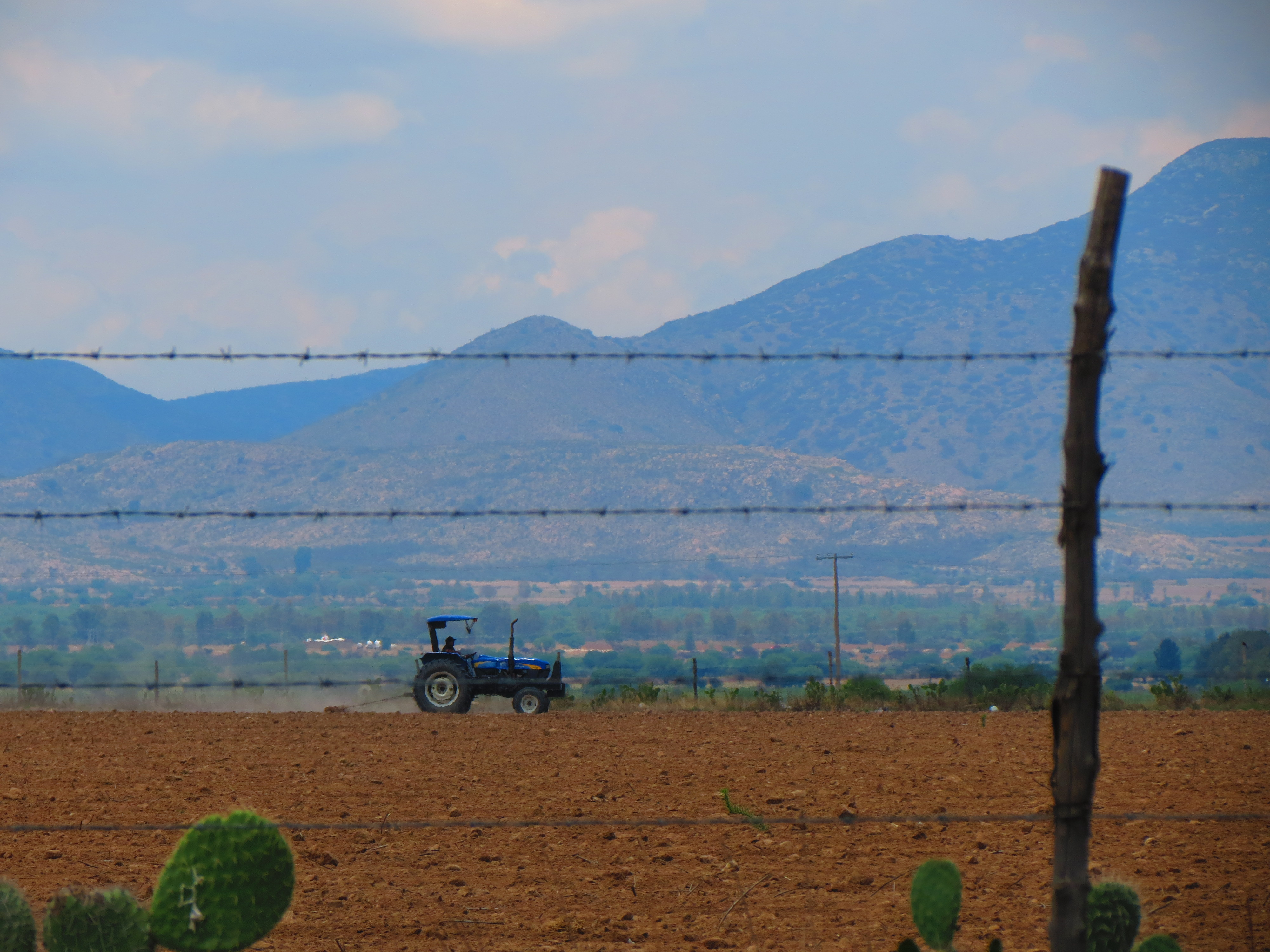
Agricultura en el municipio de El Llano.

El estado se caracteriza por su intensa actividad industrial, ganadera y comercial. Actualmente[¿cuándo?] su principal fuente de ingresos es la construcción.[cita requerida] Aguascalientes cuenta con importantes vías de comunicación que enlazan al estado con las zonas económicas más importantes del país. Importantes empresas nacionales e internacionales tienen presencia en el estado.
Por tres años consecutivos, el Banco Mundial (BM) ha reconocido a Aguascalientes como el estado con el mejor clima de negocios, armonía laboral y estado de derecho. Aguascalientes tiene un excelente clima de negocios; donde es más fácil, rápido y económico abrir un negocio.
En el 2014 se realizó un censo económico, para verificar y recoger la información económica de todos los negocios en el estado de Aguascalientes, registrando 55 463 establecimientos activos en esa fecha.
Las actividades primarias solo son el 4.65 % del PIB estatal.[cita requerida][¿cuándo?]
La producción agrícola estriba en cultivo de maíz, trigo, soya, sorgo, papa, frijol, chile verde, chile seco, tomate, alfalfa, ajo, aguacate, y demás árboles frutales. La producción de uva y guayaba es de importancia cultural para el estado de Aguascalientes. La zona agrícola más importante es el valle de Aguascalientes.[cita requerida]
En la minería encontramos producción de cemento, cal, oro, plata, estaño y plomo.[cita requerida]
La ganadería la hay vacuna (gran cuenca lechera), equina, lanar, caprina, porcina, mular y asnal.[cita requerida]
Las actividades secundarias generan el 40.18 % del PIB. [cita requerida] En la entidad se ha establecido Nissan, una de las armadoras de automóviles más importantes a nivel mundial. Es la armadora de inversión japonesa más grande instalada en todo el país, además de algunas otras empresas que son proveedores de equipos para esta. También se han establecido importantes empresas de tecnologías, lo cual ha hecho que el estado sea uno de los más avanzados del territorio mexicano. Asimismo, están establecidas cuatro importantes cadenas de hoteles de cinco estrellas, uno de ellos clasificado como cinco estrellas un diamante. En cuanto a servicios profesionales, en la entidad se han establecido las cuatro grandes firmas de contadores públicos a nivel mundial.[cita requerida]
Las actividades terciarias generan el 55.17 % del PIB estatal.[cita requerida]

## Educación

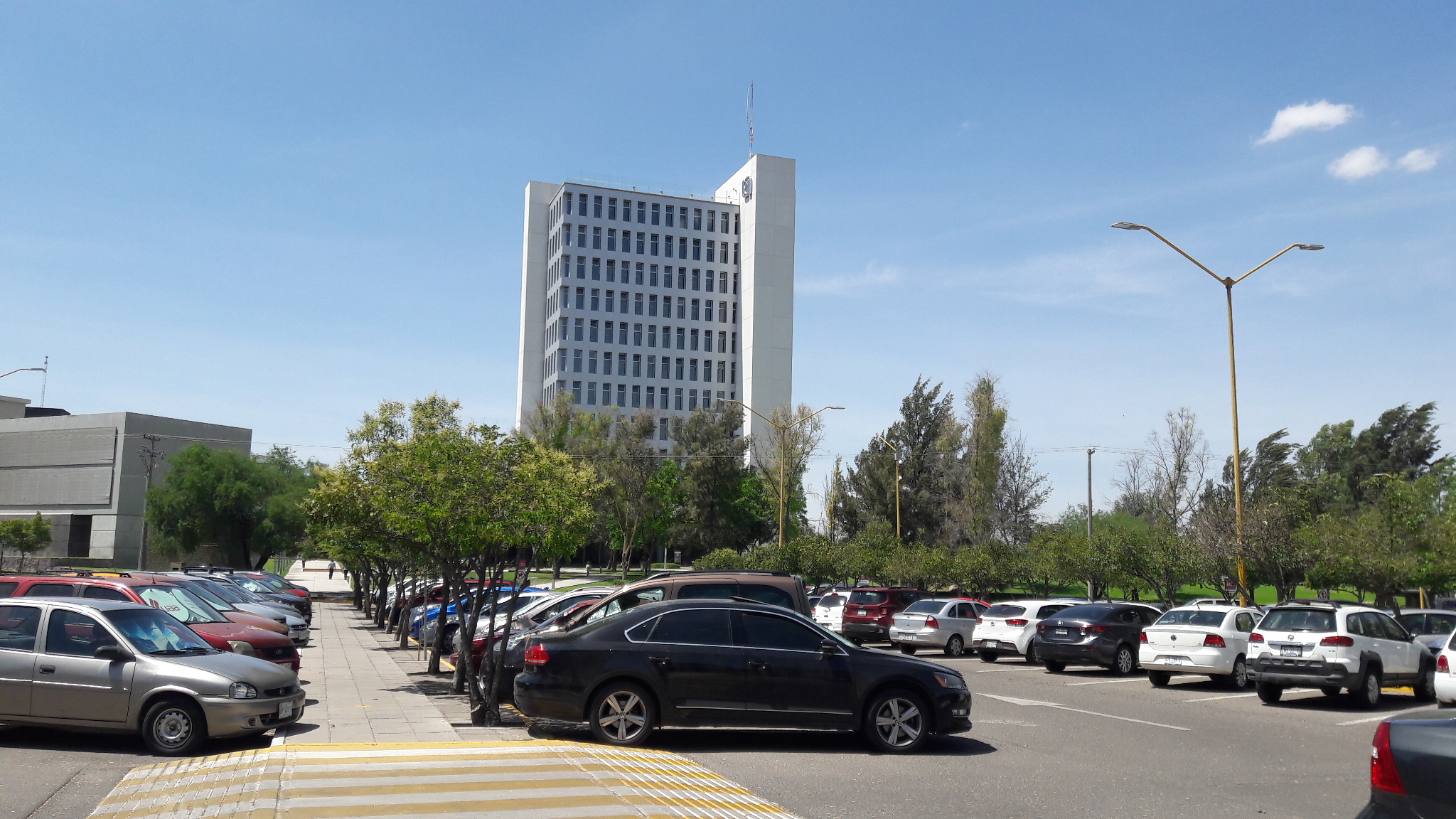
Universidad Autónoma de Aguascalientes.

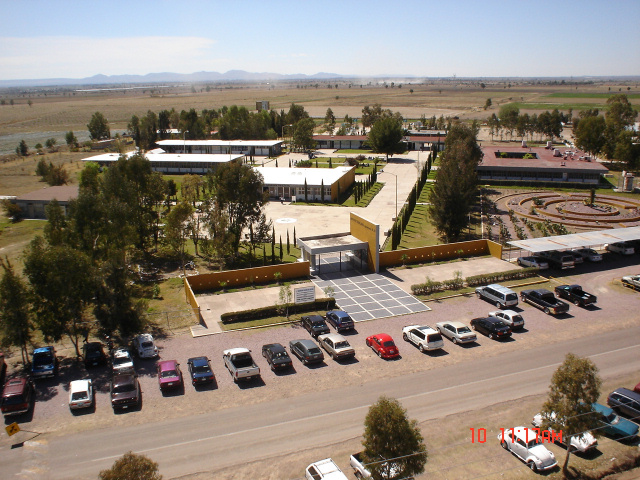
Instituto Tecnológico El Llano.

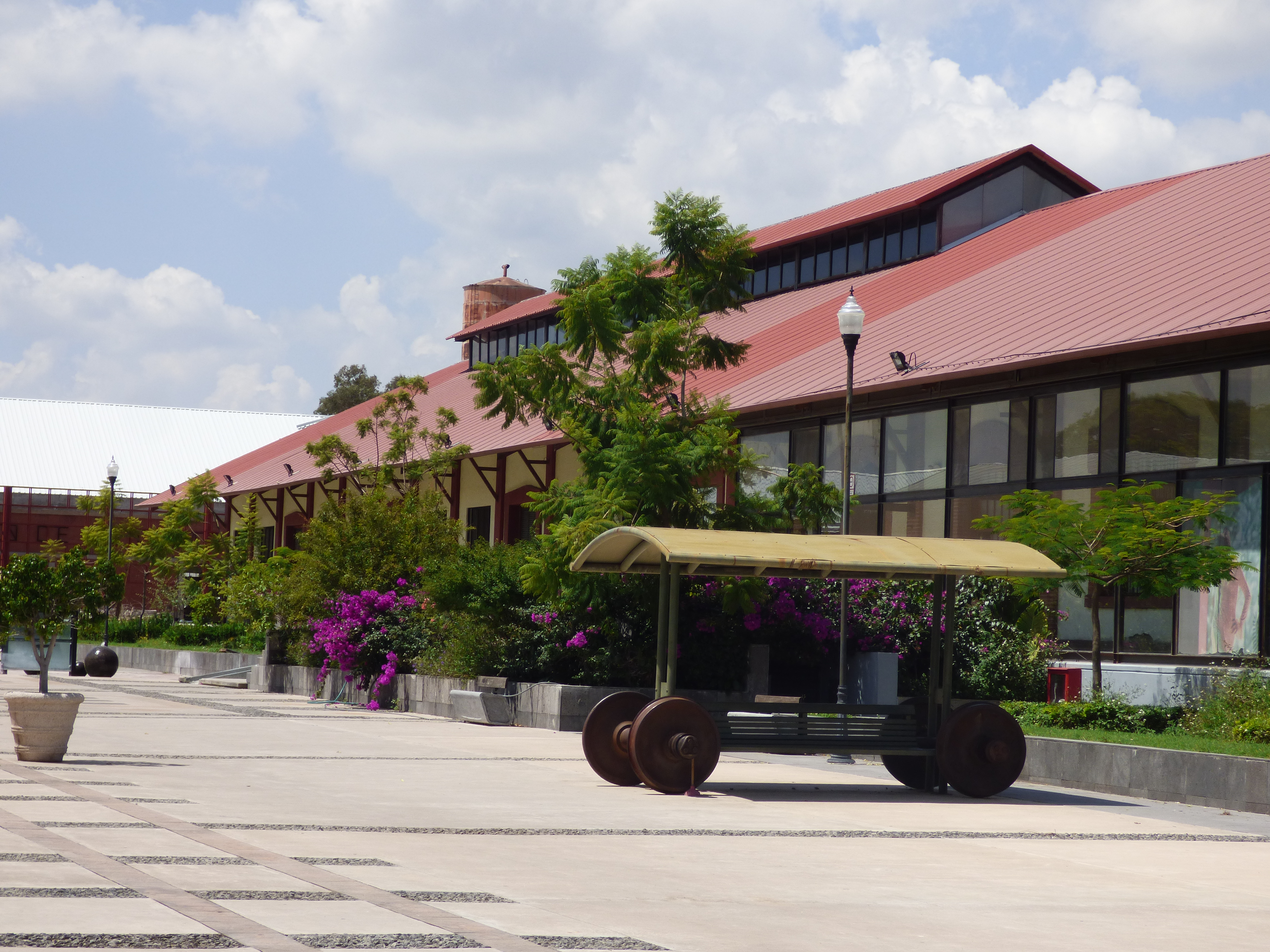
Universidad de las Artes.

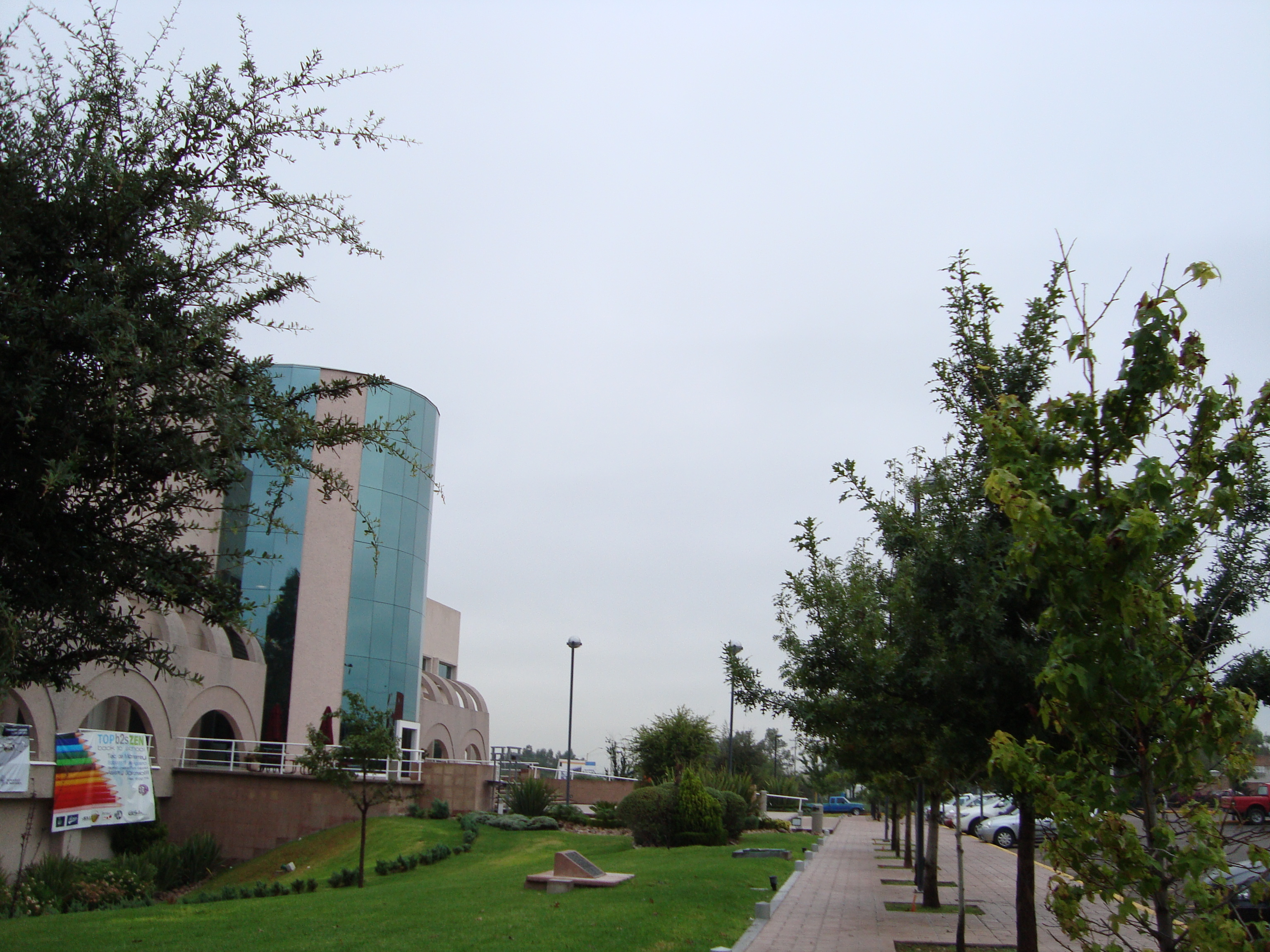
Tecnológico de Monterrey, campus Aguascalientes.

Existe en el estado una oferta educativa de todos los niveles y
especialidades. Los principales centros académicos son, sin ningún
orden en particular:
- Universidades:
  - Públicas:
    - Universidad Politécnica de Aguascalientes (UPA).
    - Universidad Autónoma de Aguascalientes (UAA),[51] cuenta con dos campus para la educación superior, además de varios centros de educación media-superior y otras índoles.
    - Universidad Tecnológica de Aguascalientes (UTAgs)[52]
    - Universidad Tecnológica El Retoño (UTR)[53]
    - Universidad Pedagógica Nacional, unidad Aguascalientes
    - Universidad Politécnica de Aguascalientes[54]
    - Universidad Tecnológica del Norte de Aguascalientes campus Rincón de Romos[55]
    - Universidad Tecnológica de Calvillo campus Calvillo[56]
    - Instituto Tecnológico de Aguascalientes (ITA)
    - Instituto Tecnológico El Llano[57]
    - Instituto Tecnológico de Pabellón de Arteaga[58]
    - Centro de Investigación y Docencia Económicas, Región Centro (CIDE)[59]
    - Universidad de las Artes[60]
    - Instituto Estatal de Seguridad Pública de Aguascalientes (IESPA)[61]

  - Privadas:
    - Universidad Panamericana Campus Bonaterra
    - Instituto Tecnológico y de Estudios Superiores de Monterrey, campus Aguascalientes
    - Universidad Cuauhtémoc, campus Aguascalientes
    - Universidad del Valle de México, (UVM), campus Aguascalientes
    - Universidad del Desarrollo Profesional UNIDEP campus Aguascalientes
    - Universidad del Valle de Atemajac
    - Universidad La Concordia, varios campi.
    - Universidad de Durango campus Aguascalientes
    - Universidad de León campus Aguascalientes
    - Centro Universitario Galilea
    - Universidad Interamericana para el Desarrollo (UNID) campus Aguascalientes
    - Universidad de Estudios Avanzados (UNEA) Campus Aguascalientes
    - Universidad Villasunción
    - Universidad Las Américas (ULA) Campus Centro Occidente
    - Centro de Investigación y Entrenamiento en Psicoterapias Gestalt, Fritz Perls
    - Instituto Tecnológico de la Construcción
    - Instituto de Educación de Excelencia
- Centros de investigación:
  - Centro Tecnológico de la Industria del Mueble de Aguascalientes, A. C. (CETIMA)
  - Centro Tecnológico del Vestido (CTV)
  - Centro de Desarrollo de Investigación de Tecnologías de la Información. (CEDITI)
  - Centro de Tecnología Avanzada. (CIATEQ)
  - Centro de Investigaciones en Óptica. (CIO)
  - Centro de Investigación en Matemáticas (CIMAT)
  - Centro de Investigación y Docencia Económicas (CIDE)
  - Centro de Investigación en Geografía y Geomática Ing. Jorge L. Tamayo (Centro Geo)
  - Centro de Investigación e Innovación en Tecnologías de Información y Comunicación (INFOTEC)
- Escuelas normales:
  - Escuela Normal de Aguascalientes (ENA)
  - Escuela Normal Superior de Aguascalientes (ENSFA)
  - Escuela Normal de Educación Física Rincón de Romos
  - Centro Regional de Educación Normal de Aguascalientes (CRENA)
  - Escuela Normal Rural "Justo Sierra Méndez" (Cañada Honda)

## Cultura

### Festividades

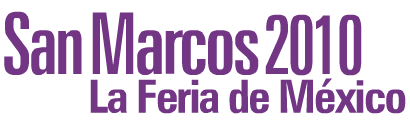

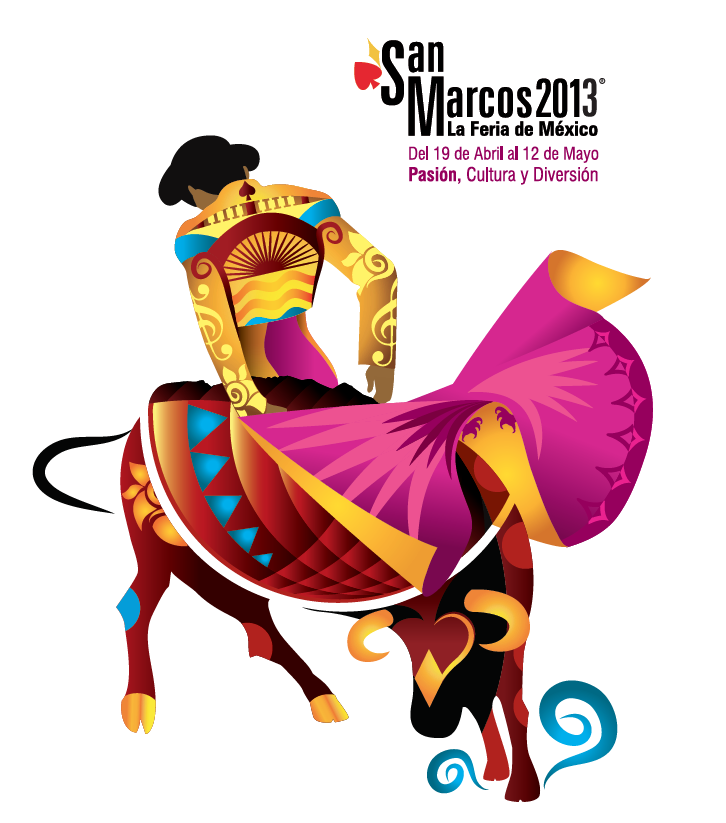

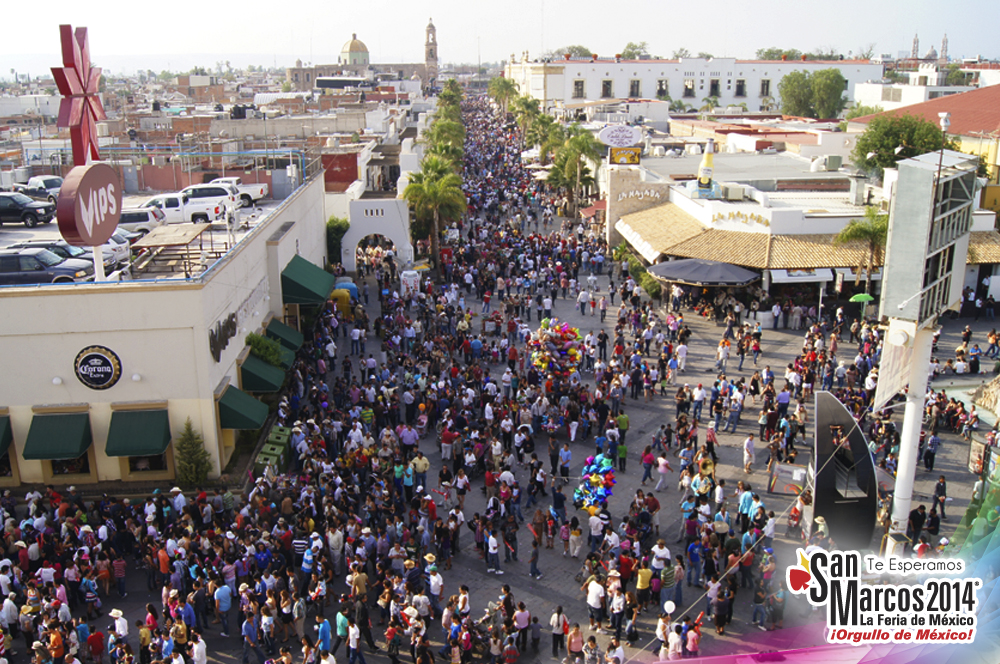
La Feria Nacional de San Marcos, de gran importancia en el estado y el país.

La ciudad de Aguascalientes celebra anualmente a finales del mes de abril y principios de mayo la Feria Nacional de San Marcos, la más importante del país; a la que se promociona con epítetos tales como "La Feria de Ferias" o "La Feria de México". La Feria de San Marcos tiene orígenes en una feria principalmente agrícola y ganadera, iniciada en 1828 y que se celebraba originalmente en el mes de noviembre. Tenía su recinto en los portales de un antiguo parián o mercado a medio construir.[cita requerida]
En 1848, se dispuso que se celebrara en el Jardín de San Marcos, en las proximidades del templo de la Virgen del Carmen, pero más ubicado como el Templo de San Marcos, santo que se encuentra en dicho recinto y por quien es nombrado el jardín. Asimismo, para que coincidiera con la celebración del Patrono de Aguascalientes, el 25 de abril, y para aprovechar la cosecha de primavera, la feria se dispuso para el mencionado mes.[cita requerida]
Cada año se invita un país y un estado de la república diferente para que muestre a los turistas y ciudadanos su cultura, gastronomía entre otras cosas. La feria incluye la participación de varios artistas de renombre, con actuaciones de cada uno, diariamente en el palenque, corridas de toros, presentaciones artísticas gratuitas en el Teatro del Pueblo, exposición agrícola y ganadera en la Megavelaria y la coronación de la Reina de la Feria, que es el acto inicial de la misma.[cita requerida]
Por el mes de julio, en el municipio de Jesús María se celebra la Feria de los Chicahuales; segunda en importancia en el estado.

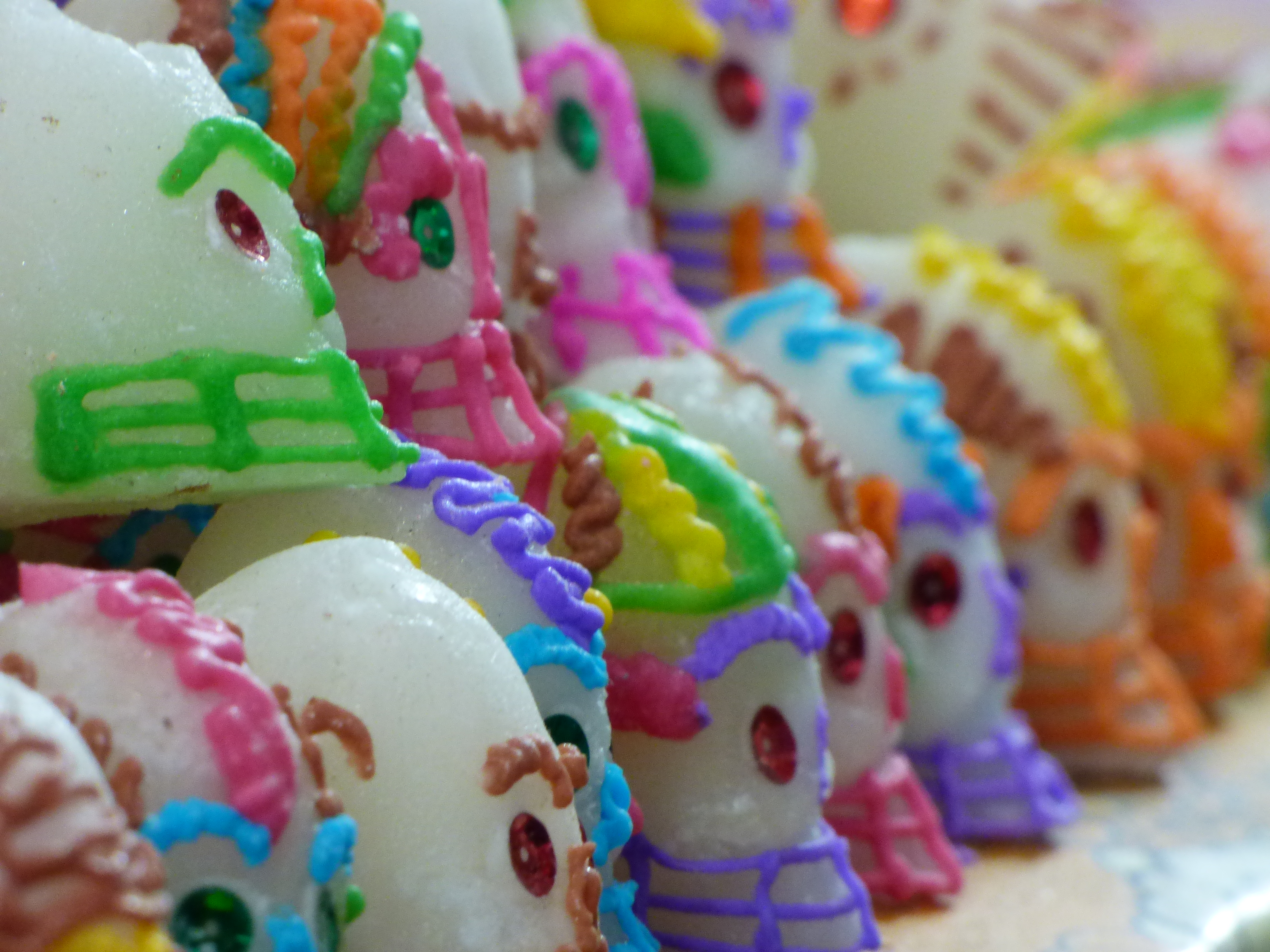
Calaveras de dulce, golosina de temporada.

También en el municipio de Aguascalientes, durante la primera quincena del mes de agosto y particularmente el día 15 de agosto se lleva a cabo la Romería de la Asunción, y comienzan las peregrinaciones a la catedral. Estas peregrinaciones se organizan en la diócesis de Aguascalientes que comprende el estado de Aguascalientes, parte de Zacatecas y Jalisco, y una pequeña población de Guanajuato. La diócesis tiene un poco más de un millón de feligreses y es una de las más grandes de México; de hecho, Aguascalientes está catalogado como el tercer estado con mayor porcentaje de católicos en el país, siendo un 93 % de su población la que profesa esta religión, después de Guanajuato y Jalisco.[cita requerida]
Se celebra de forma especial el Día de Muertos, el cual es amplificado por el Festival de las Calaveras que abarca desde los últimos días de octubre y primeros días de noviembre. Se homenajea al famoso grabador y caricaturista aguascalentense, José Guadalupe Posada, creador de la mundialmente conocida Catrina.[cita requerida]
Entre los principales centros culturales cabe destacar la Casa de la Cultura y su anexo Centro de Artes Visuales, los cuales se encuentran dentro del centro histórico de la capital; así mismo se encuentra la Casa Terán, que recibe su nombre de Jesús Terán Peredo, además de las diversas bibliotecas, como la Biblioteca Central del Estado "Jaime Torres Bodet" y la Biblioteca "Enrique Fernández Ledezma".[cita requerida]

### Gastronomía

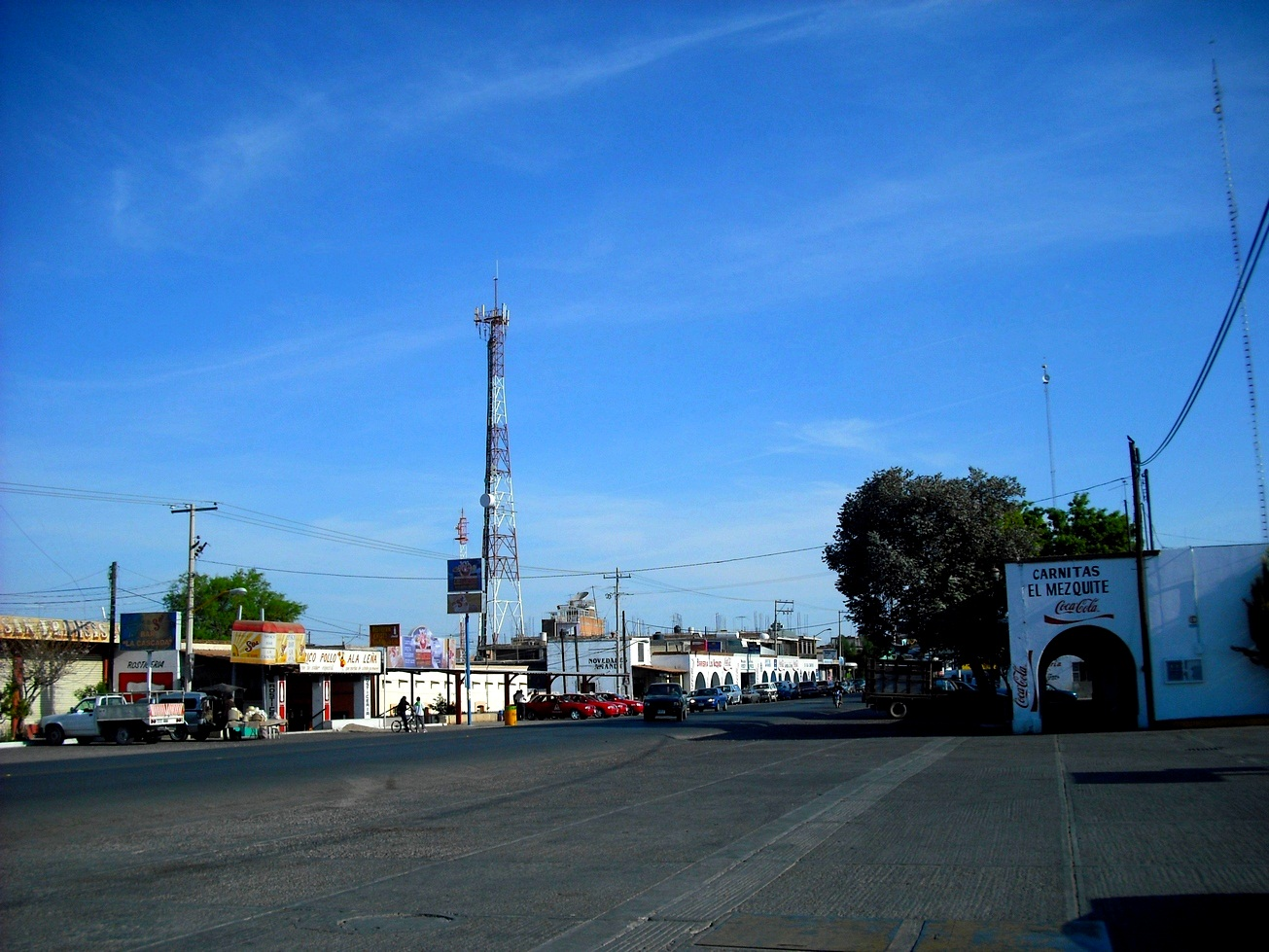
Establecimientos de carnitas en San Francisco de los Romo, mejor conocido por el hipocorístico "San Pancho".

Debido a su posición geográfica, la gastronomía del estado se ve influenciada por la de sus estados vecinos y de otros de la región. Así mismo, la cocina va variando en cada uno de sus municipios.
En el municipio capital pueden encontrarse una gran variedad de platillos. Son típicos los establecimientos conocidos como cenadurías, donde, como su nombre lo indica, se ofrecen antojitos para la hora de la cena. En estos lugares pueden encontrarse las tradicionales flautas, tacos dorados, las enchiladas muy típicas del estado, acompañadas con encurtidos de cerdo y verduras. También ofrecen tamales, atoles, tostadas, pozole, sopes y demás. Existe, también en la capital, el tradicional mercado Juárez, donde pueden encontrarse las mejores birrierías del estado. Es una tradición gastronómica que el menudo sea desayunado los domingos. Son también de gran difusión los tacos de colores, que lo son de guisados muy variados.
El municipio de Jesús María es famoso por sus gorditas chiqueadas, rellenas de guisos como chicharrón, tinga, moronga, frijoles, chile relleno, mole, arroz, etc. Se pueden encontrar puestos en los portales de su plaza principal.
El municipio de San Francisco de los Romo posee una gran tradición en la elaboración de carnitas, donde se puede encontrar buche, nana, costilla, chamorro, maciza, patitas, y demás delicias acompañadas de tortillas de comal y salsas como guacamole, pico de gallo, de tomatillo, etc.
En el municipio de Calvillo son famosas sus preparaciones con la guayaba, al ser uno de los productos propios de la región. Se pueden encontrar ates, dulces, pasteles, mermeladas y licores de dicho fruto. Debido a la presencias de presas, son ya típicos los restaurantes de mariscos.
Por su parte, el municipio de Pabellón de Arteaga ofrece los tradicionales "burritos", que son tacos rellenos con diferentes guisos, y hechos con tortillas de harina.
En cuanto a la panadería, Aguascalientes cuenta con una enorme tradición. El pan es un elemento muy presente a la hora del desayuno o de la cena, tanto dulce como salado. Son panes típicos las cemitas, las sanjuaneras, los ladrillos, los puerquitos, los chamucos, las coronas, las conchas, los calvitos, el bolillo (que los hay también de nata y de manteca), así como las gorditas de nata. Resaltan los condoches, que son elaborados en hornos de barro o piedra a la leña.

Gastronomía de Aguascalientes
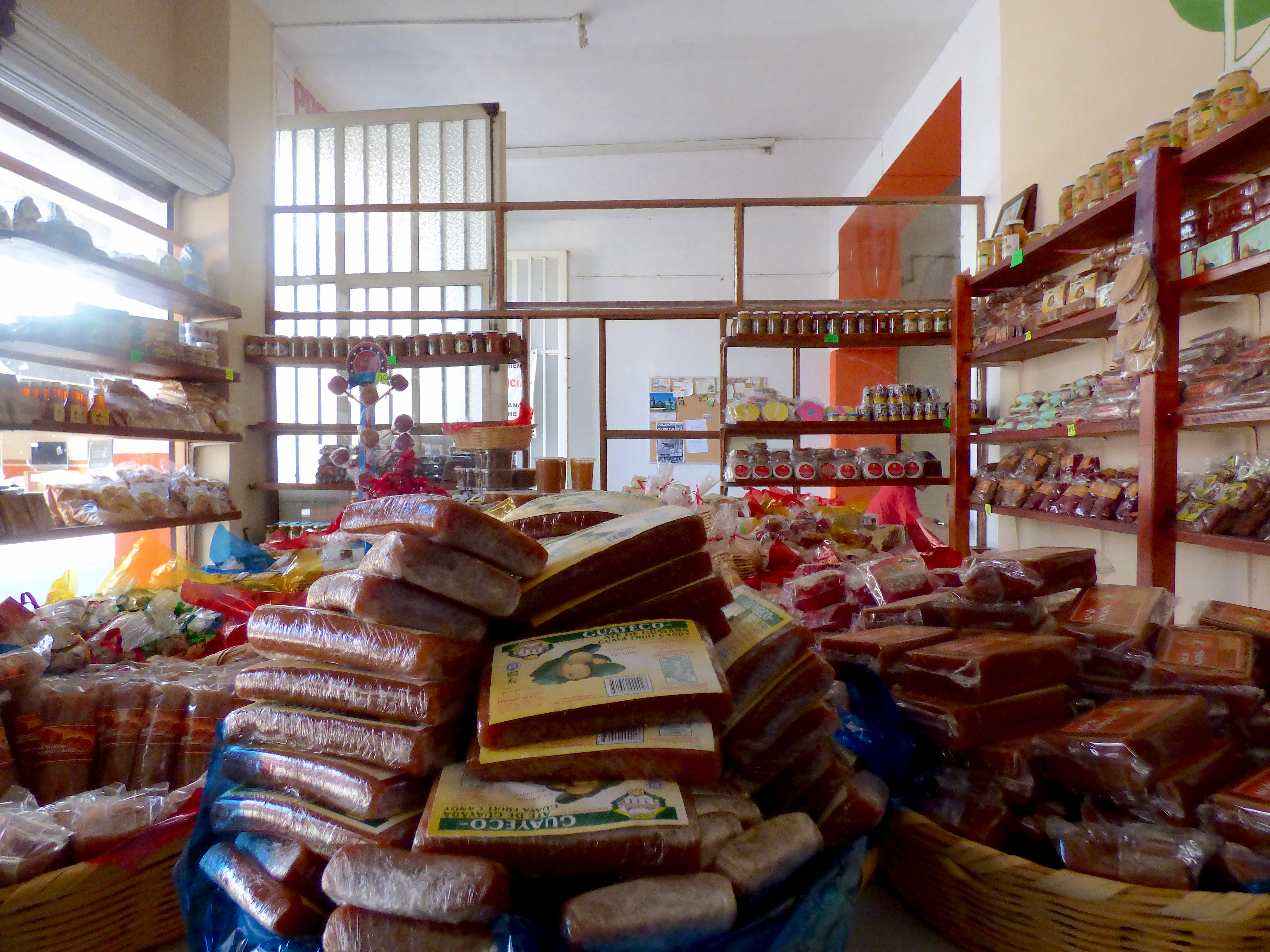
El cultivo de guayaba y la producción de alimentos derivados de la misma son estampa de Calvillo.
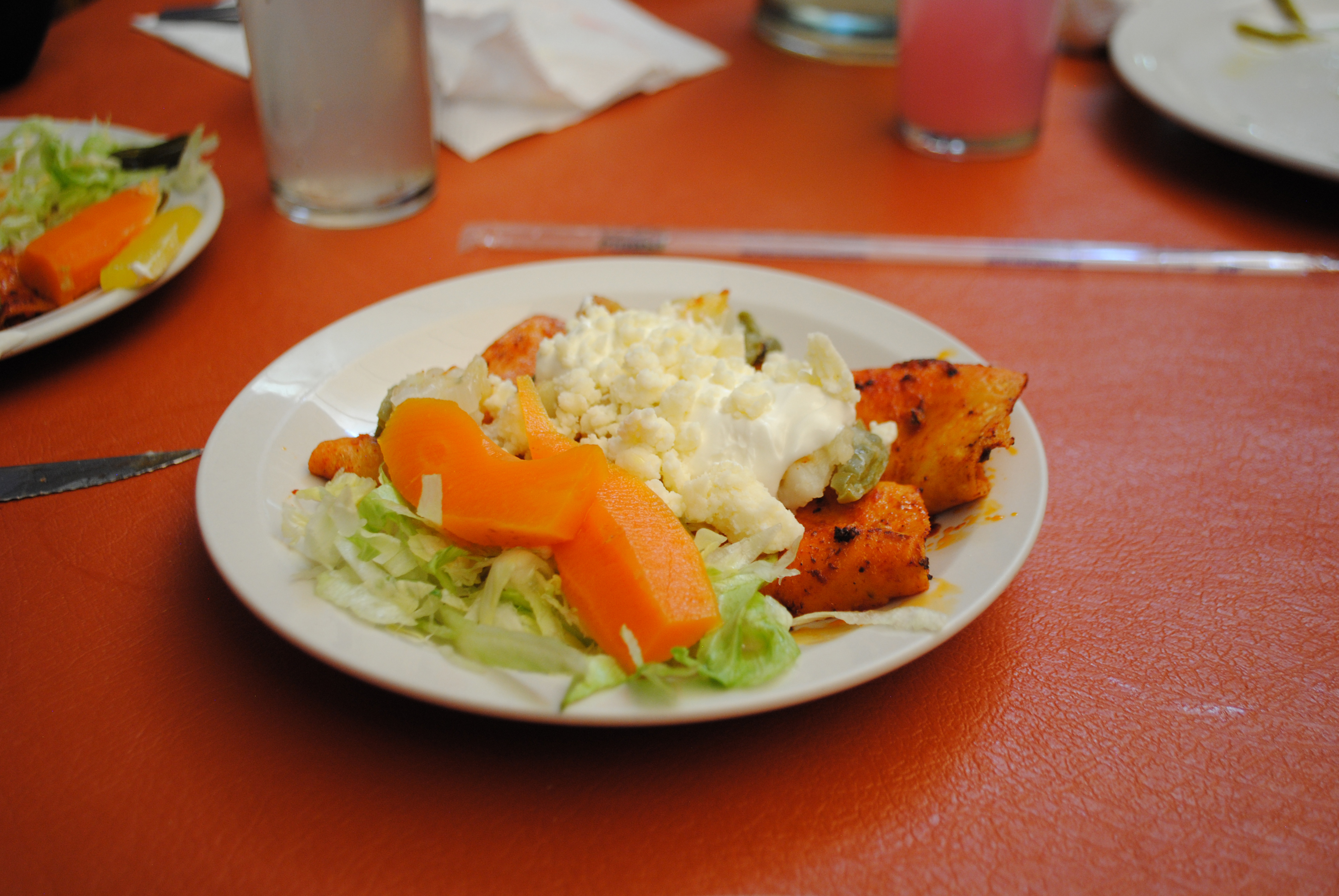
Enchiladas estilo Aguascalientes, hechas con tortilla frita con chile guajillo, carne de res, queso fresco, crema, col y zanahorias.
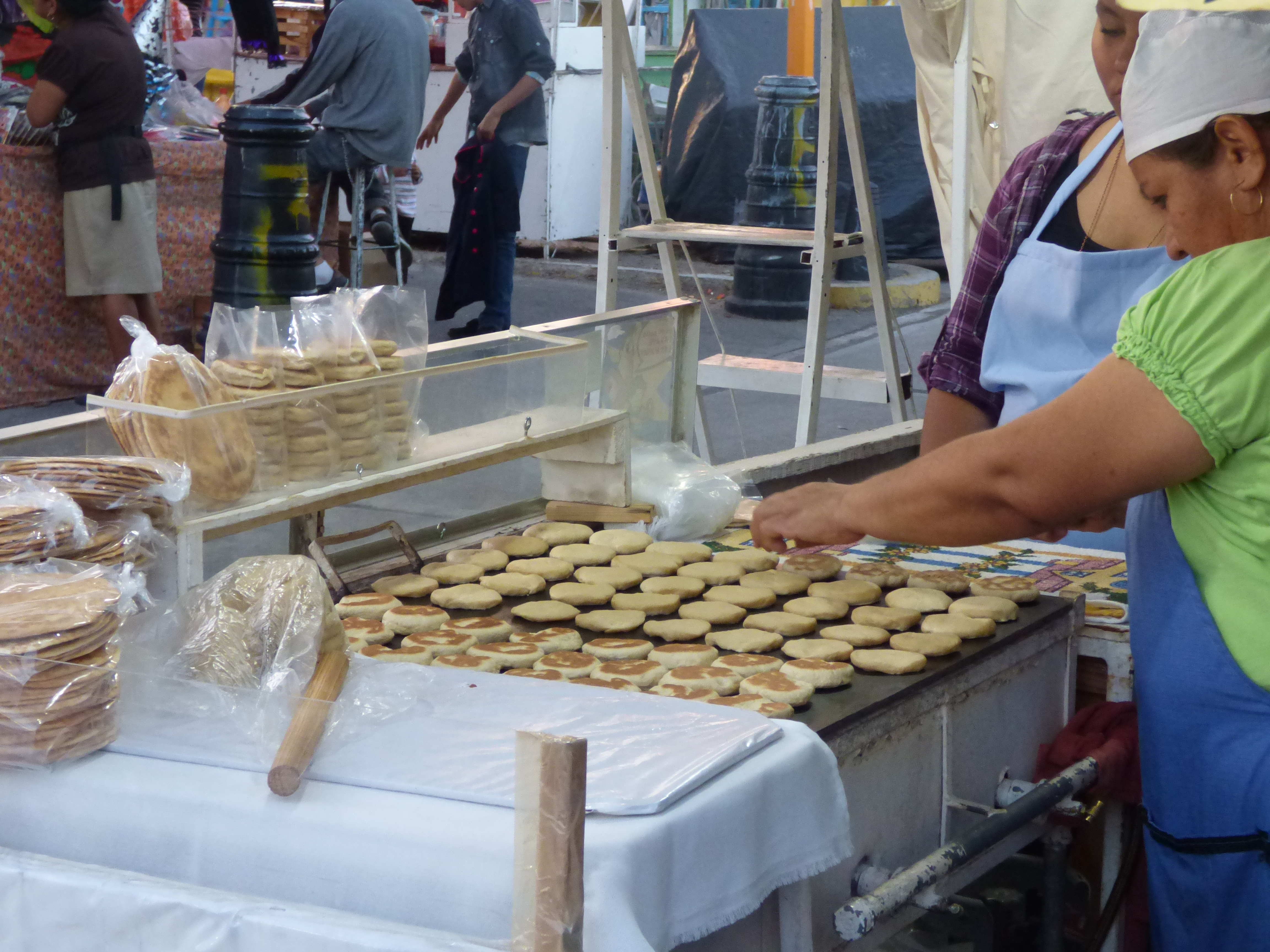
Mujer preparando gorditas de nata.
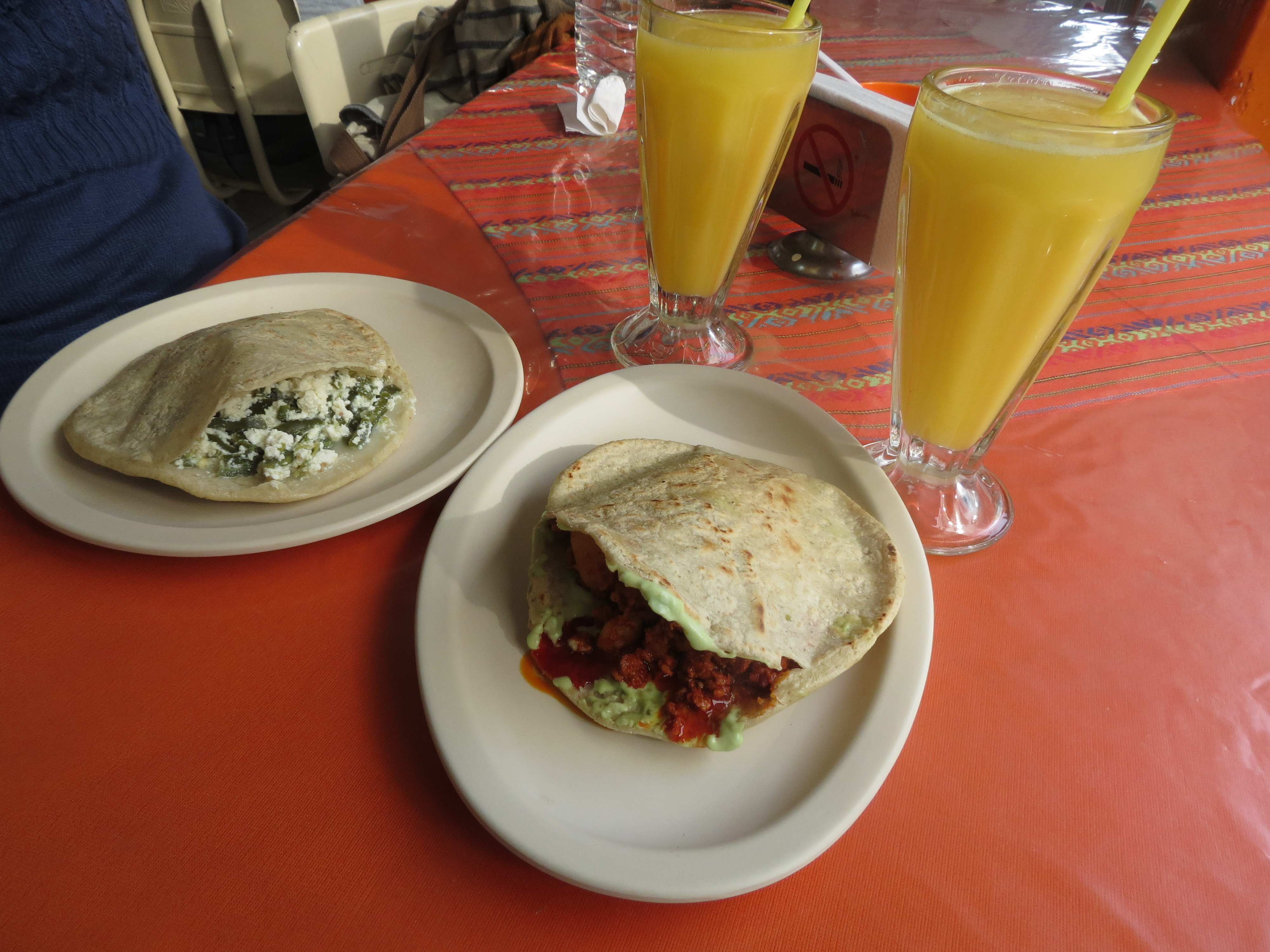
Gorditas, platillo típico de la entidad.
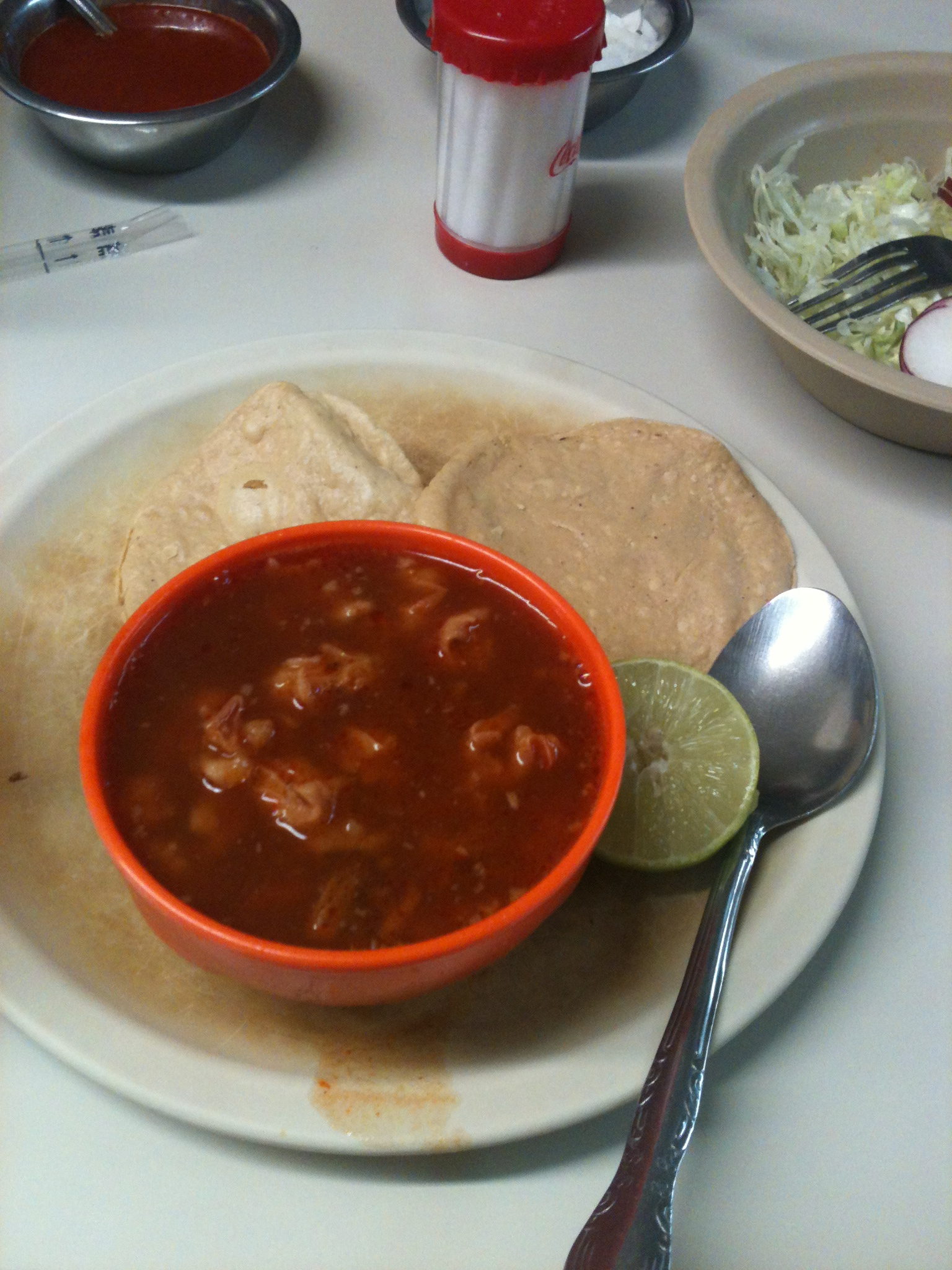
Pozole rojo.
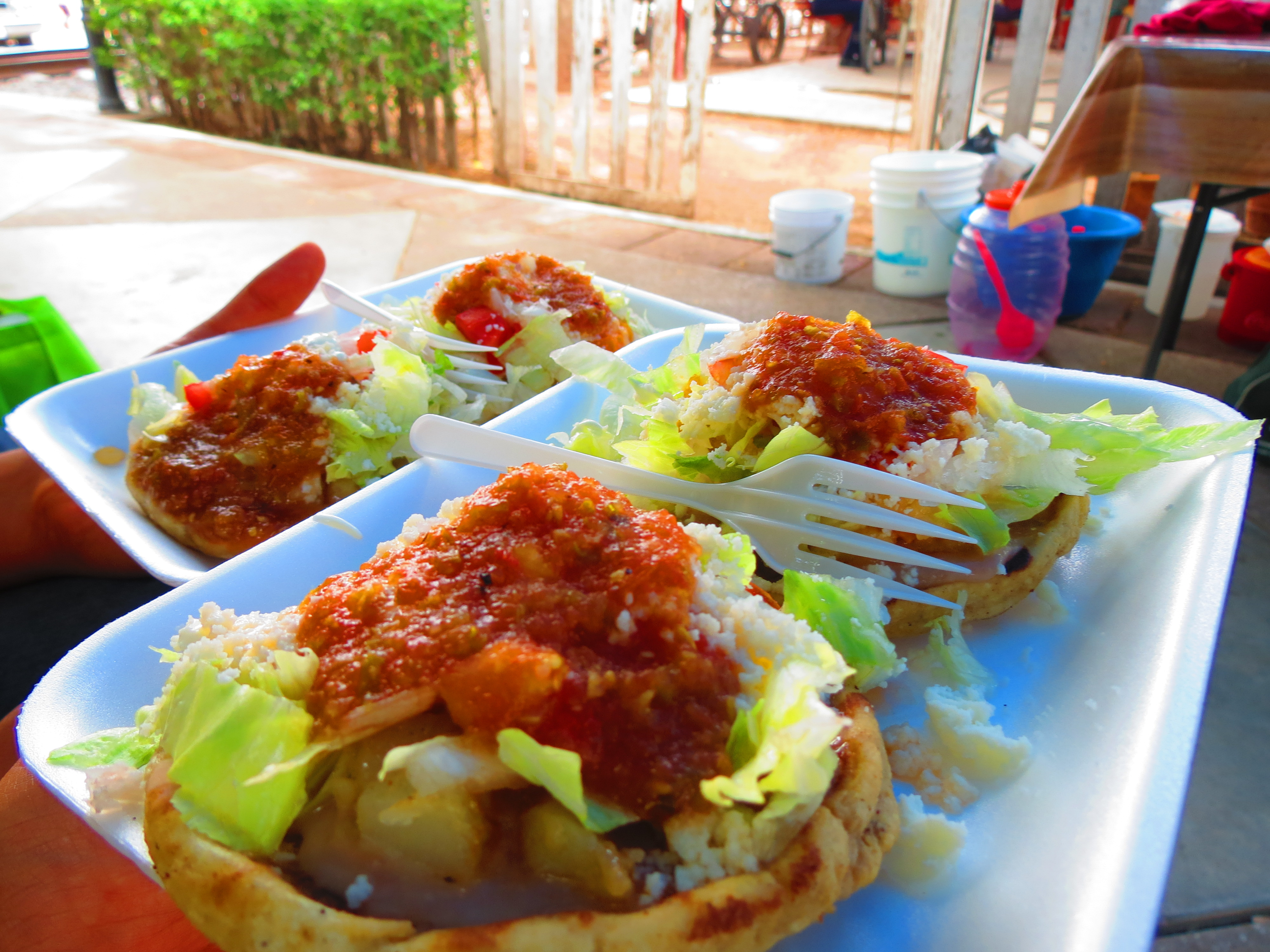
Sopes de Pabellón de Arteaga.
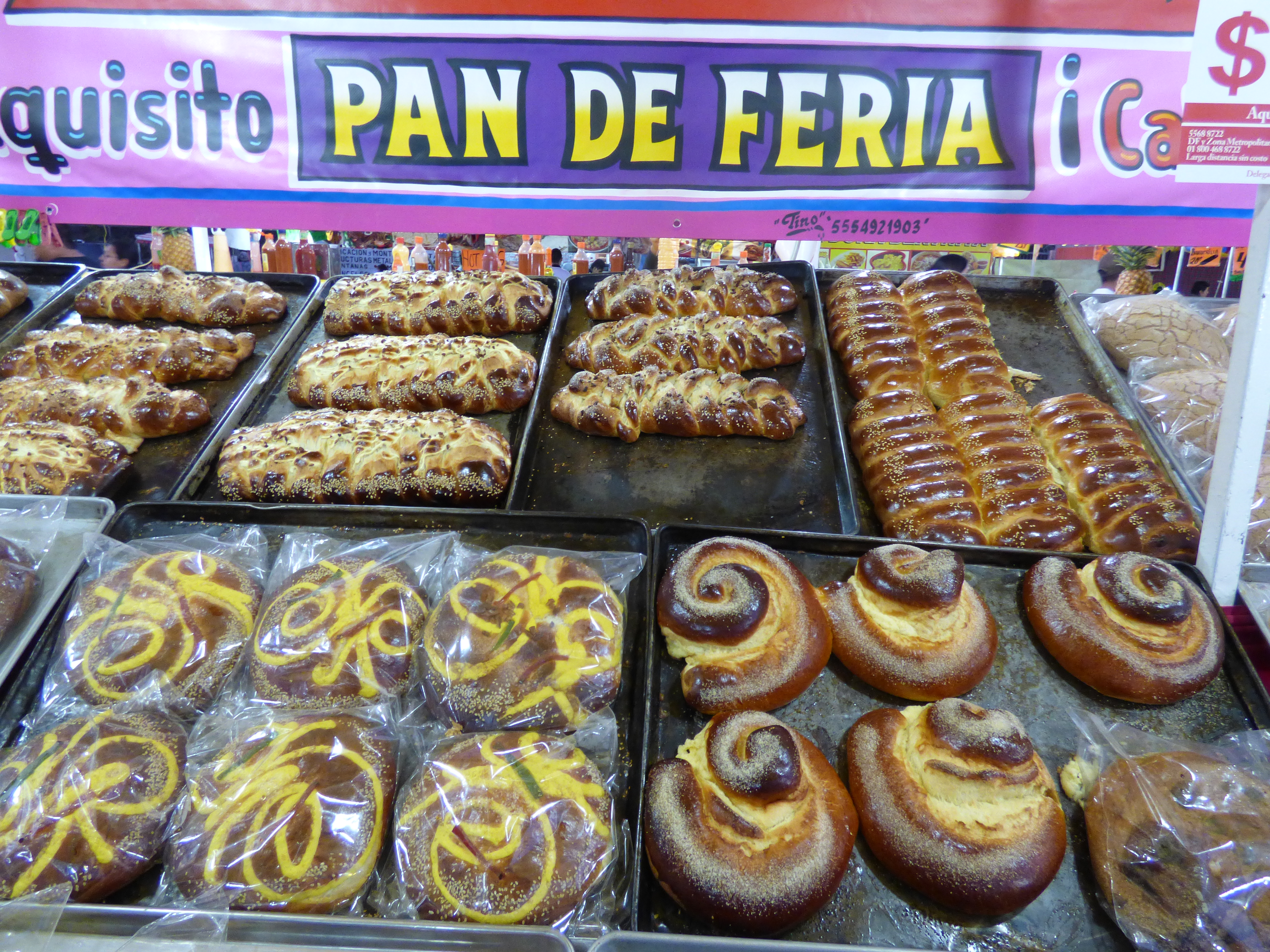
Variedad de pan dulce preparado para el día de muertos.

## Turismo

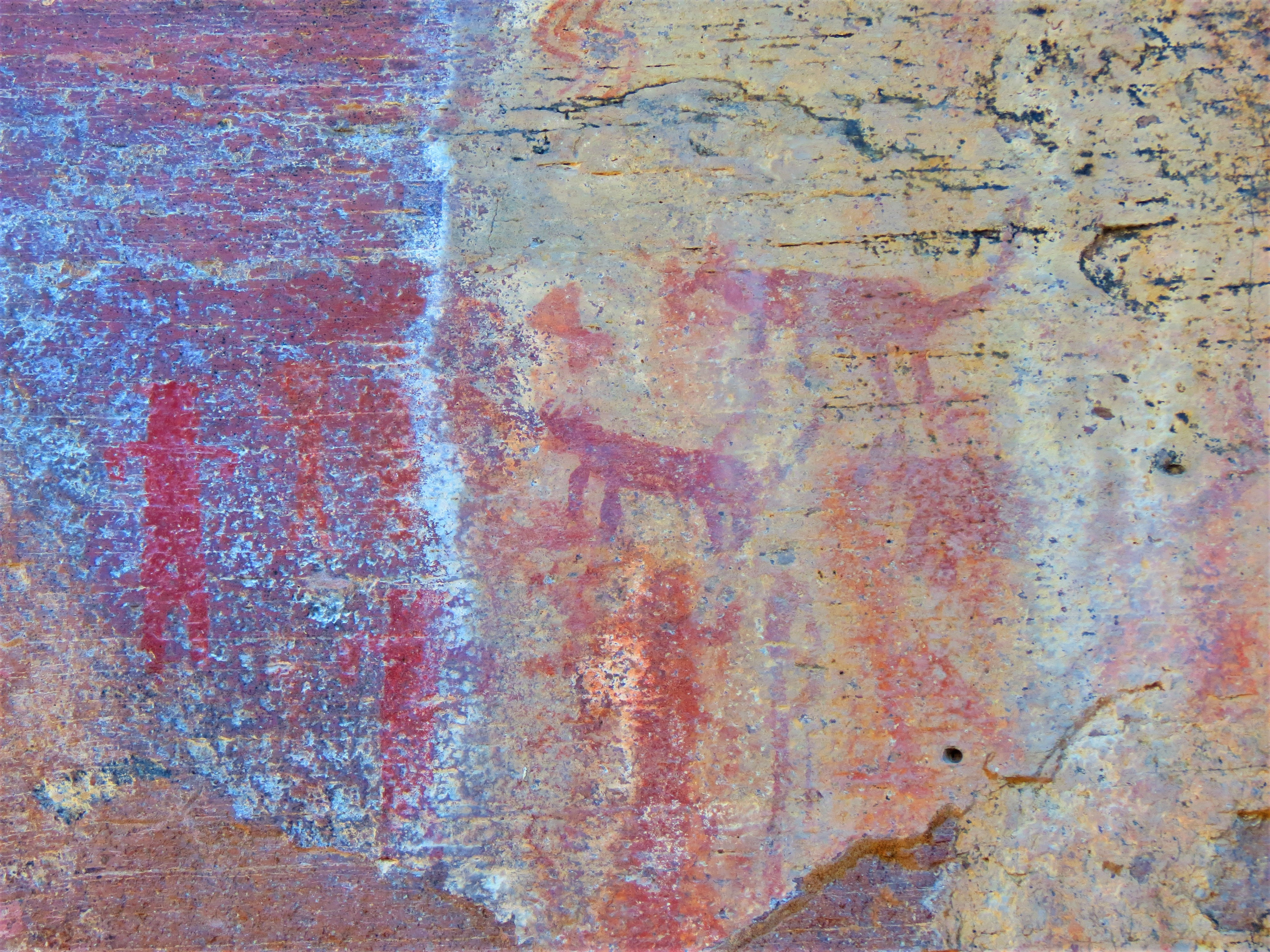
Pinturas rupestres en la zona arqueológica El Ocote.

La cartelera turística del pequeño estado de Aguascalientes es de gran variedad y va más allá del entretenimiento en su Feria Nacional de San Marcos, que por mucho es el evento que más visitantes logra atraer. El turista genuino solamente podrá conocer este estado a través de una travesía que reúne atractivos históricos, culturales y naturales.
De la época precolombina hay registros de arte rupestre en el sitio arqueológico de El Ocote, fechados entre el siglo VI y X  de la era común.
Destino cultural obligado para todo viajero es el recorrido por las antiguas haciendas de la zona; algunas de ellas fueron construidas en el siglo XVI. Representaron el motor de la economía regional durante siglos, primero con la actividad minera y luego con la agrícola y ganadera. Entre ellas se destacan las haciendas de El Soyatal, Santiago (también conocida como Garabato), San Blas (donde se encuentra el museo de la Insurgencia, patrimonio de la Humanidad), Palo Alto, San Bartolo, Cieneguilla, Peñuelas, y la hacienda de San Luis de Letras, ahora convertida en un viñedo y destino gastronómico.

También se dice que la entidad es uno de los mejores sitios del mundo para presenciar un atardecer. Uno de los parajes favoritos para fotografiar el atardecer, o simplemente para salir de excursión, es el cerro del Muerto.

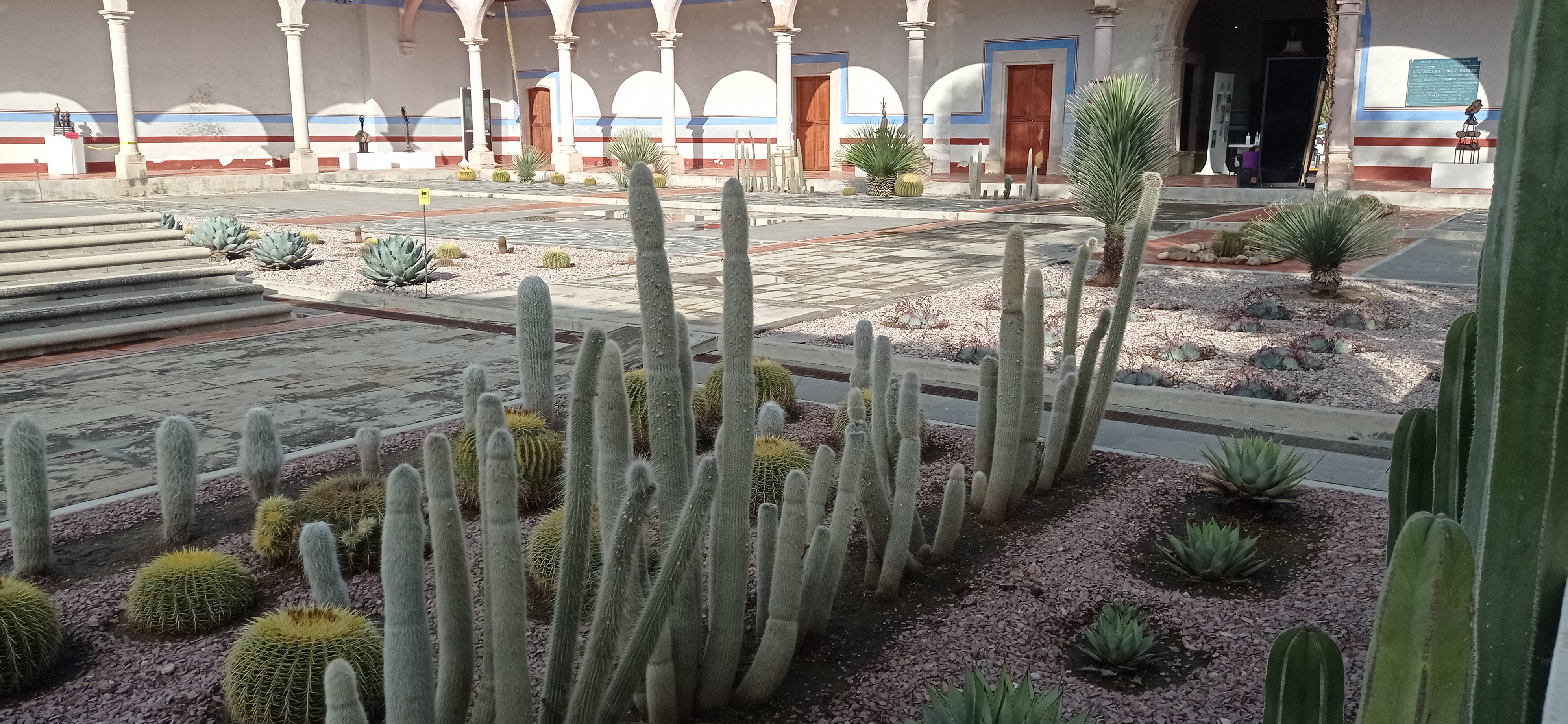
Museo de la Insurgencia (exhacienda de San Blas), en Pabellón de Hidalgo, Rincón de Romos.
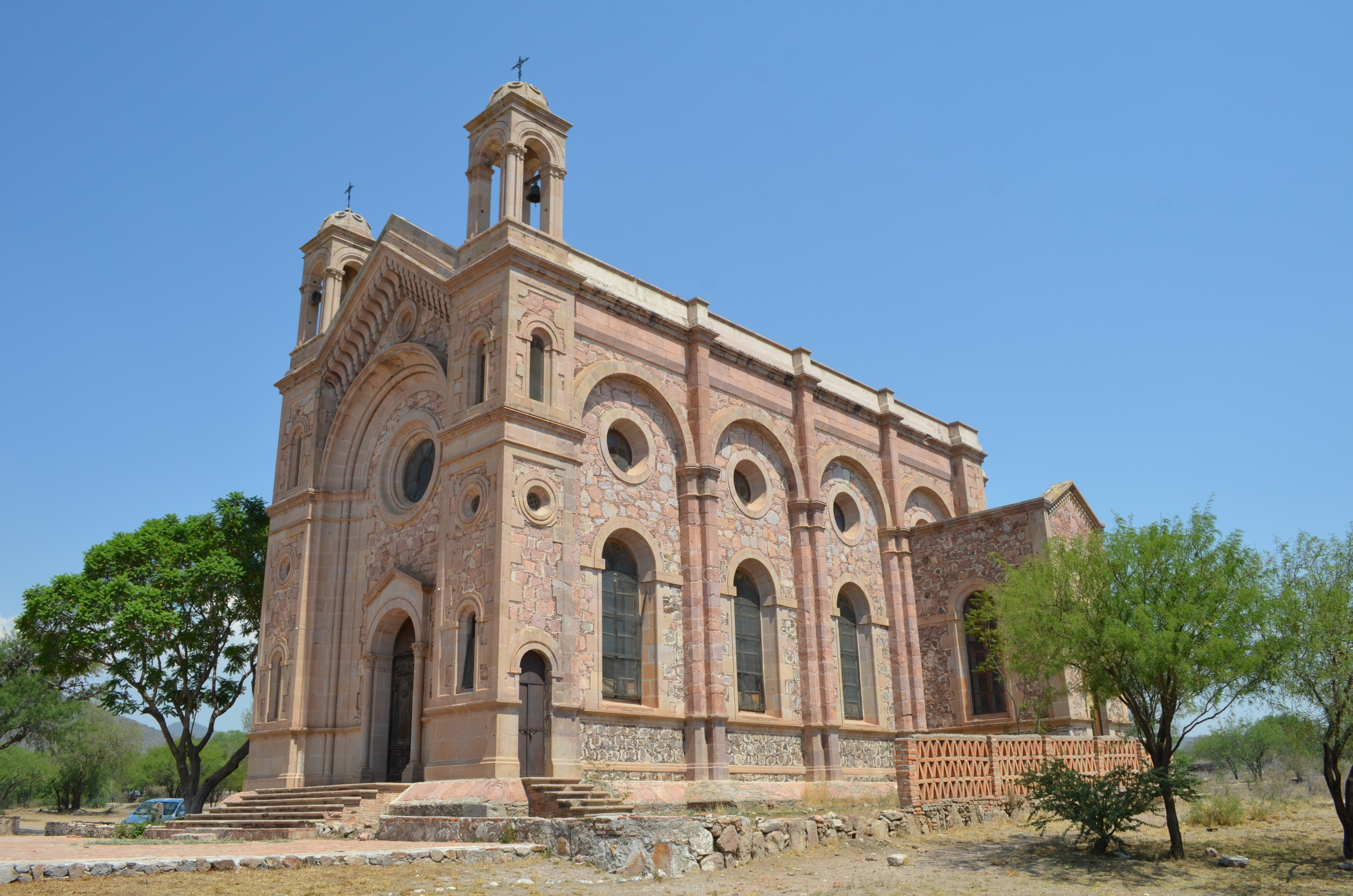
Exhacienda de Santiago (Garabato). Pabellón de Arteaga.
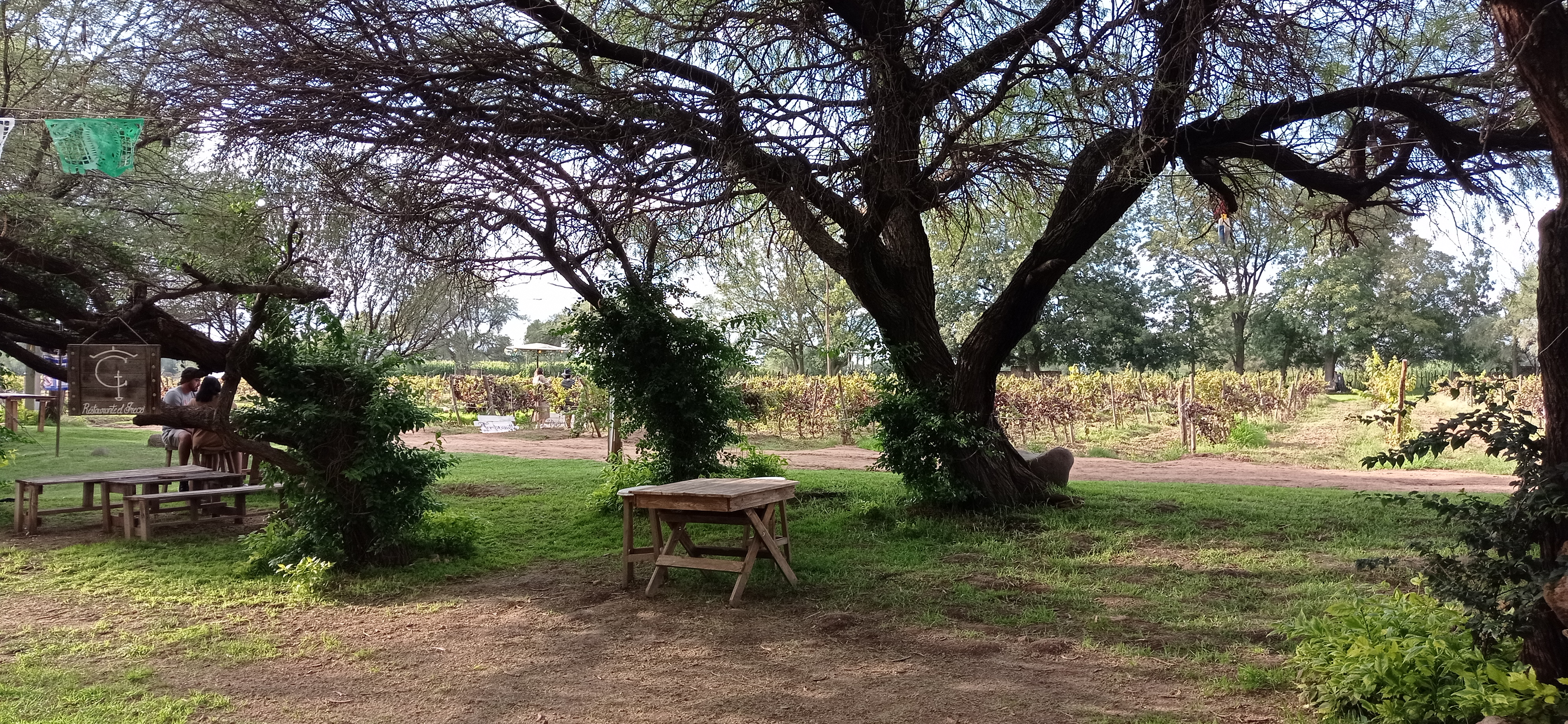
Viñedos y exhacienda de San Luis de Letras, Pabellón de Arteaga.
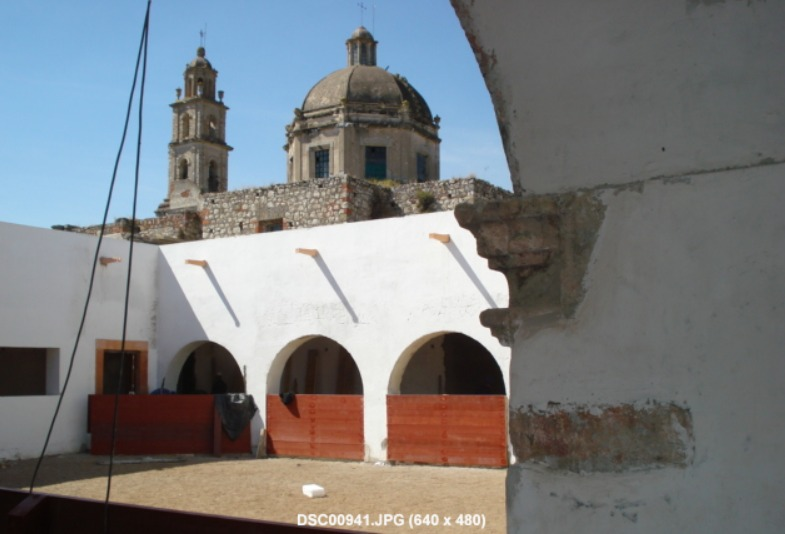
Hacienda de Peñuelas, municipio de Aguascalientes.
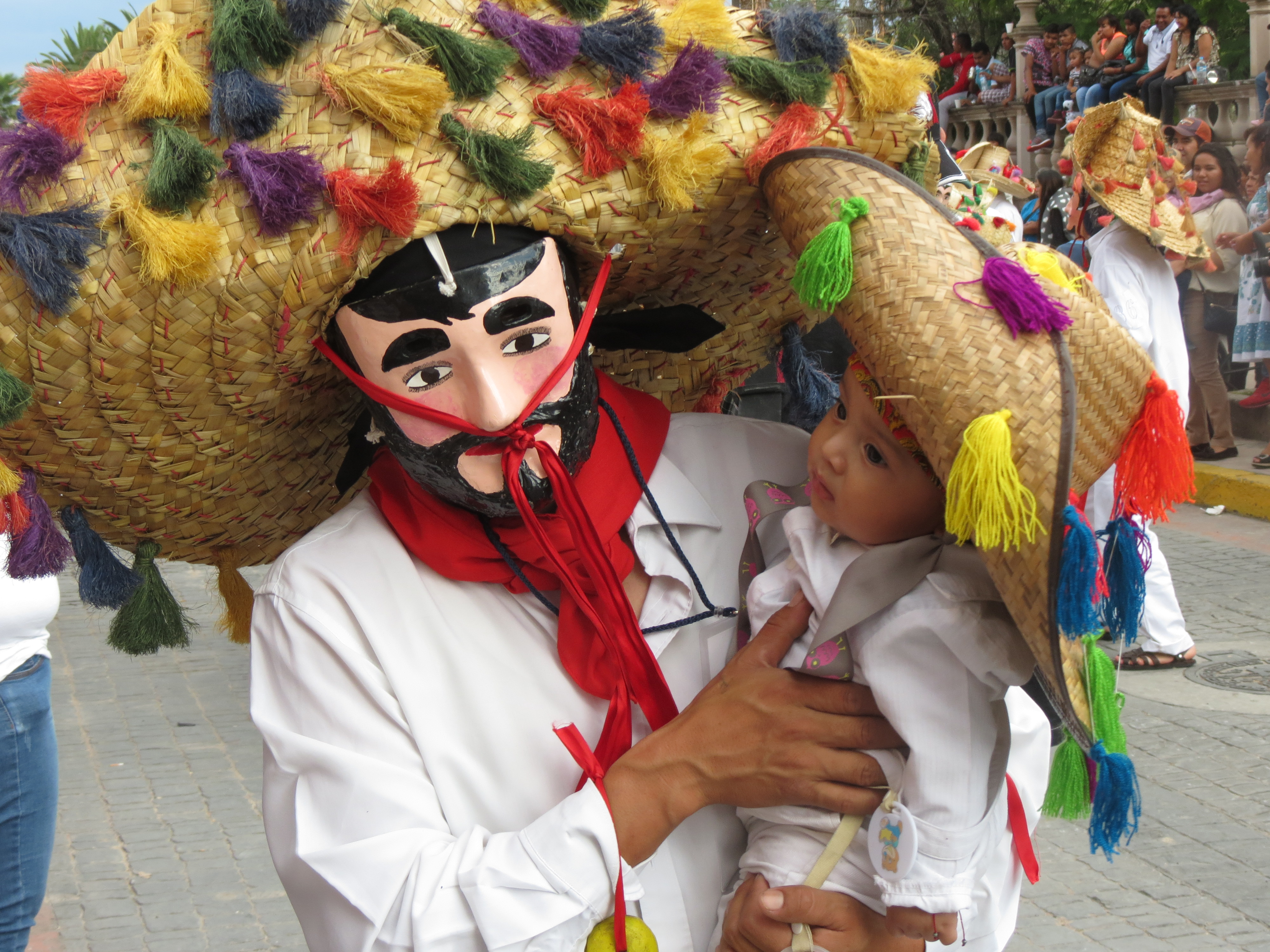
Feria de los Chicahuales, Jesús María.
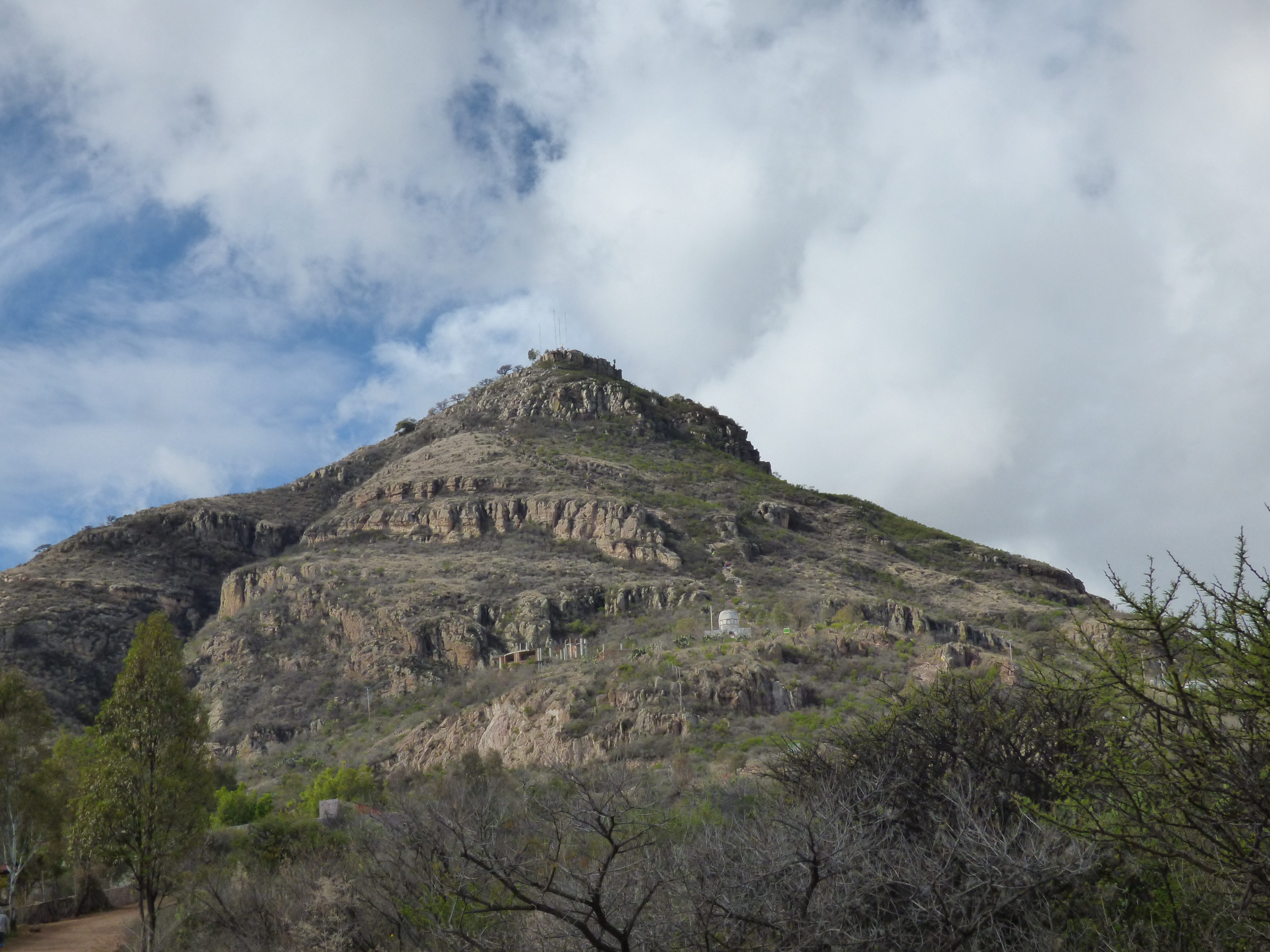
El "Picacho" del Cerro del Muerto.
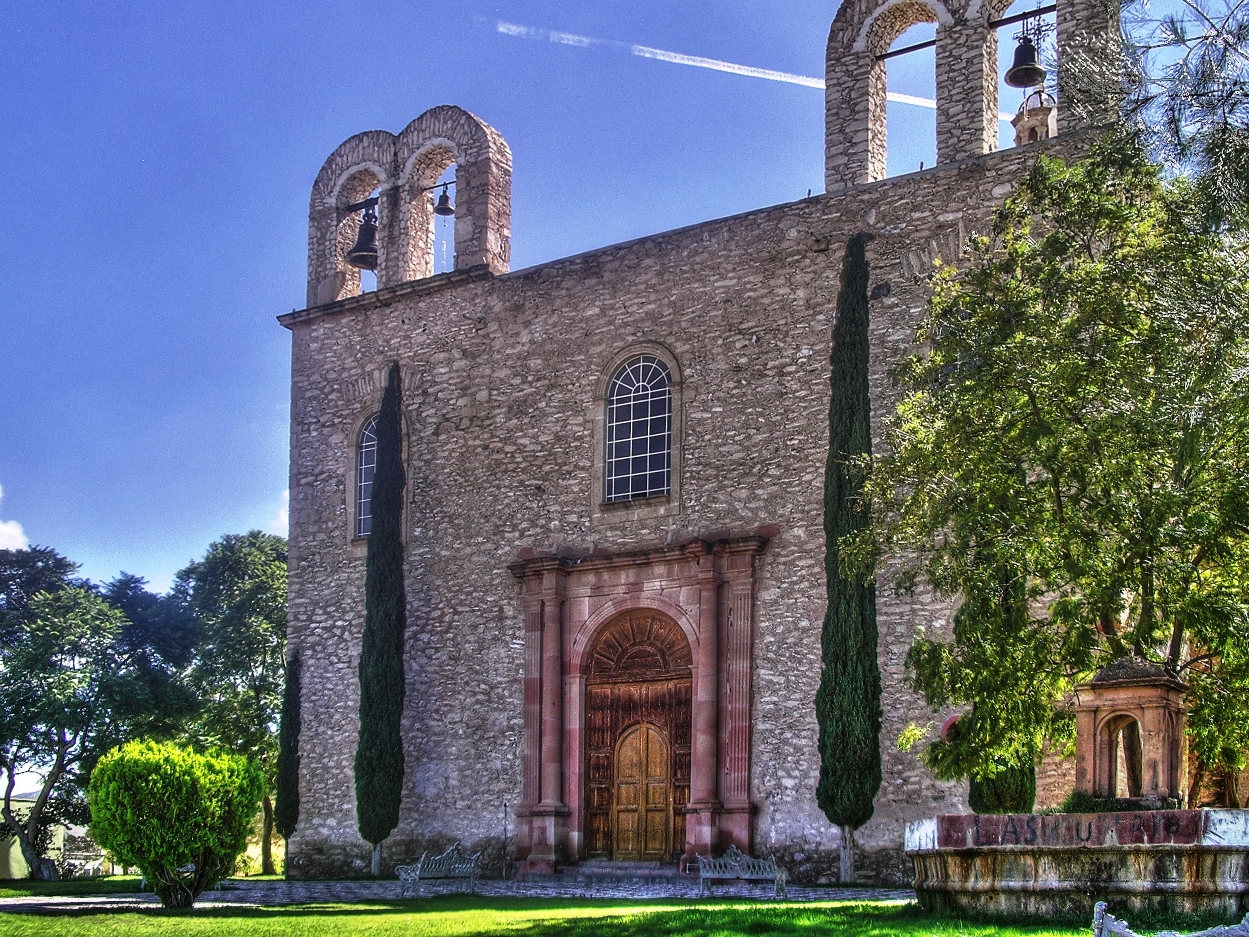
Tepezalá.

### Pueblos Mágicos
El estado posee tres sitios que forman parte del programa turístico de Pueblos Mágicos del gobierno mexicano: Real de Asientos, Calvillo y San José de Gracia.

#### Asientos
Real de Asientos es el municipio más antiguo del estado, incluso más que la ciudad de Aguascalientes. El pueblo fue fundado por el conquistador vasco Diego de Ibarra en 1548, quien también había fundado la ciudad de Zacatecas dos años atrás. Originalmente atrajo colonizadores por sus yacimientos de plata, aunque pronto se descubrió que el oro existía en mayor abundancia. La parroquia de Asientos, construida entre 1705 y 1715 y dedicada a Nuestra Señora de Belén, además de su valor arquitectónico, tiene dos características que la vuelven especial: en primer lugar está el recorrido por los antiguos túneles que la rodean, construidos por manos indígenas para desaguar el manantial subterráneo que amenazaba con inundar la parroquia. En segundo lugar, dentro de la parroquia existe una pinacoteca con acervo colonial de artistas como Miguel Cabrera, el gran pintor del barroco novohispano. Otros sitios religiosos de interés son la parroquia de la virgen de Guadalupe, con el cementerio más antiguo del estado; y el ex-convento franciscano del Señor del Tepozán (1627), convertido en museo que además de objetos antiguos mineros y religiosos, guarda más valiosas pinturas de Miguel Cabrera. El platillo típico de este municipio es el conejo a la chichimeca.

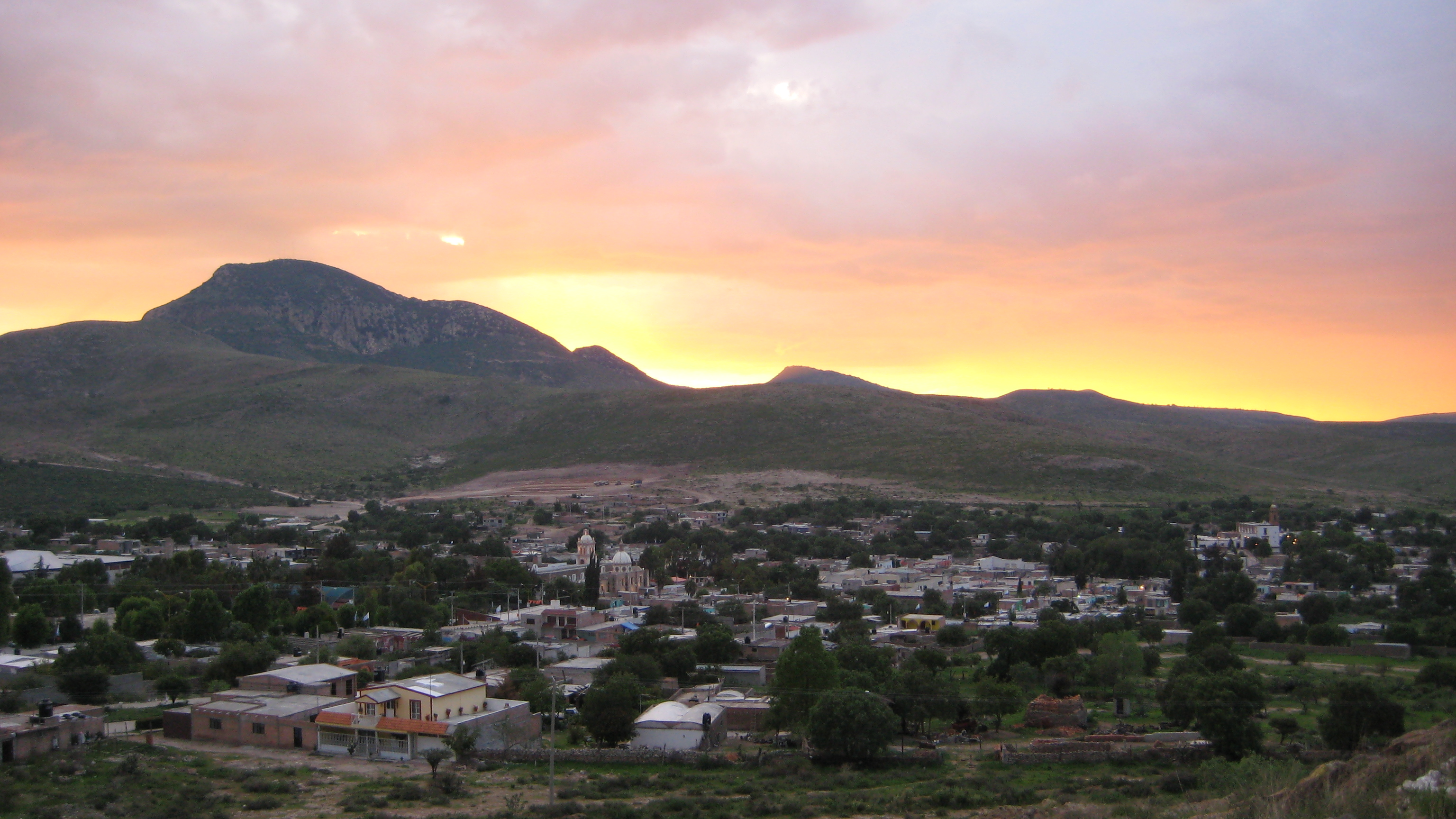
Atardecer en Real de Asientos, pueblo mágico de orígenes mineros en el noreste del estado, fundado en 1548.
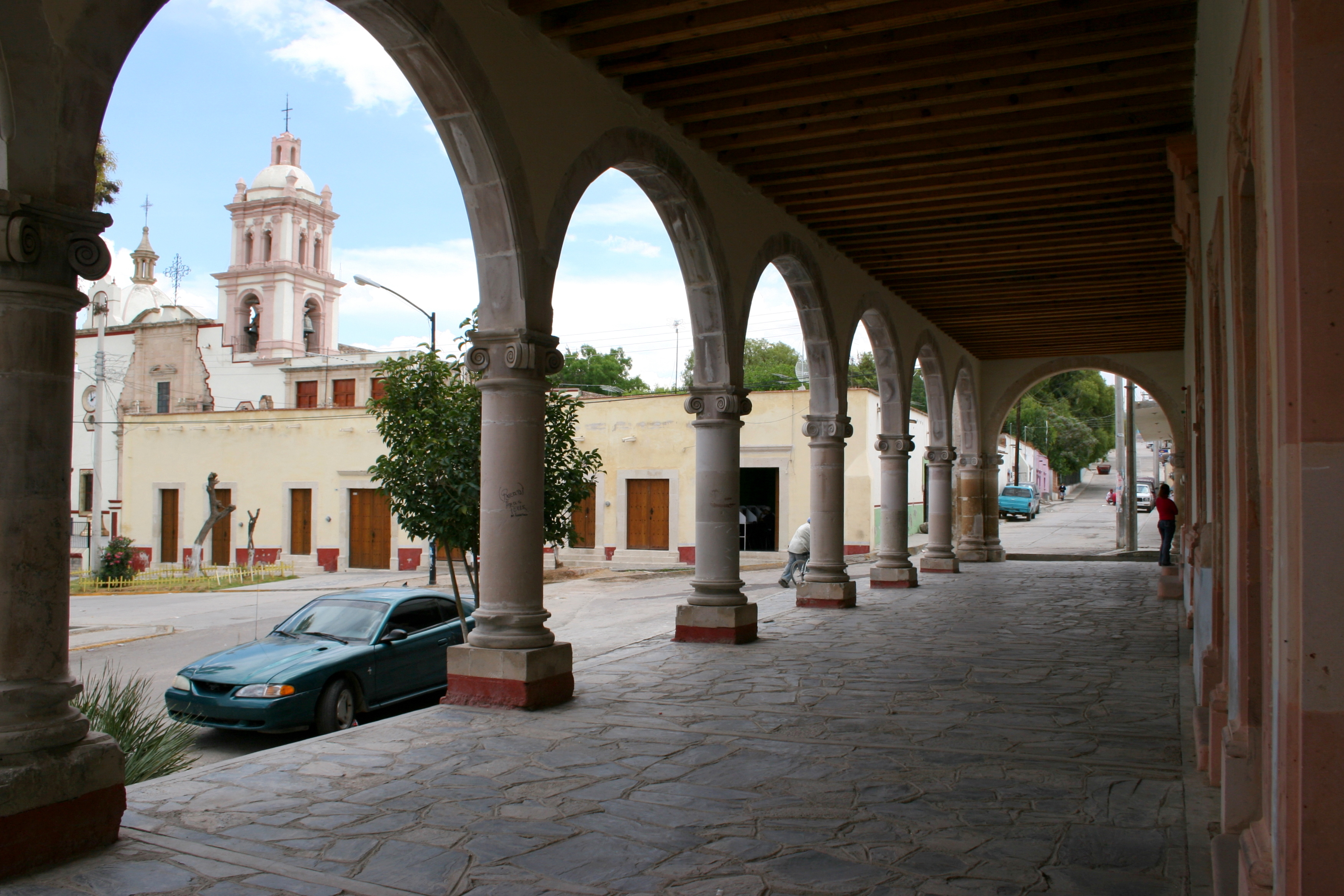
Templo de Nuestra Señora de Belén, Real de Asientos.
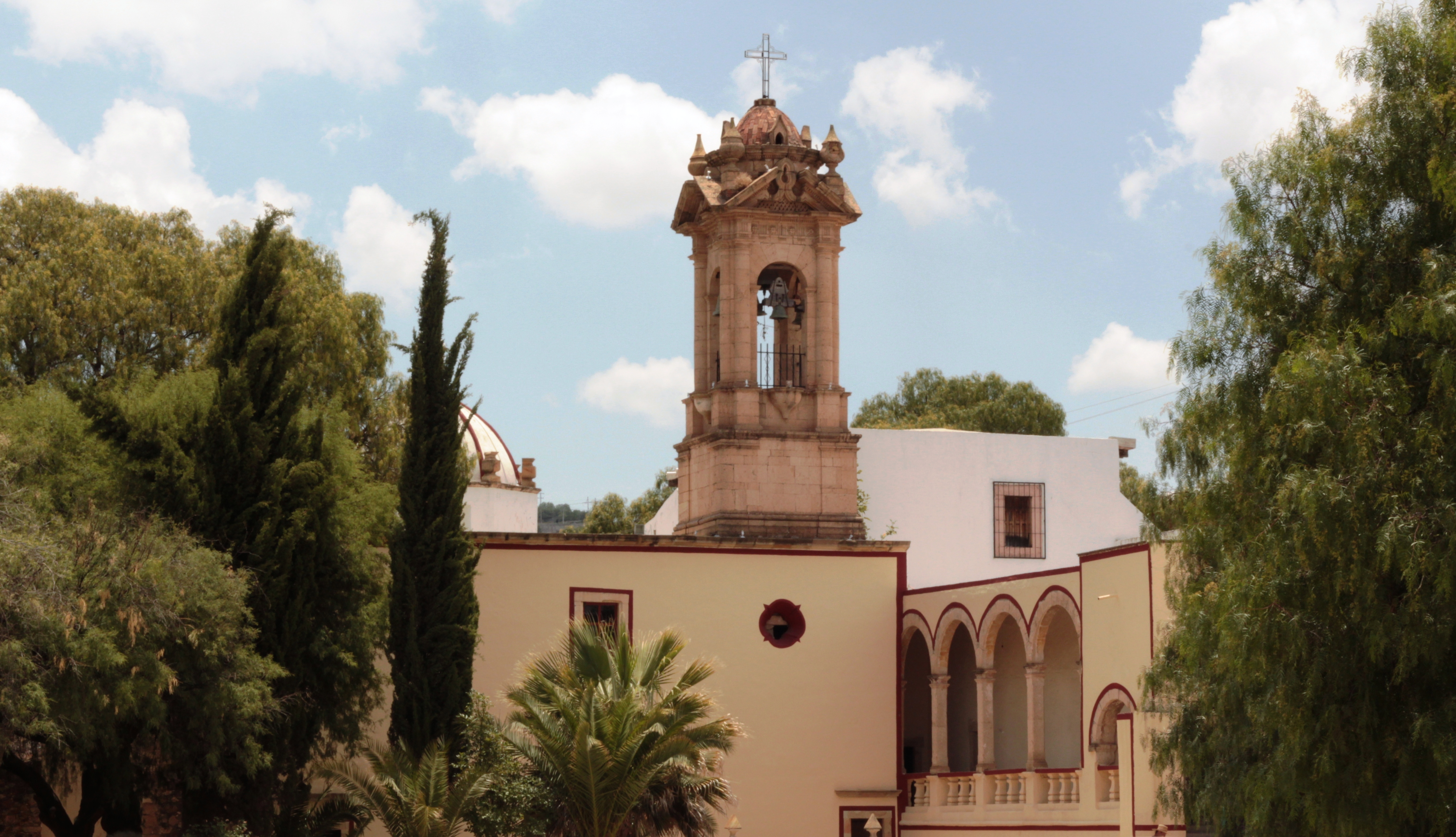
Exconvento del Tepozán, Asientos.

#### Calvillo
El centro histórico de Calvillo data de 1772 y también es de gran atractivo cultural y gastronómico, gracias a que en él se encuentra el Museo Nacional de los Pueblos Mágicos, la Parroquia del Señor del Salitre del siglo XIX, con una de las cúpulas más grandes de todo Latinoamérica, y el templo neogótico de la virgen de Guadalupe. La artesanía típica de esta entidad es el deshilado, y también es uno de los productores más importantes de guayaba a nivel nacional. Es posible encontrar toda clase de dulces, comida y bebida elaborados a partir de dicha fruta. En lo referente a destinos naturales o al aire libre, son populares la presa de Malpaso, la sierra del Laurel y la sierra Fría. En estos lugares se dispone de cabañas para rentar al público, y actividades que realizar como rápel, ciclismo de montaña, caminatas, motociclismo, gotcha, etc.

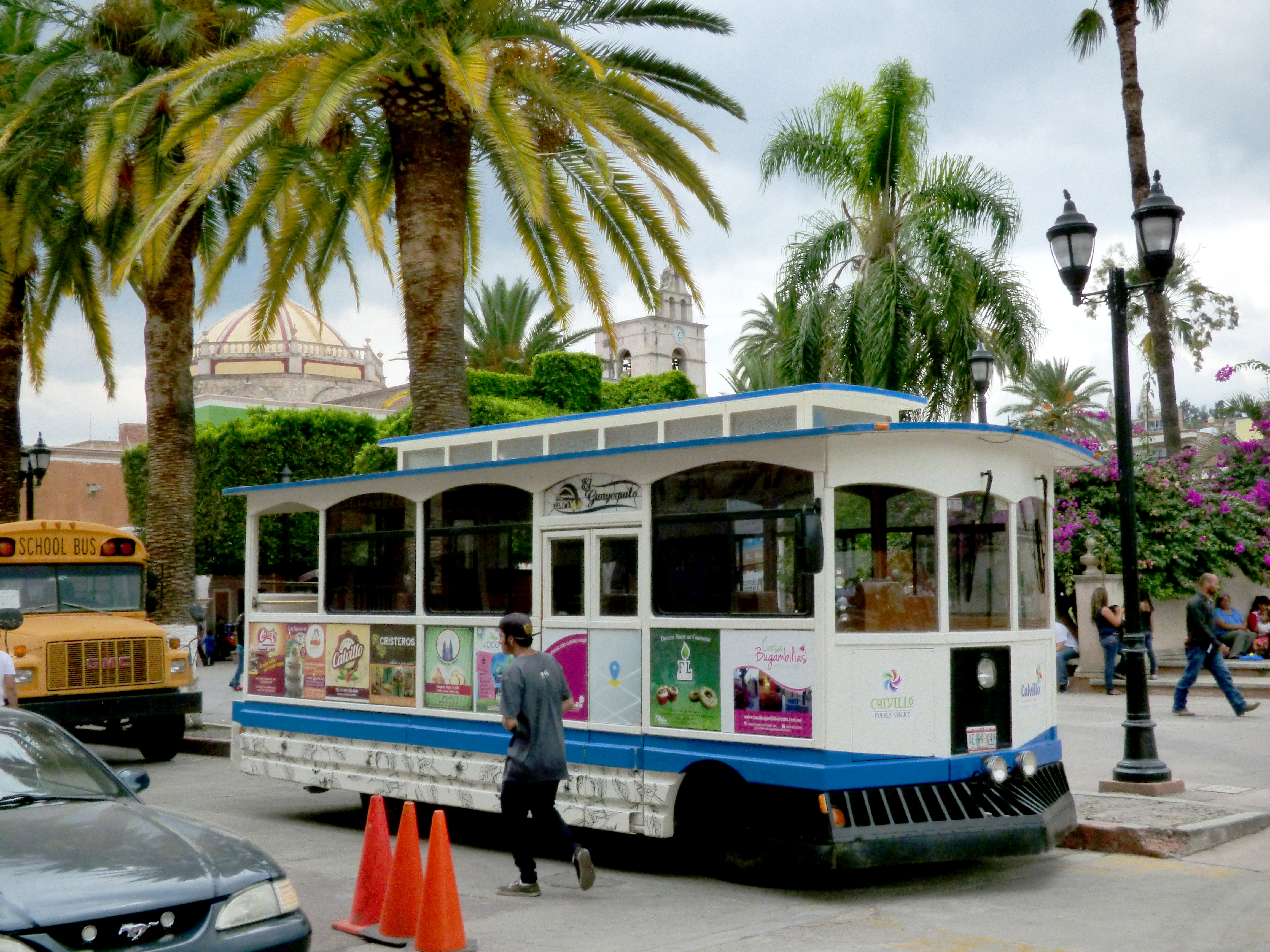
Calvillo, pueblo mágico.
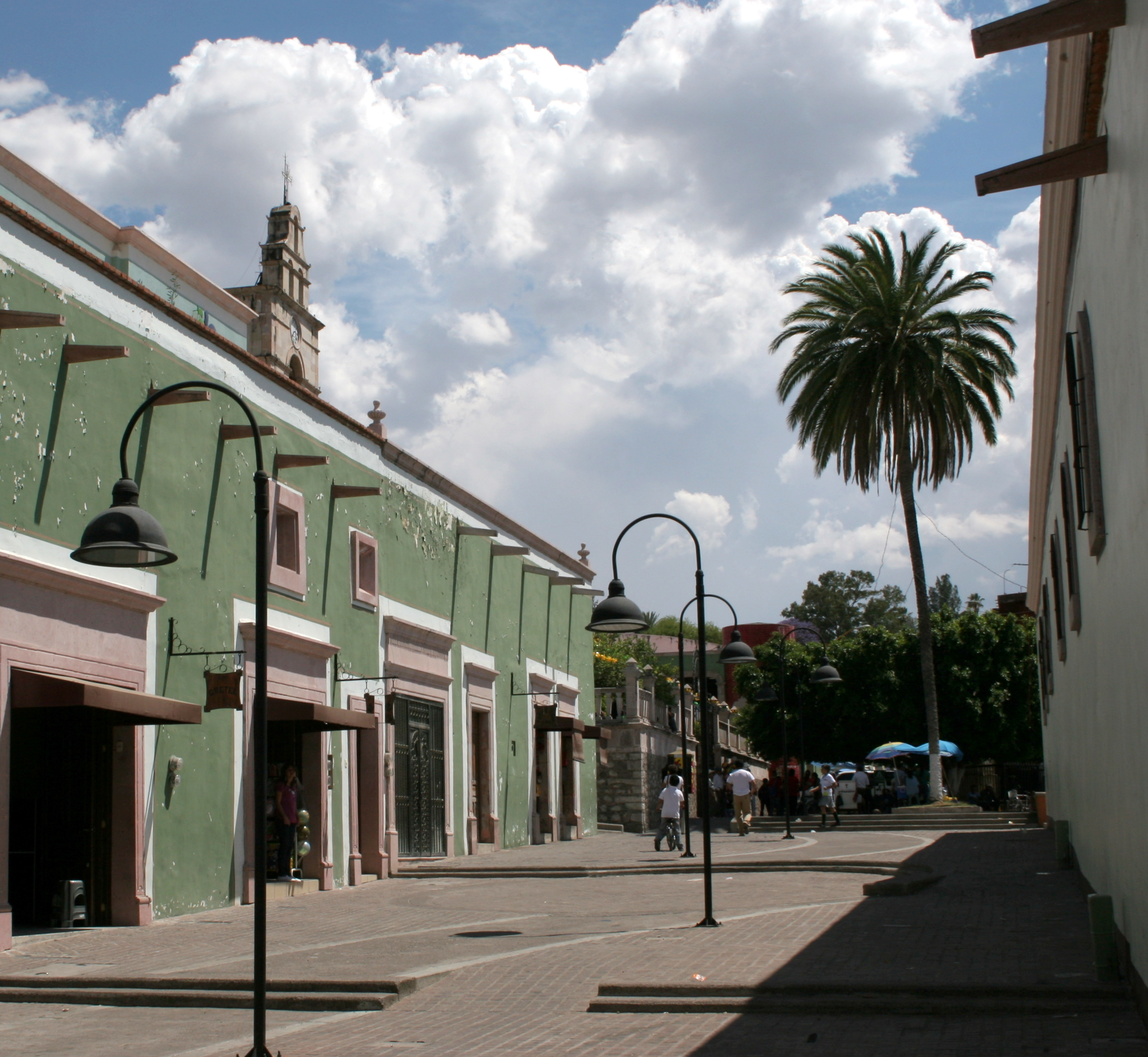
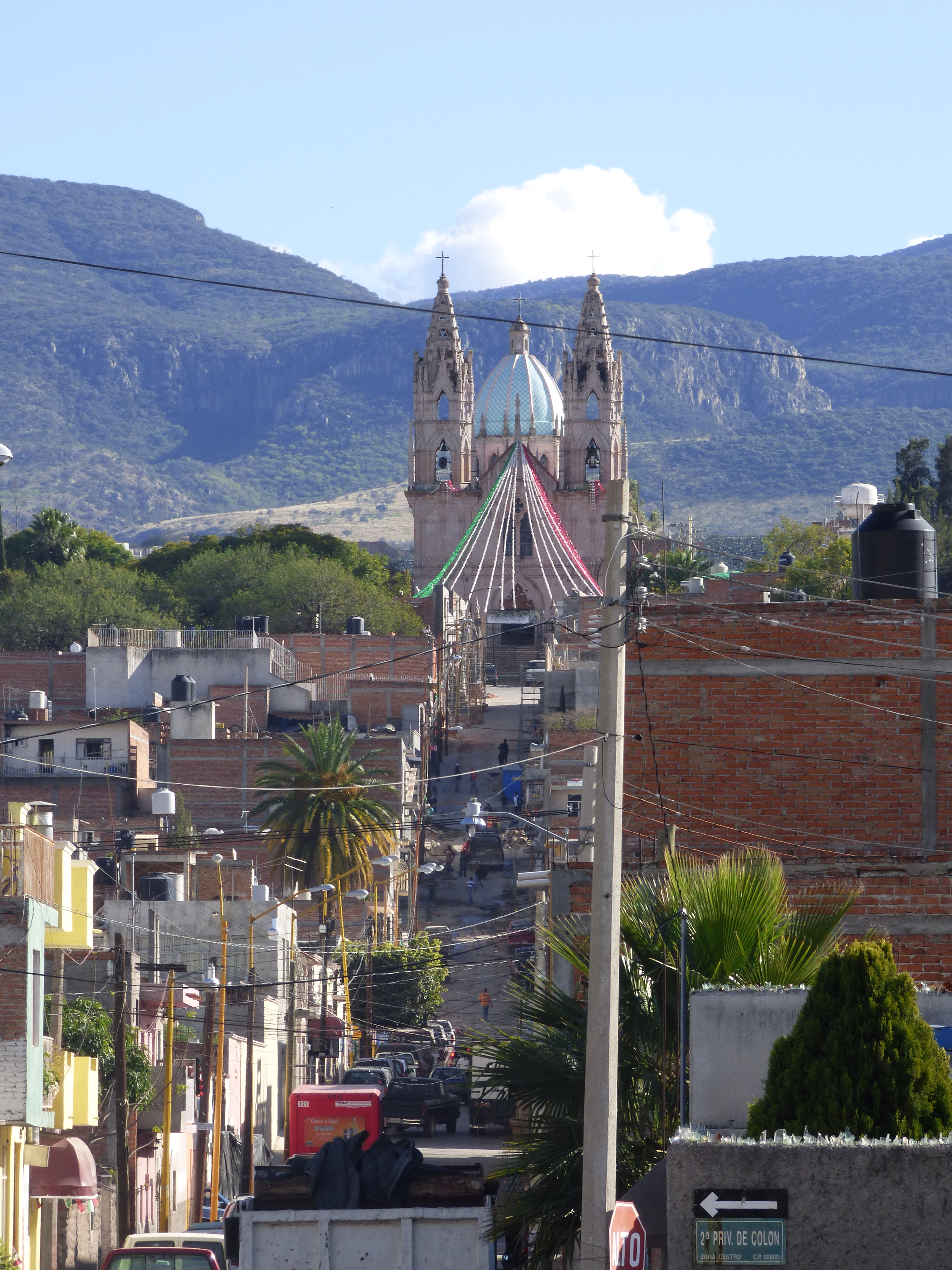
Templo de Guadalupe, Calvillo.
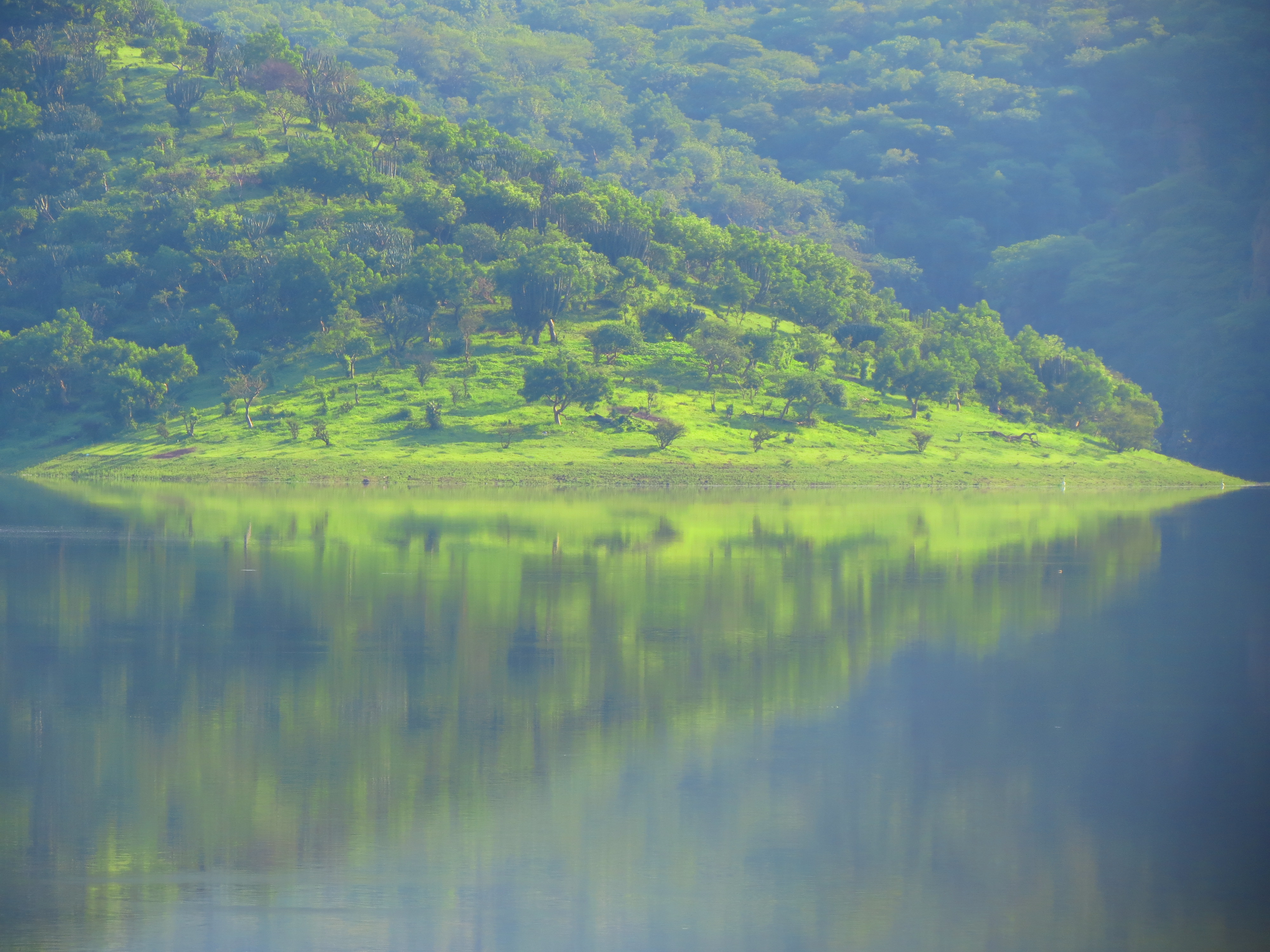
Presa de Malpaso, municipio de Calvillo.

#### San José de Gracia
El municipio de San José de Gracia aporta varios sitios naturales de interés, como lo son la sierra Fría, donde se puede acampar y practicar la pesca deportiva. Este municipio atrae turistas hacia sus presas durante todo el año. El pueblo inundado junto con el Cristo Roto de la presa Calles se han convertido ya en un icono de Aguascalientes, y es un destino obligado por ser la tercera estatua religiosa más grande de México.  En la Presa del Jocoqui se puede disfrutar de deliciosa gastronomía con vistas hacia el acantilado. Boca de Túnel en la Presa de Potrerillo es un destino popular para renta de cabañas y deportes extremos, gracias a sus recorridos de rápel, tirolesas y puentes colgantes a lo largo de un imponente paisaje.

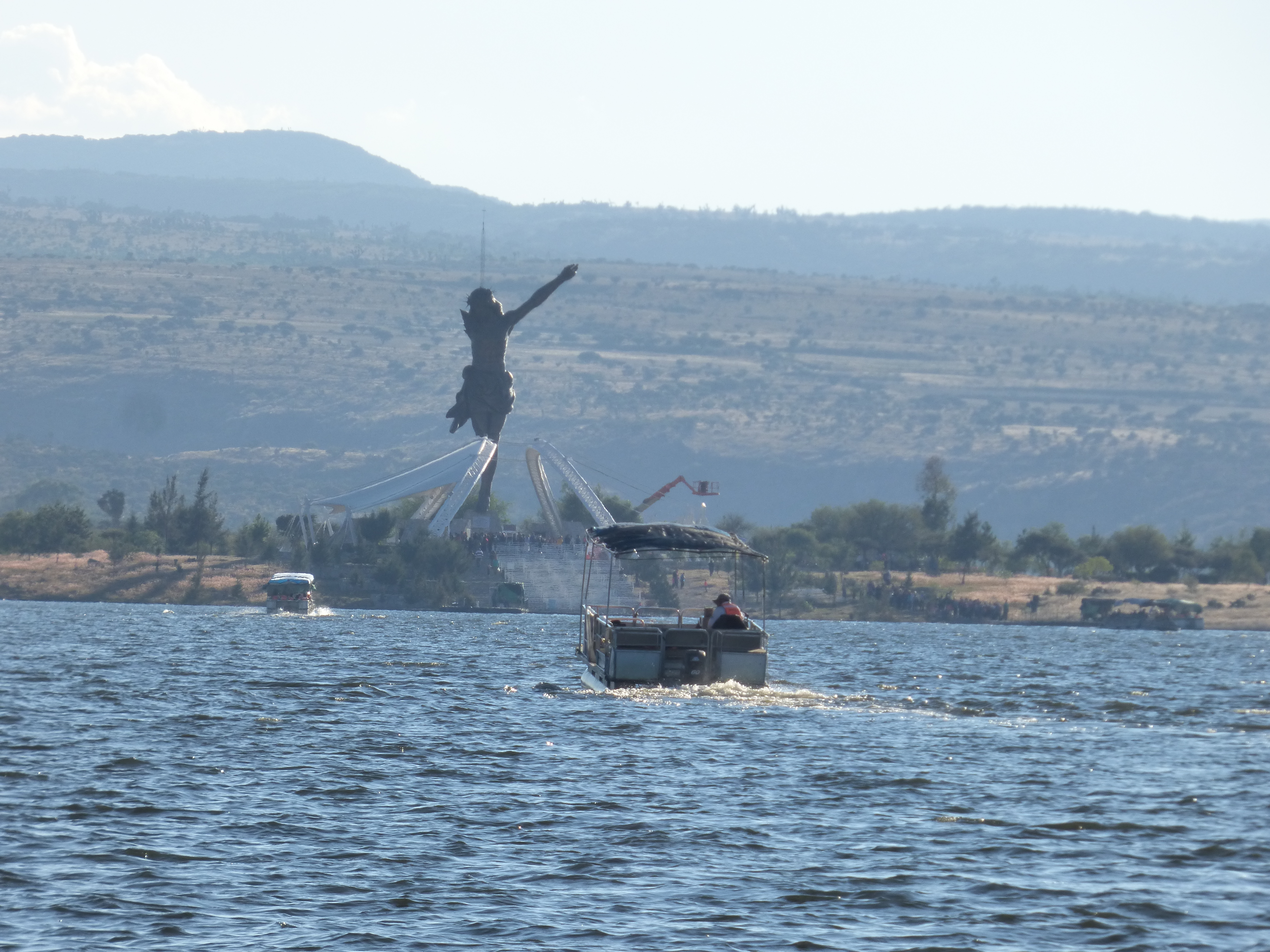
El Cristo roto, Presa Plutarco Elías Calles. San José de Gracia.
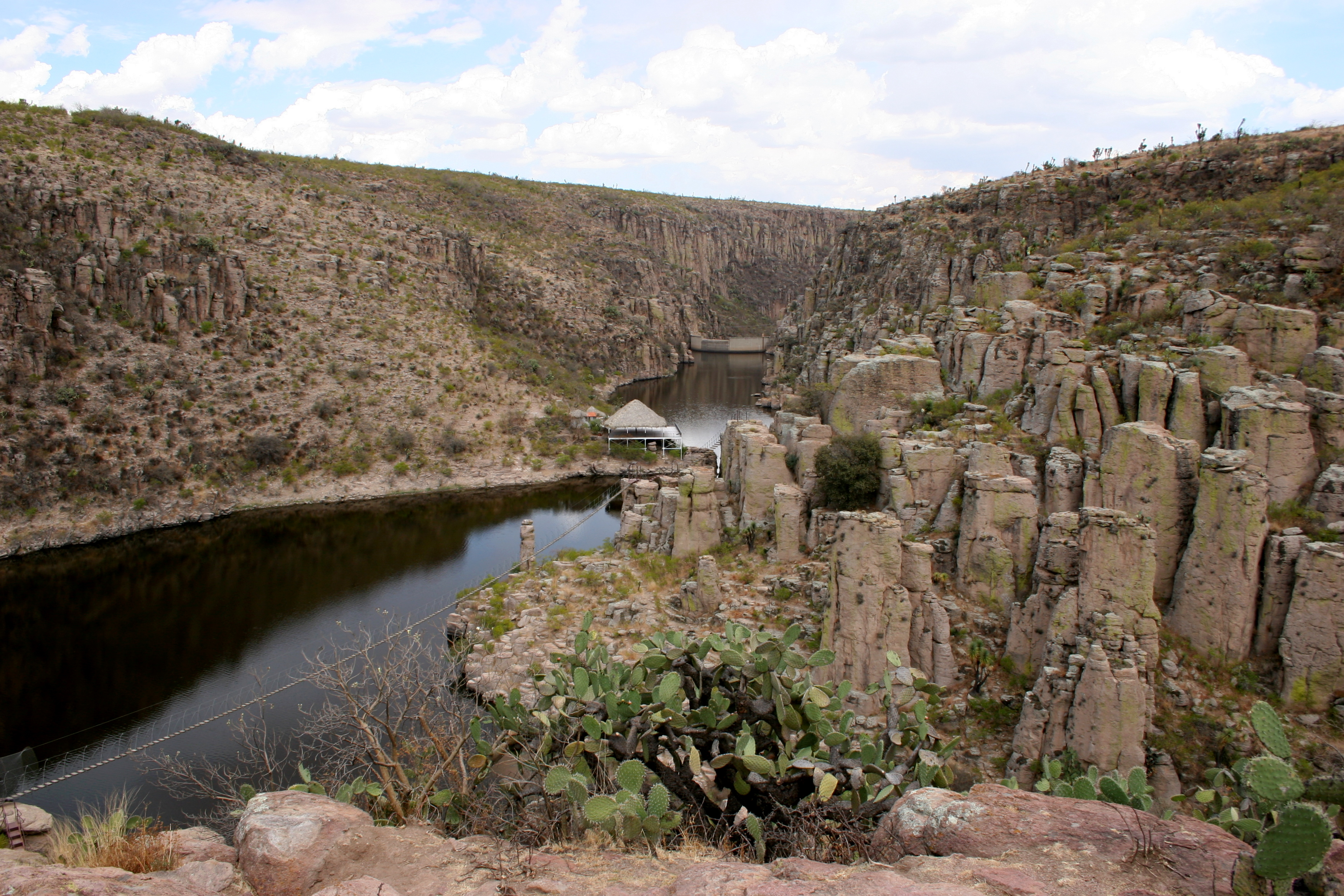
Parque ecoturístico "Boca de Túnel", en San José de Gracia.
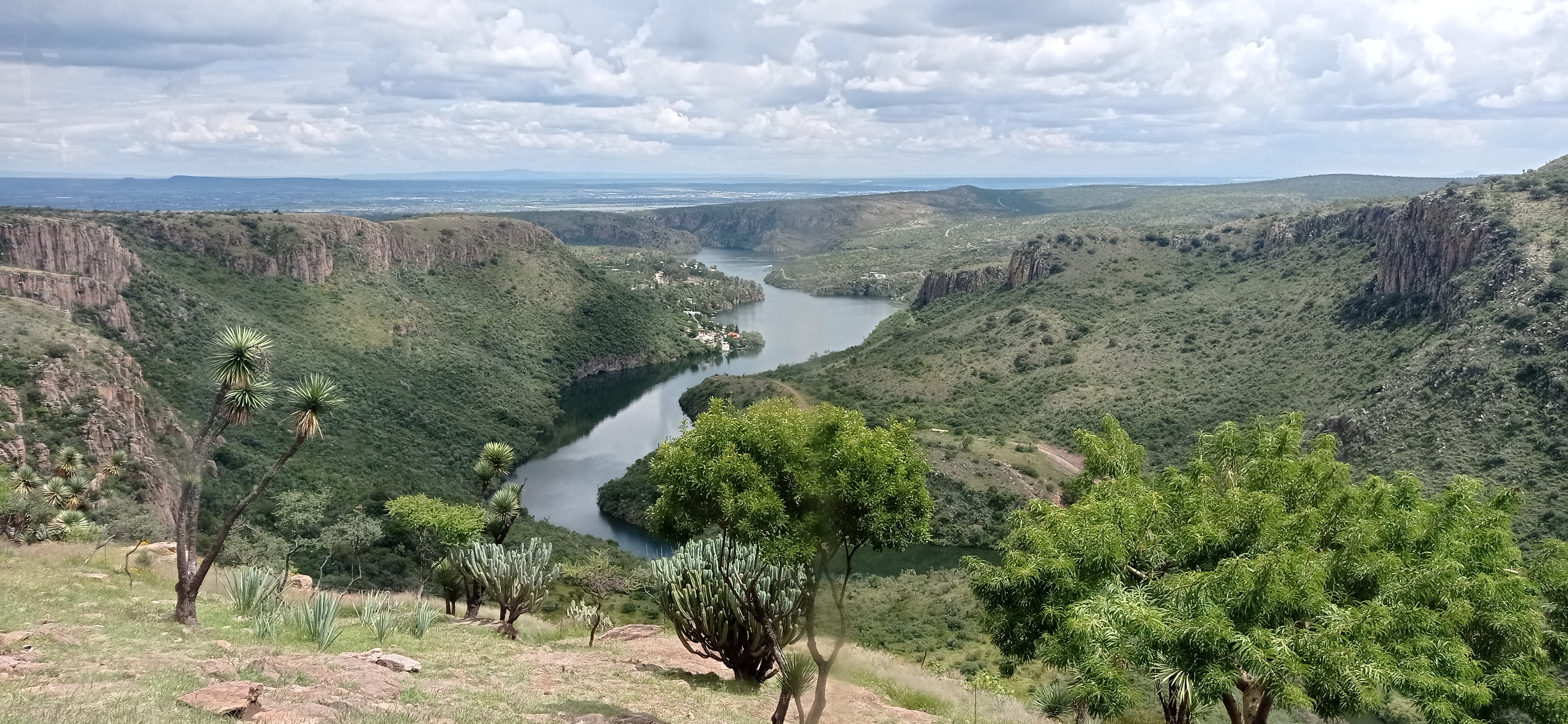
Restaurante y mirador en la Presa El Jocoqui, municipio de San José de Gracia.
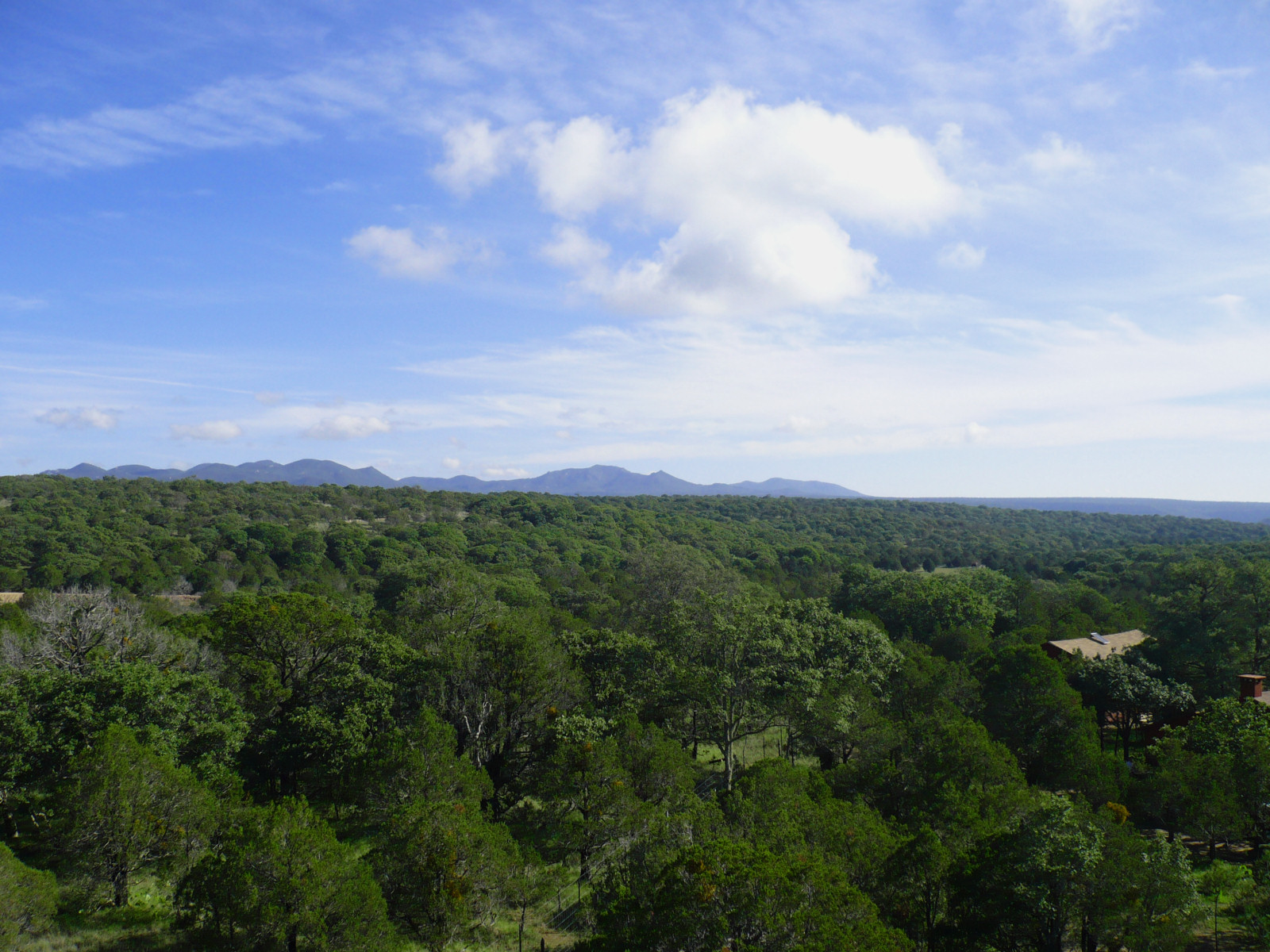
Bosques de la Sierra Fría.

### Ciudad de Aguascalientes
El turismo en el municipio homónimo se da principalmente a finales del mes de abril, mes en el que se lleva a cabo la Feria Nacional de San Marcos, con visitas nacionales y también internacionales que llegan hasta 8 millones de turistas por verbena. La tradición se remonta a 1828, cuando era conocida como La Feria de la Uva, y ocurría en los meses de octubre y noviembre para celebrar la cosecha y el vino.  Es considerada la feria más importante de México, por su afluencia, exposiciones, serial taurino, la exposición ganadera más grande de México; y su reconocimiento fuera de la entidad de por sí.
Otro festival de importancia es el Festival de las Calaveras, celebrado alrededor de Día de Muertos.

En el centro histórico de la ciudad de Aguascalientes son de interés el Palacio de Gobierno (1665-1685), una casona de cantera y tezontle que originalmente fue casa de verano de la familia Rincón Gallardo, adinerados terratenientes novohispanos. Se trata de un edificio en esquina, de doble nivel, con bella arquería al interior y murales del pintor chileno Osvaldo Barra Cunningham. Entre los edificios religiosos más tempranos se encuentra el llamado templo de San Diego, iniciado en 1640; aunque en realidad se trata de un complejo constructivo que abarca desde el siglo XVII hasta el XIX (Templo de San Diego, Camarín de la Virgen, Templo de la Tercera Orden). A sus costados se puede visitar el Parián, el Museo Nacional de la Muerte, o bien caminar por los andadores que llevan hacia la plaza principal. La catedral basílica de Aguascalientes comenzó a construirse en 1704, al estilo barroco novohispano. Otros sitios de interés son la Casa de la Cultura (construida antes de 1625), el templo de la Merced (1702-1773), el templo del Conventito (1850), el teatro Morelos (1883-1885), el Templo de San Antonio (1895-1908), el Museo de Aguascalientes (1878, donde se expone permanentemente patrimonio de Saturnino Herrán, Jesús F. Contreras, Gabriel Fernández Ledesma y Manuel M. Ponce). La principal vialidad del centro histórico es la calle Ignacio Madero, llamada Venustiano Carranza a partir de las retaguardias de la catedral. Conecta el barrio de la estación al oriente con el barrio de San Marcos, y resulta ser uno de los destinos favoritos para la vida nocturna; junto con las avenidas Luis Donaldo Colosio (norte de la ciudad) y la avenida de las Américas (sur de la ciudad).

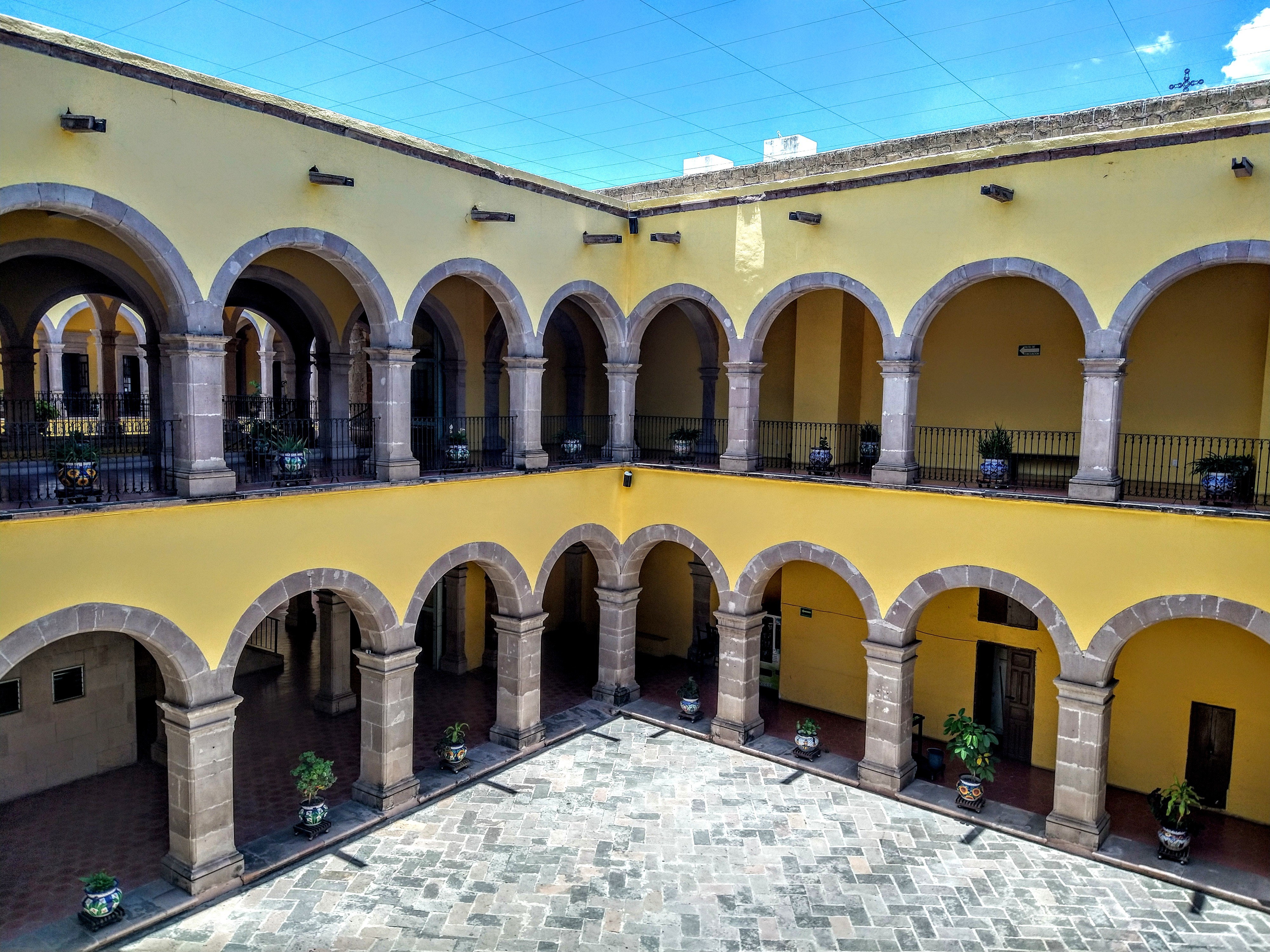
Casa de la Cultura de Aguascalientes (1625).
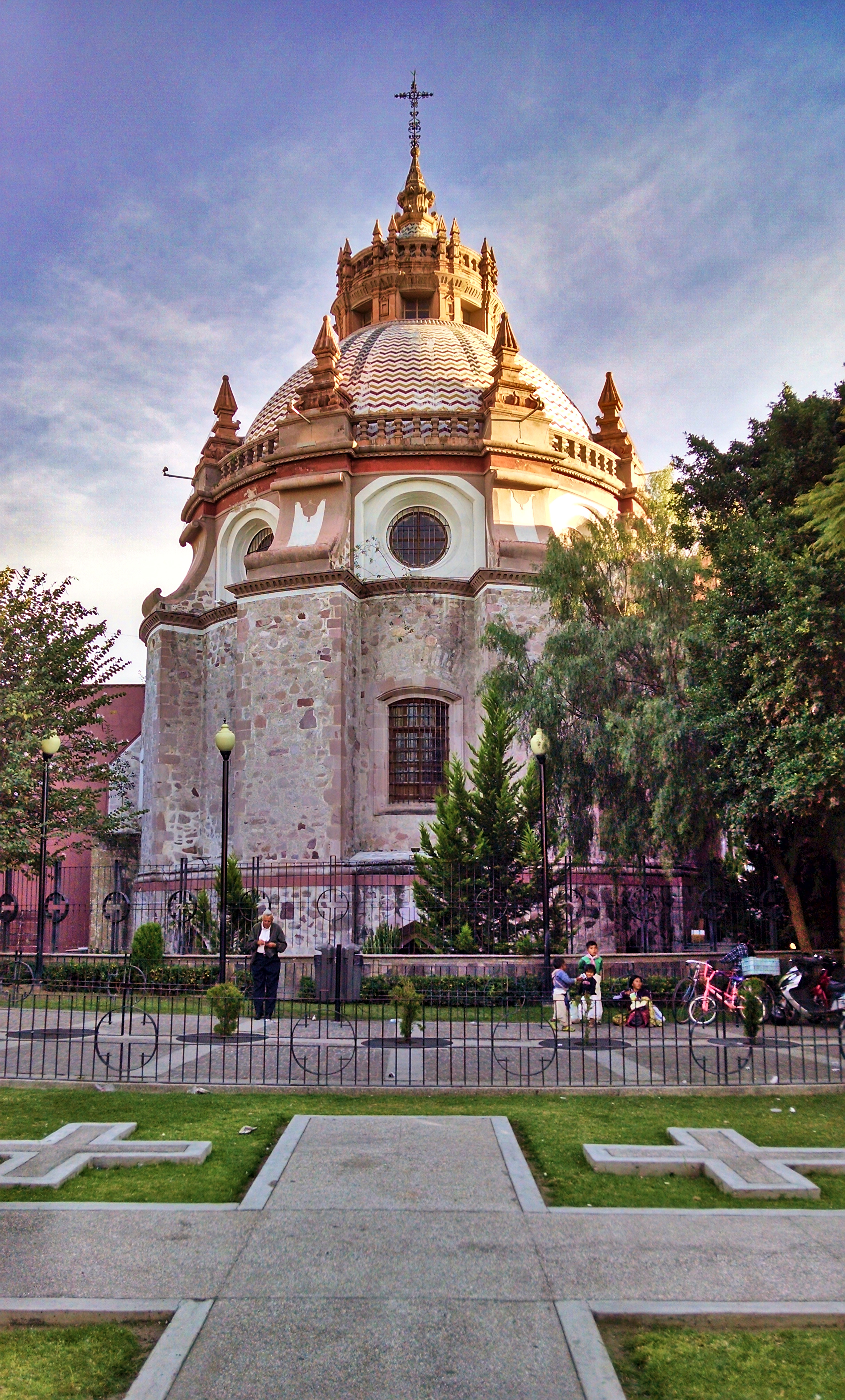
Camarín de la virgen, templo y exconvento de San Diego (1640-1797).
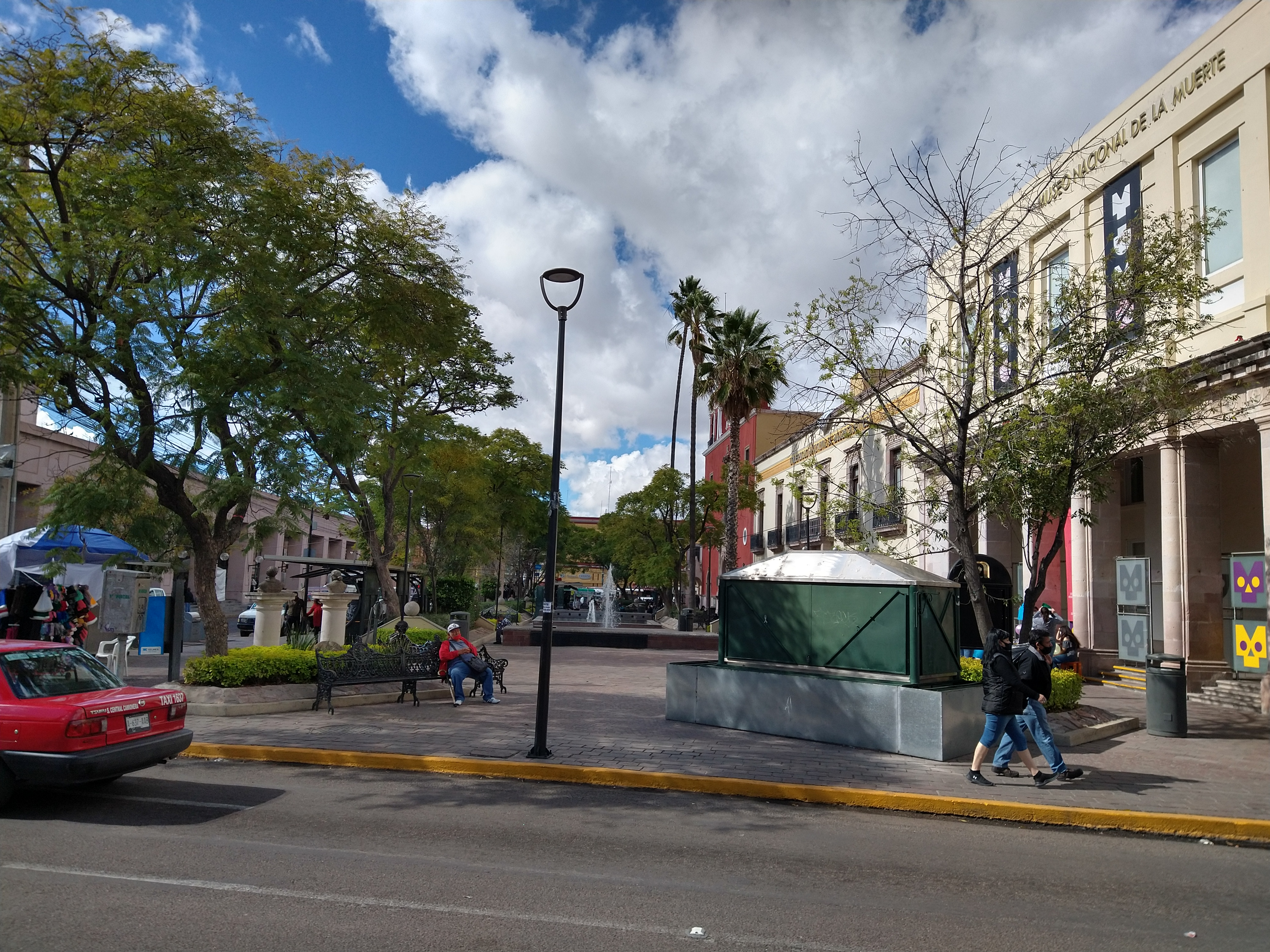
Parián, Museo Nacional de la Muerte y templo de San Diego.
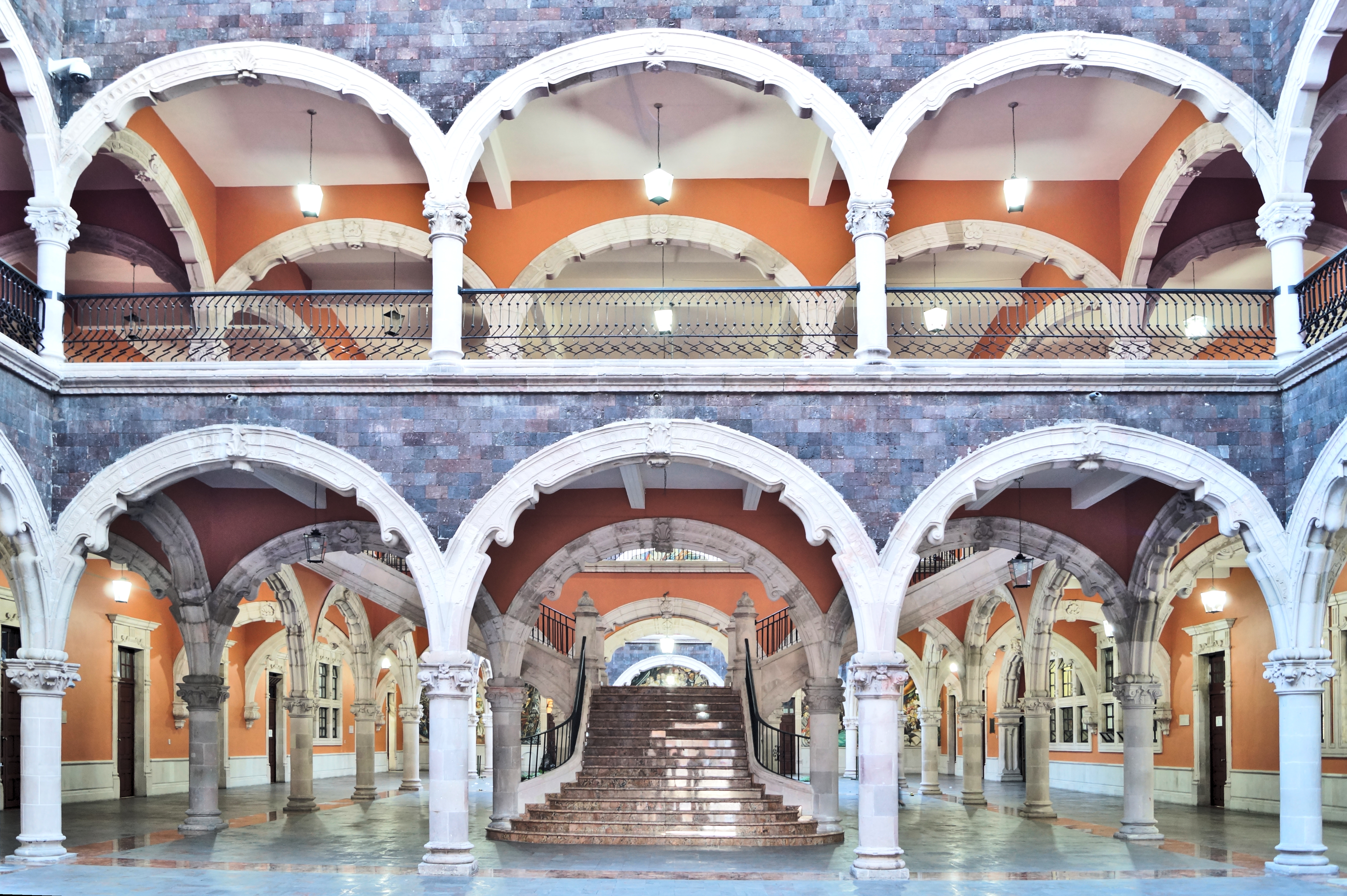
Palacio de gobierno de Aguascalientes (1665-1685).
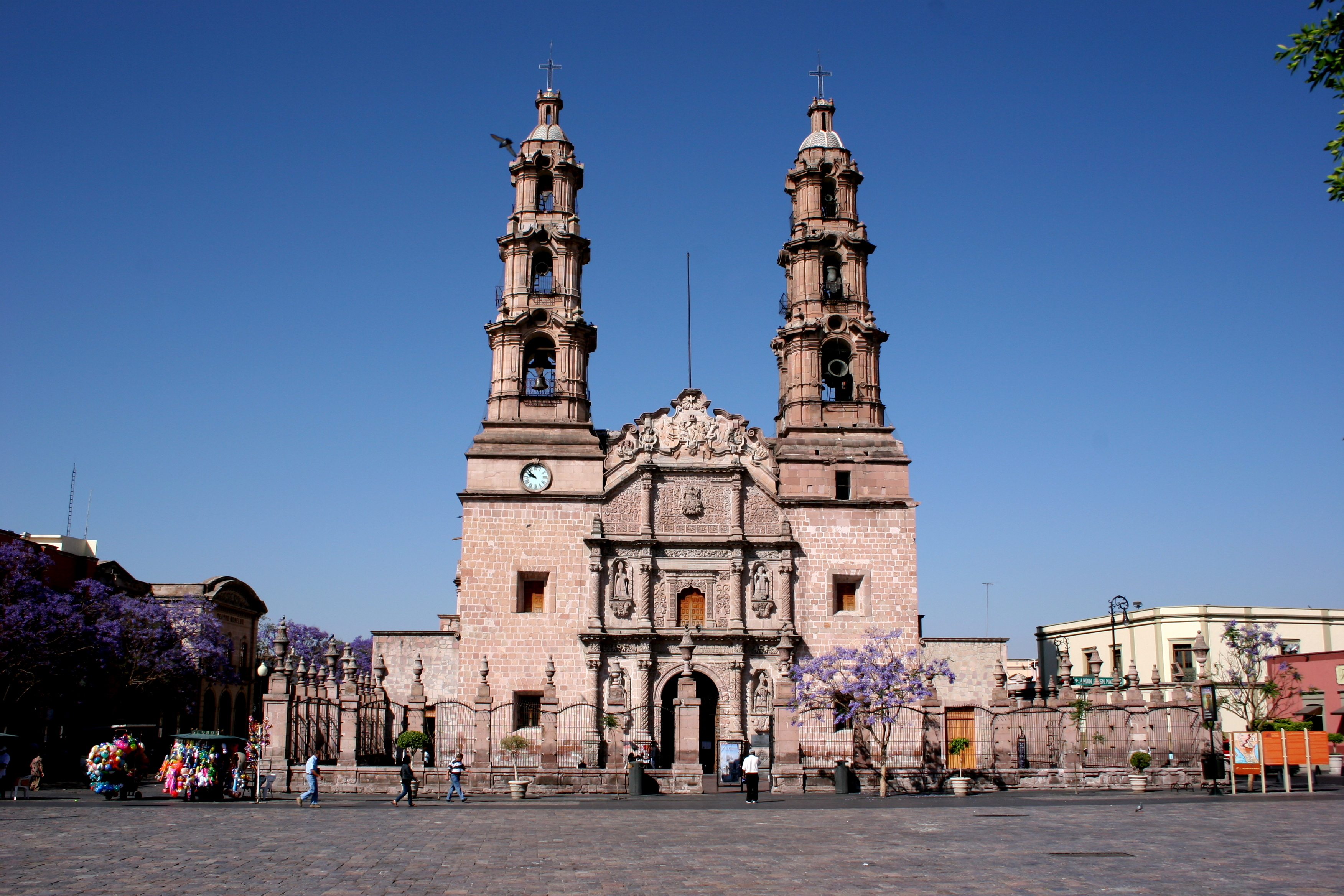
Catedral de Aguascalientes (1704-1946).
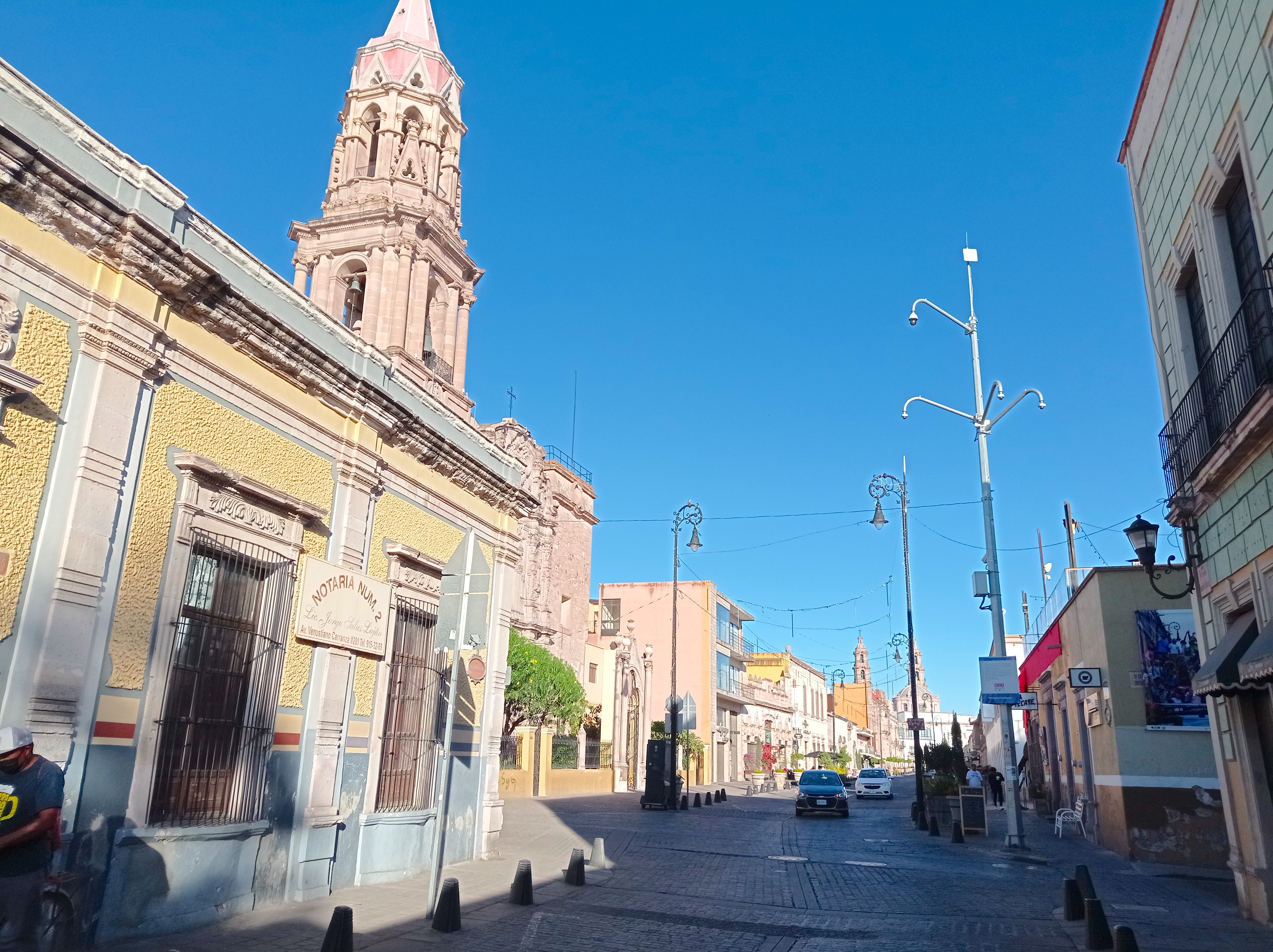
Calle Carranza, centro histórico de Aguascalientes.
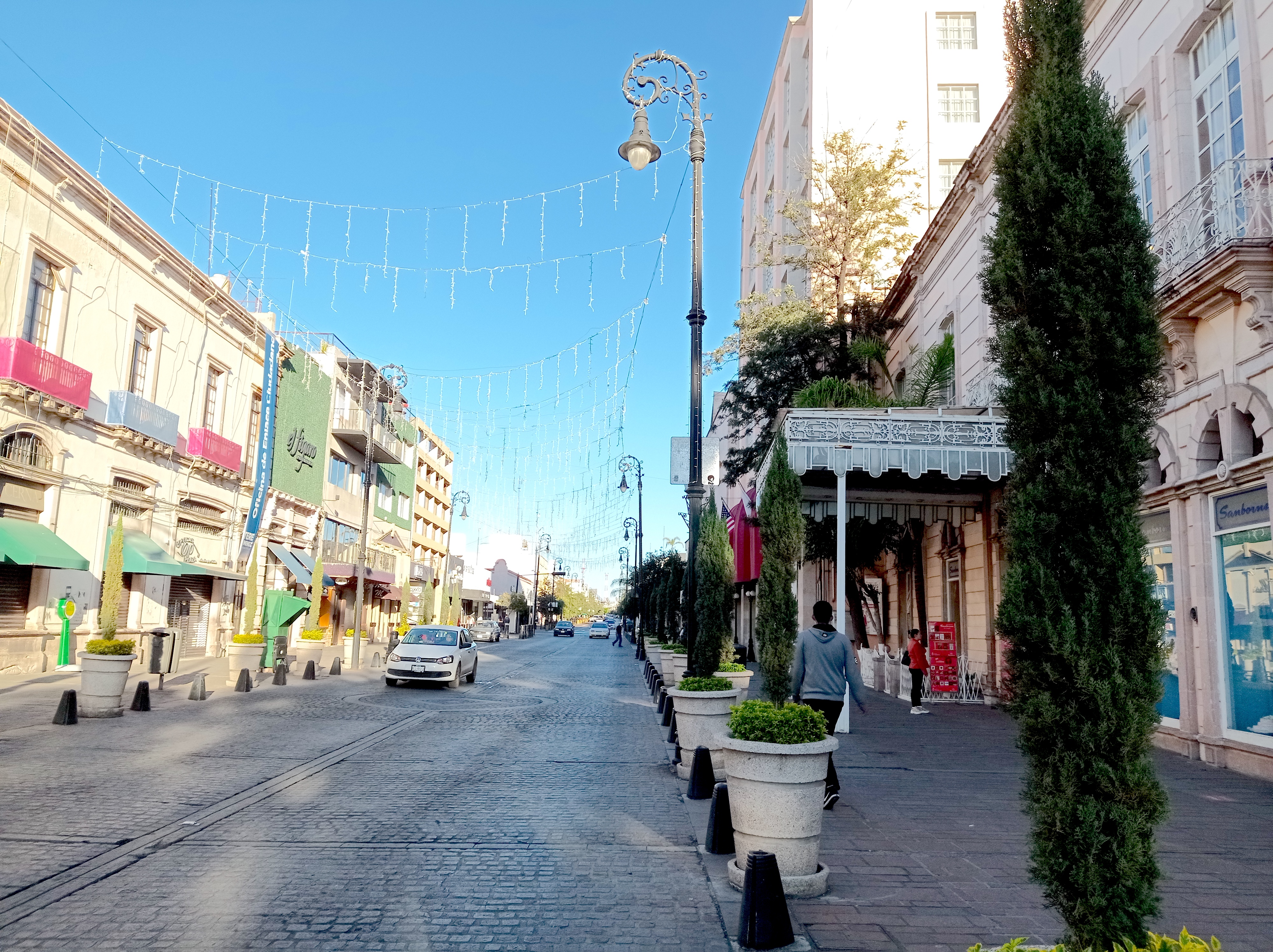
Calle Madero, centro histórico de Aguascalientes.
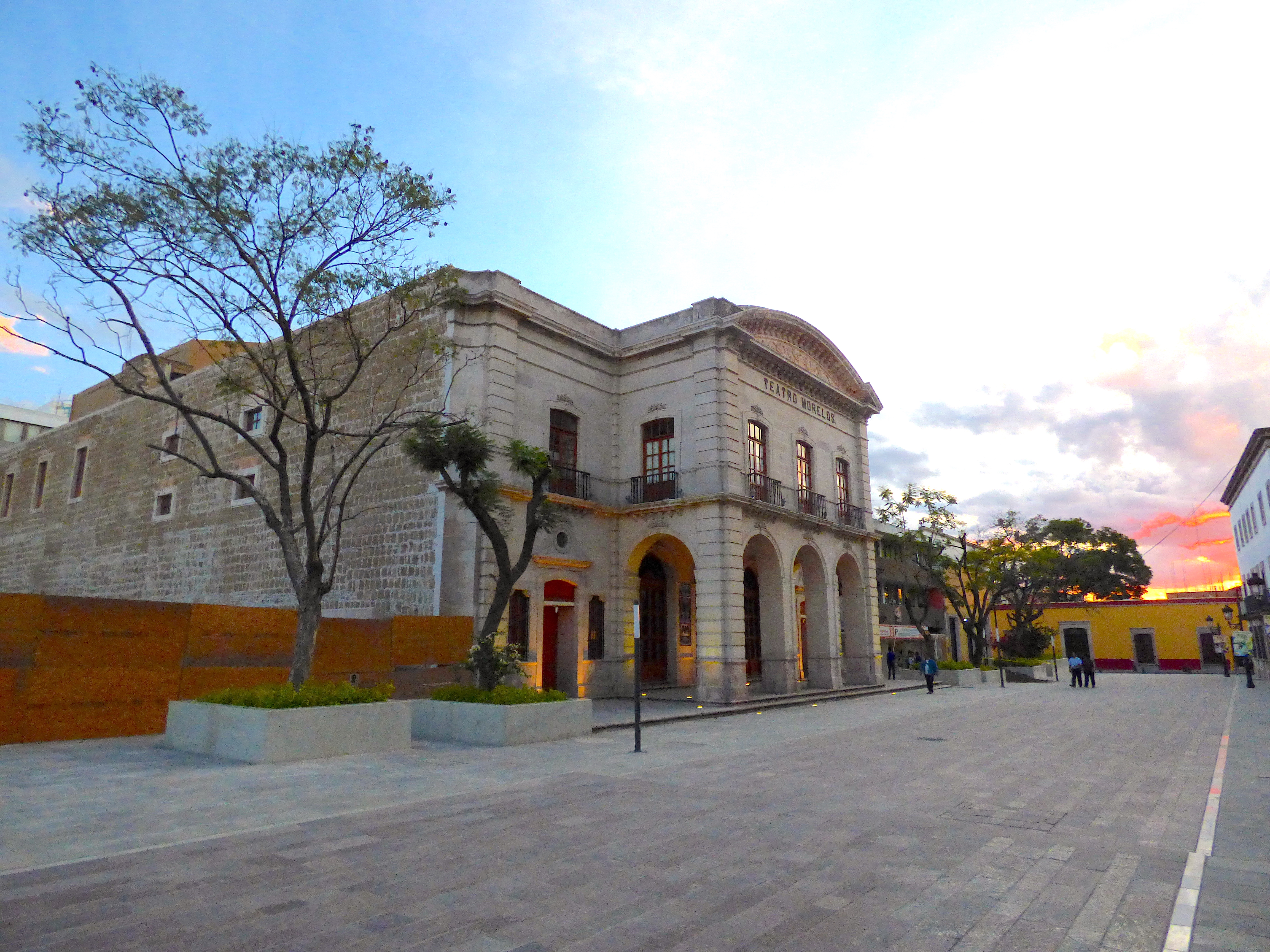
Teatro Morelos (1883-1885), auspició la Convención Revolucionaria de 1914.
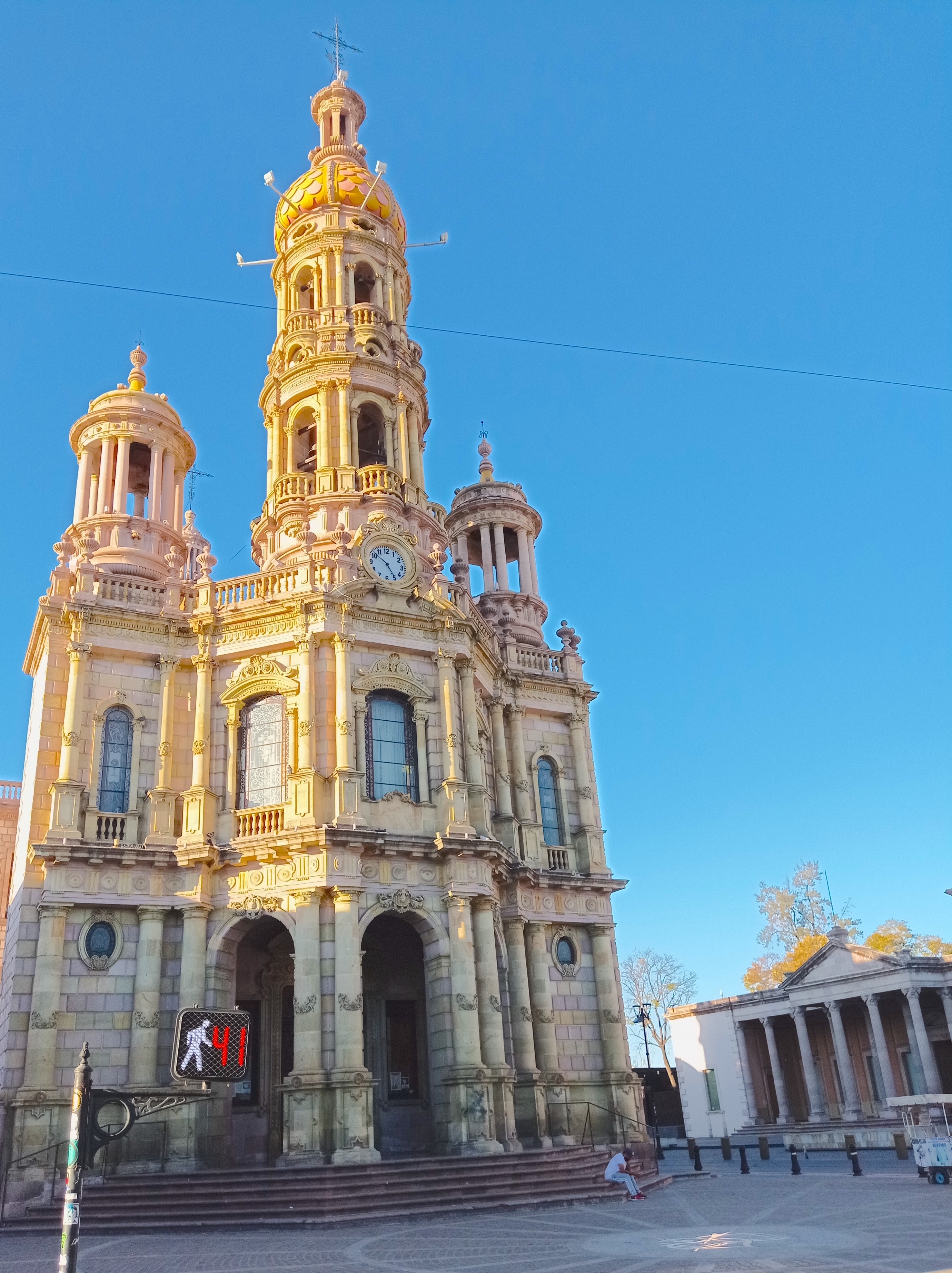
Templo de San Antonio (1895-1908) y Museo de Aguascalientes (1878).

También en la ciudad de Aguascalientes son de interés los barrios que dieron origen a la ciudad: el de San Marcos, el de la Estación, el de la Salud, el de El Encino y el de Guadalupe. Todos estos abrazan el centro histórico de la ciudad, cuya relevancia se da por hecho. El barrio del Encino o de Triana (1565) precede la fundación de la Villa de Aguascalientes (1575) por diez años. Ahí se puede visitar el museo de José Guadalupe Posada. El barrio de San Marcos nació entre 1604 y 1608 como un pueblo de indios. Es conocido por la feria, su jardín y su plaza de toros (la segunda más grande de México). El barrio de Guadalupe se formó a mediados del siglo XVIII, casi al mismo tiempo que la construcción inicial de su majestuoso templo barroco. Es especialmente visitado durante el día de muertos, pues ahí se ubican los panteones más importantes de la ciudad. El barrio de la estación es de finales del siglo XIX. En él se pueden encontrar desde templos neogóticos y antiguos balnearios de aguas termales hasta casonas estilo haussmann y de estilo neocolonial californiano. Lo que en algún tiempo fueron los talleres del Ferrocarril Central Mexicano ha sido restaurado para dar lugar al complejo ferrocarrilero Tres Centurias, con museos, recintos deportivos y otros atractivos.

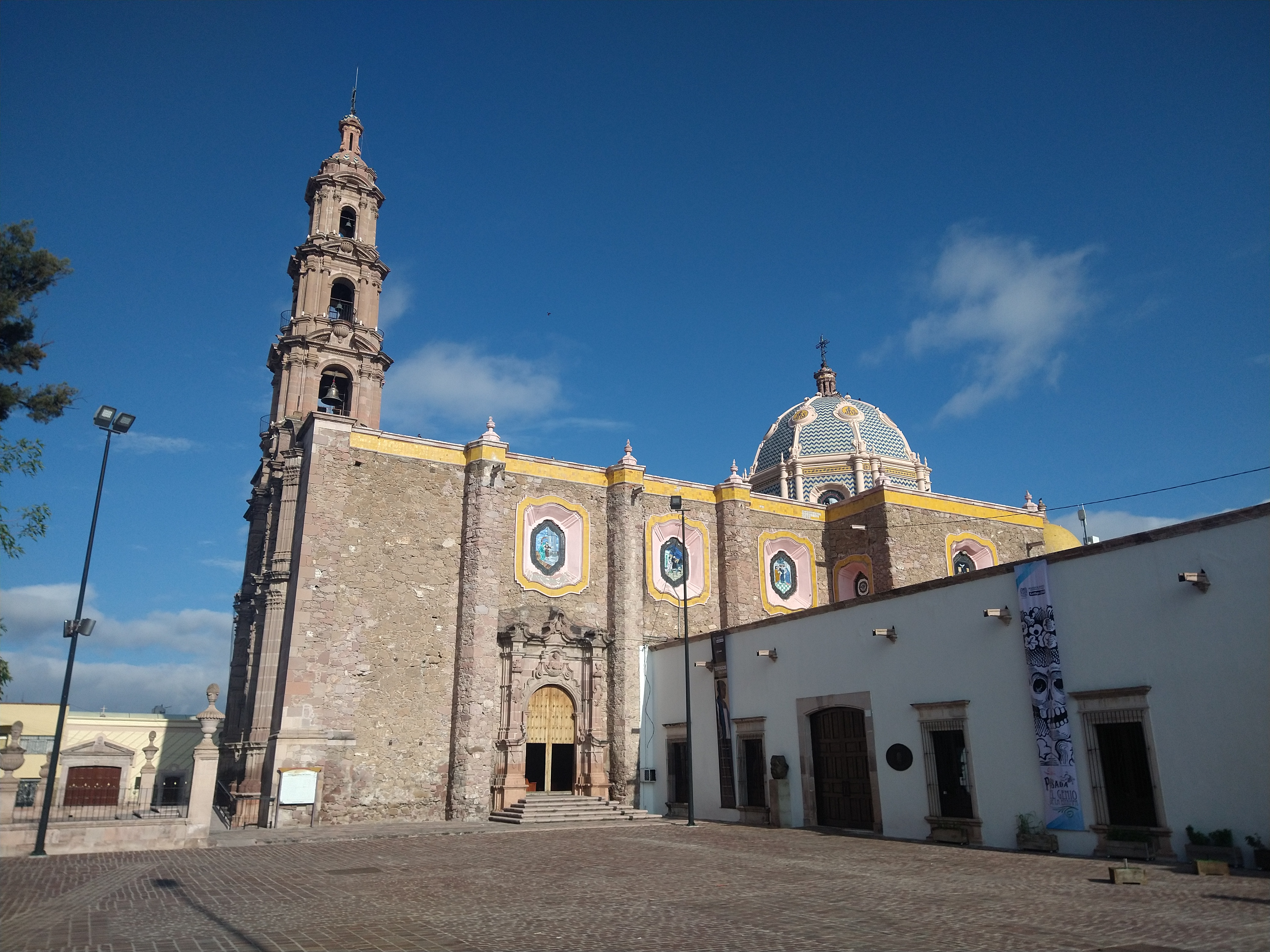
Templo del Barrio del Encino (fundado en 1565) y Museo de José Guadalupe Posada.
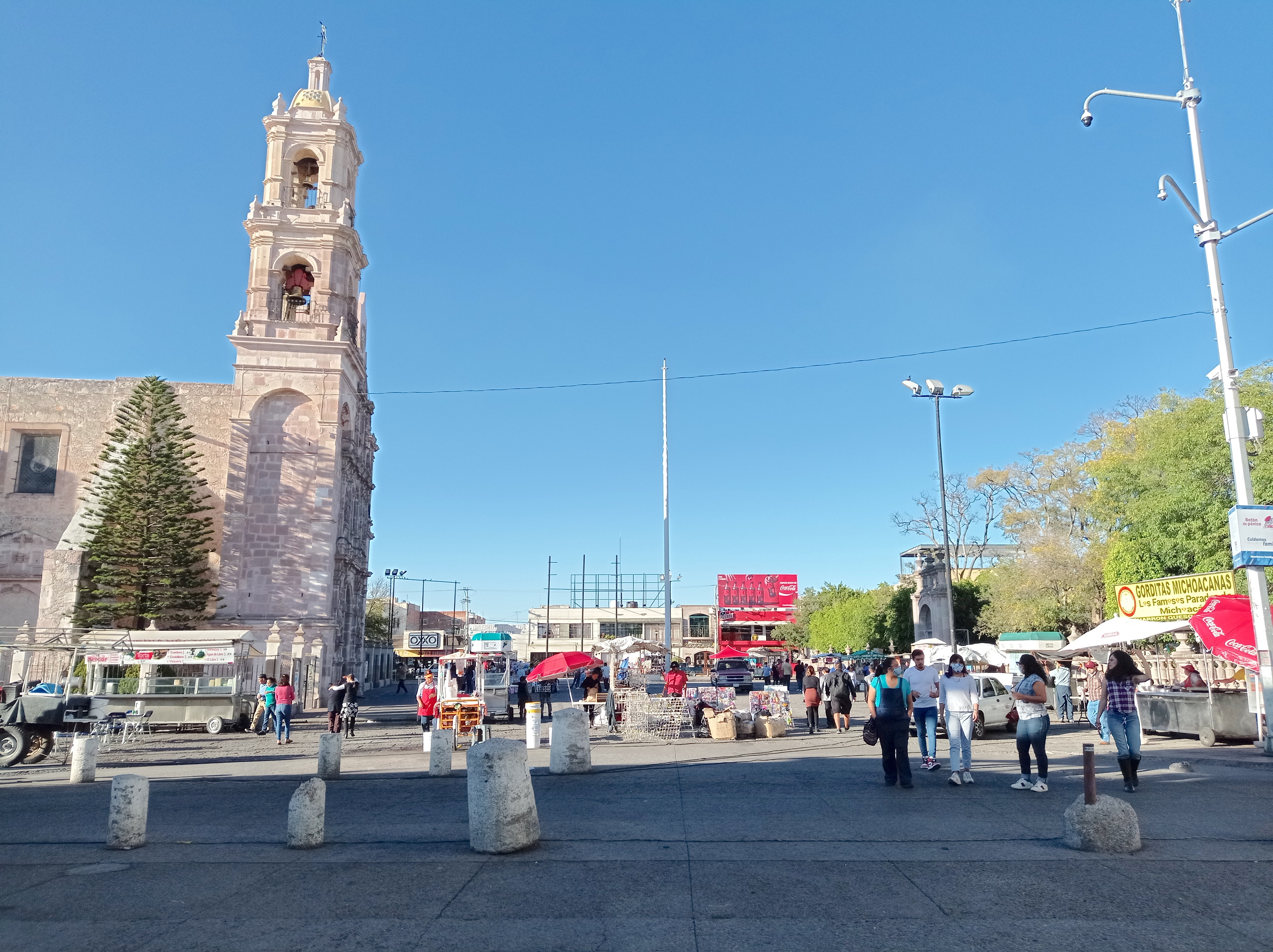
Barrio de San Marcos (fundado en la década de 1600s).
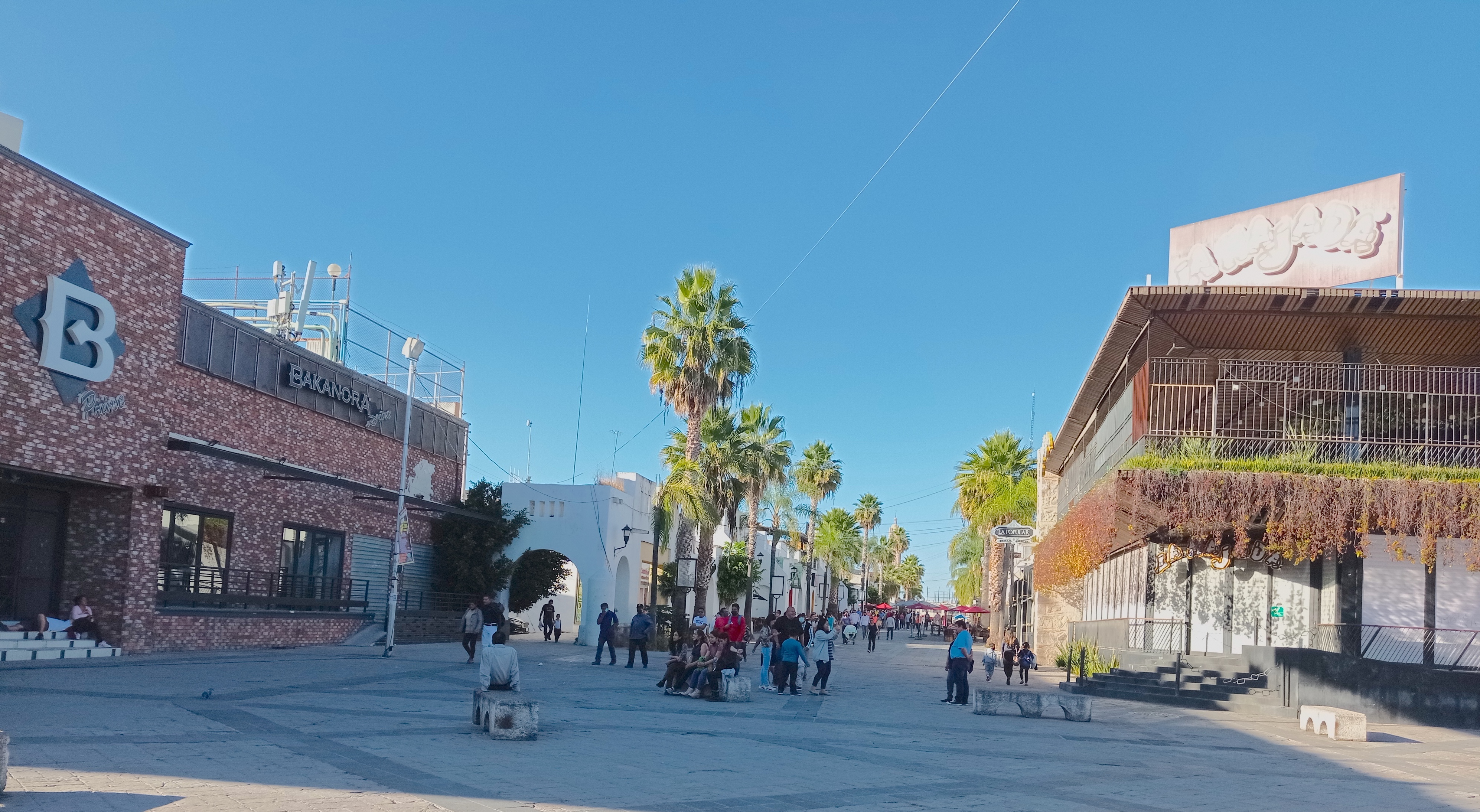
Andador de la Feria Nacional de San Marcos.
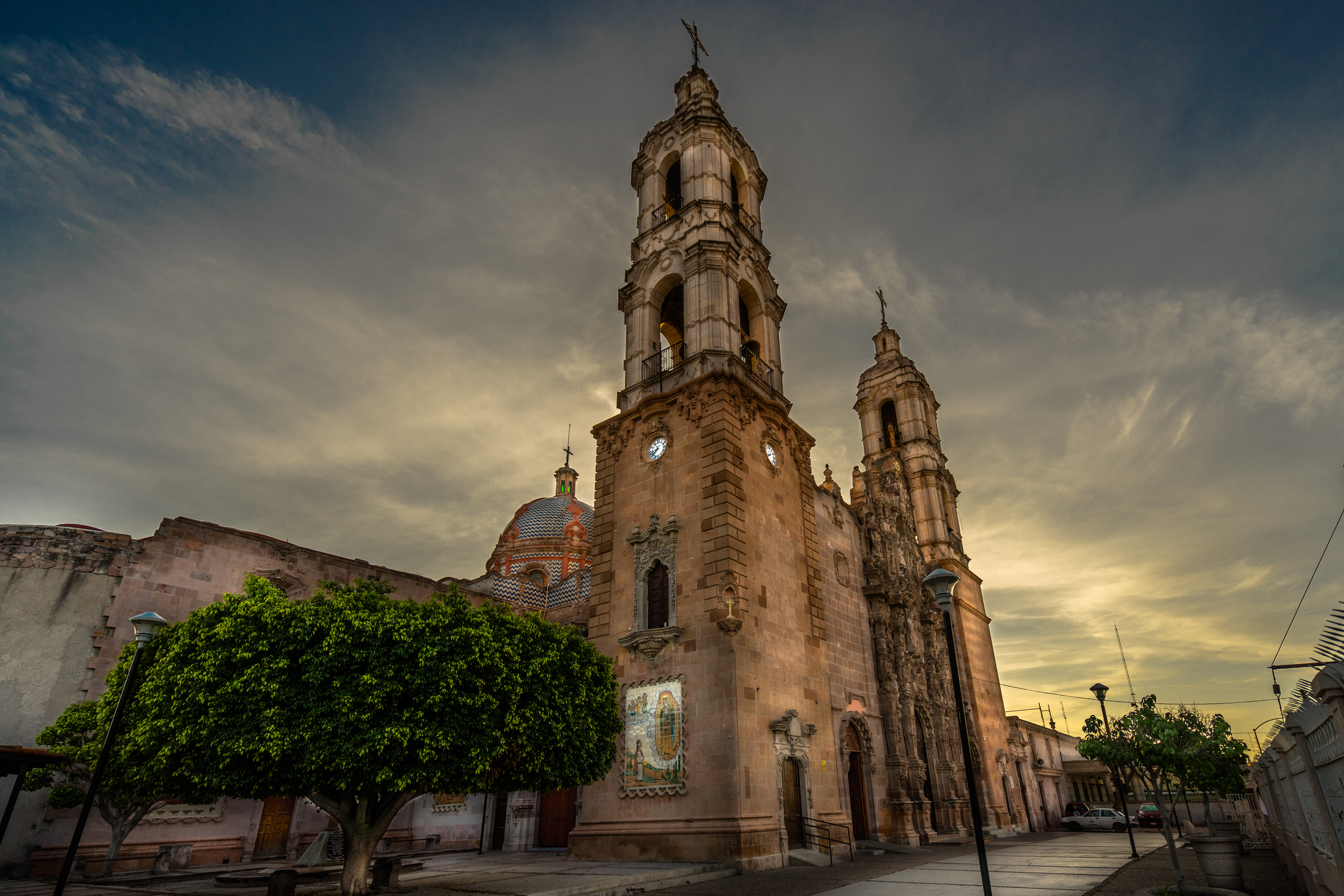
Barrio de Guadalupe. El templo fue construido entre 1767 y 1973.
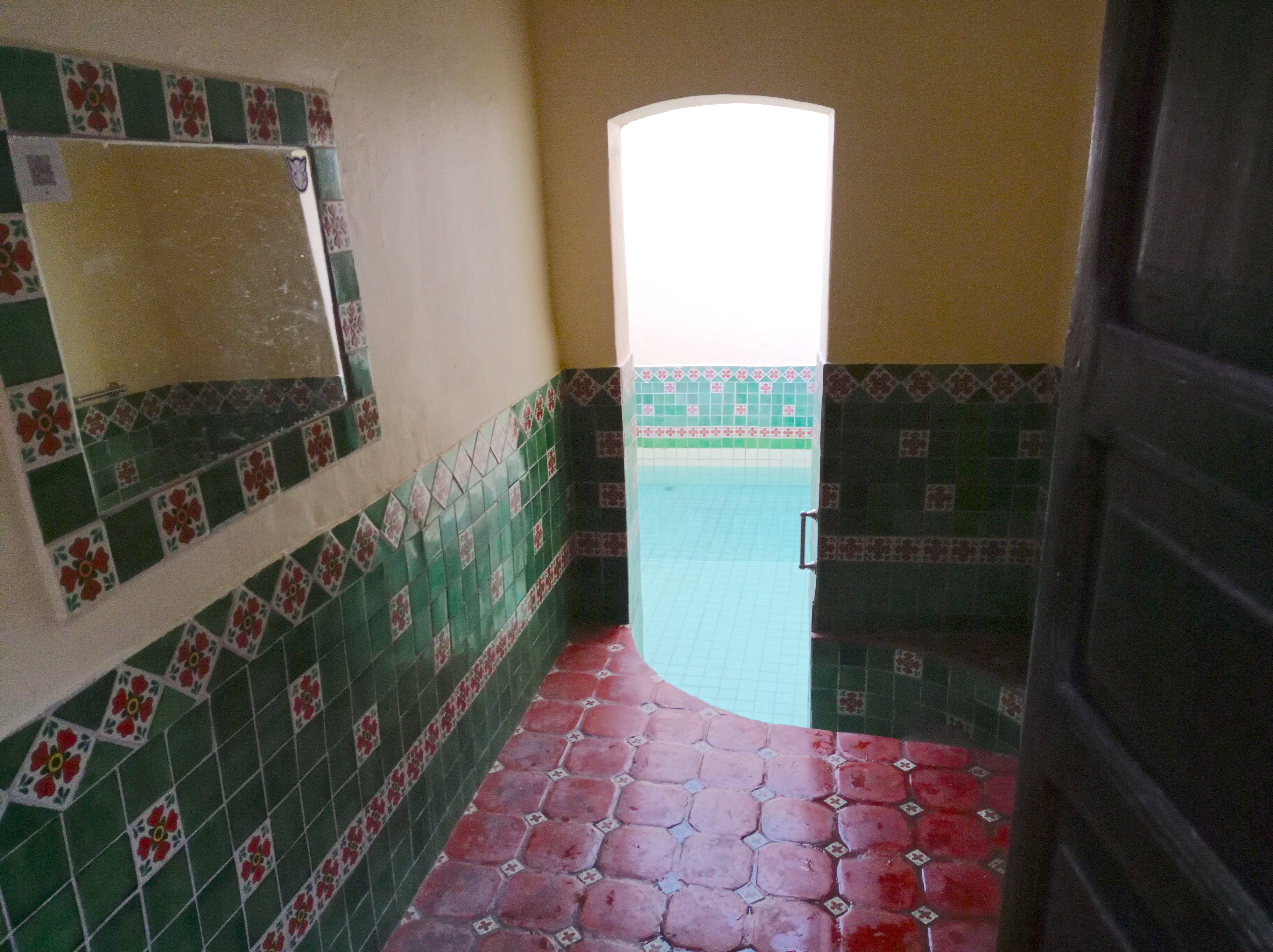
Baños termales de Ojocaliente, en el Barrio de la Estación.
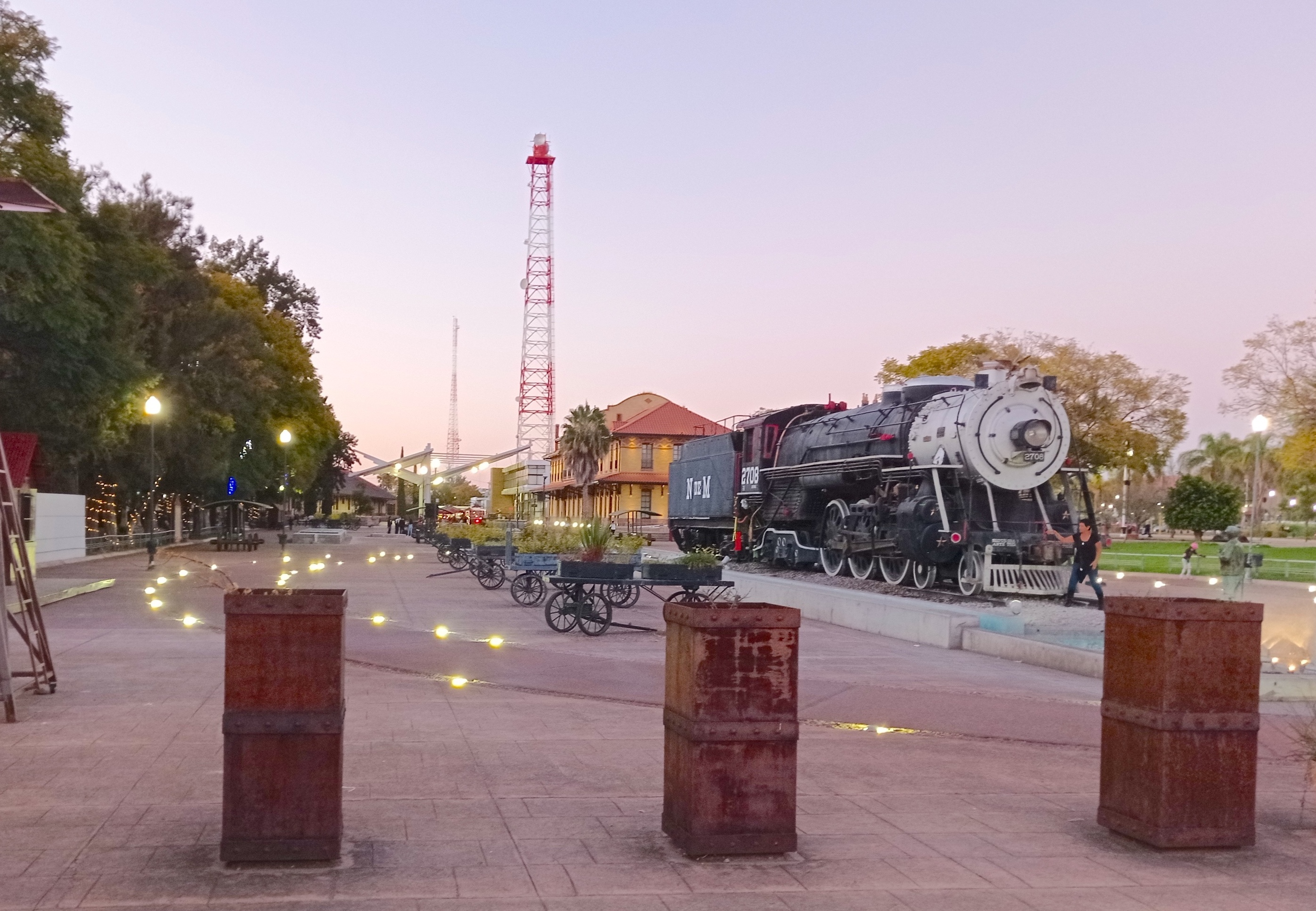
El Macro Espacio para la Cultura y las Artes (anteriormente llamado Complejo ferrocarrilero Tres Centurias).
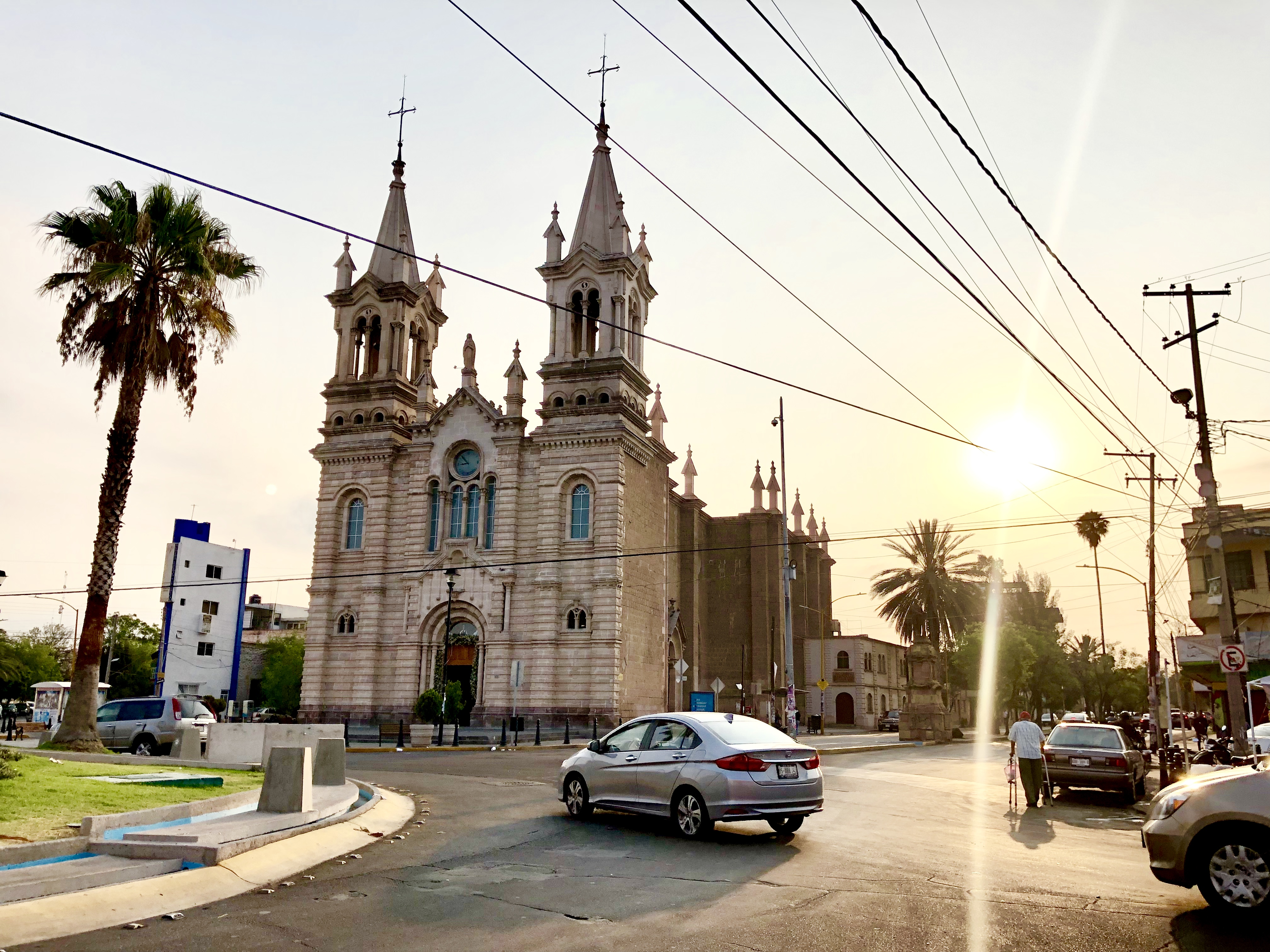
Templo de la Purísima Concepción (1902), Barrio de la Estación.

## Símbolos

### Escudo
|  | El escudo de armas de Aguascalientes está blasonado así: Blasón en forma francesa moderna cuartelado en tres (parte septentrional ocupado por uno solo y parte inferior dividida en dos) con bordura gules con el lema del Estado. Los cuarteles contienen lo siguiente: el primero fondo azur y es protagonizado por la Virgen María sostenida por dos ángeles de argén con cabello oro, a su derecha hay una fuente y a su izquierda unos labios gules surmontados por unas cadenas rotas en su parte superior; el segundo es fondo argén de una presa surmontada por un racimo de uvas; el tercero es fondo oro y tiene en su centro a una abeja en el centro de una rueda dentada. Como timbre tiene un yelmo palta con lambrequines nacientes a sus dos lados color gules, dorado, plata y azur, en orden superior a inferior. |

### Lema
| Bona Terra, Bona Gens, Aqua Clara, Clarum Cœlum | Del latín: «Tierra buena, gente buena, agua clara, cielo claro». |

### Himno
|  | Fue compuesto en 1867 con letra el gobernador del Estado Esteban Ávila Mier (1827-1880) y música de Miguel Meneses (1832-1892). |

## Deportes

### Motociclismo
Aguascalientes cuenta con tradición en el deporte del motociclismo, que data desde los años 60, con personajes como Joaquín de la Torre Velázquez, Max de la Torre, El famosísimo Suzuki, Los Huerta, Salvador González, Jesús y Francisco Rosales, Marcelino García entre otros. Este deporte tiene muy buenos representantes a nivel nacional e internacional, El estado se ha llevado varios campeonatos nacionales con pilotos como Jesús Rosales Calvillo, René de la Torre Medina, etc. Actualmente se cuentan con varias pistas en el estado, desde la clásica del parque México hasta la moderna y tecnificada pista RCLand.

### Automovilismo
El nuevo Autódromo Internacional de Aguascalientes está localizado al sur de la capital, cerca de su Aeropuerto Internacional. Es considerado como internacional porque comparte características únicas con los mejores autódromos en el mundo, las dimensiones de la pista son de 7/8 de milla, es una pista de concreto, lo que lo convierte en un autódromo único en Latinoamérica.[cita requerida] La primera carrera se llevó a cabo el 12 de abril de 2009 con un lleno total.[cita requerida] También albergó la clausura de la NASCAR Corona Series el mes de noviembre de 2009, con una asistencia de más de 35 000 personas. En el año 2010 también se llevó a cabo la carrera final de la NASCAR Corona Series.

### Fútbol

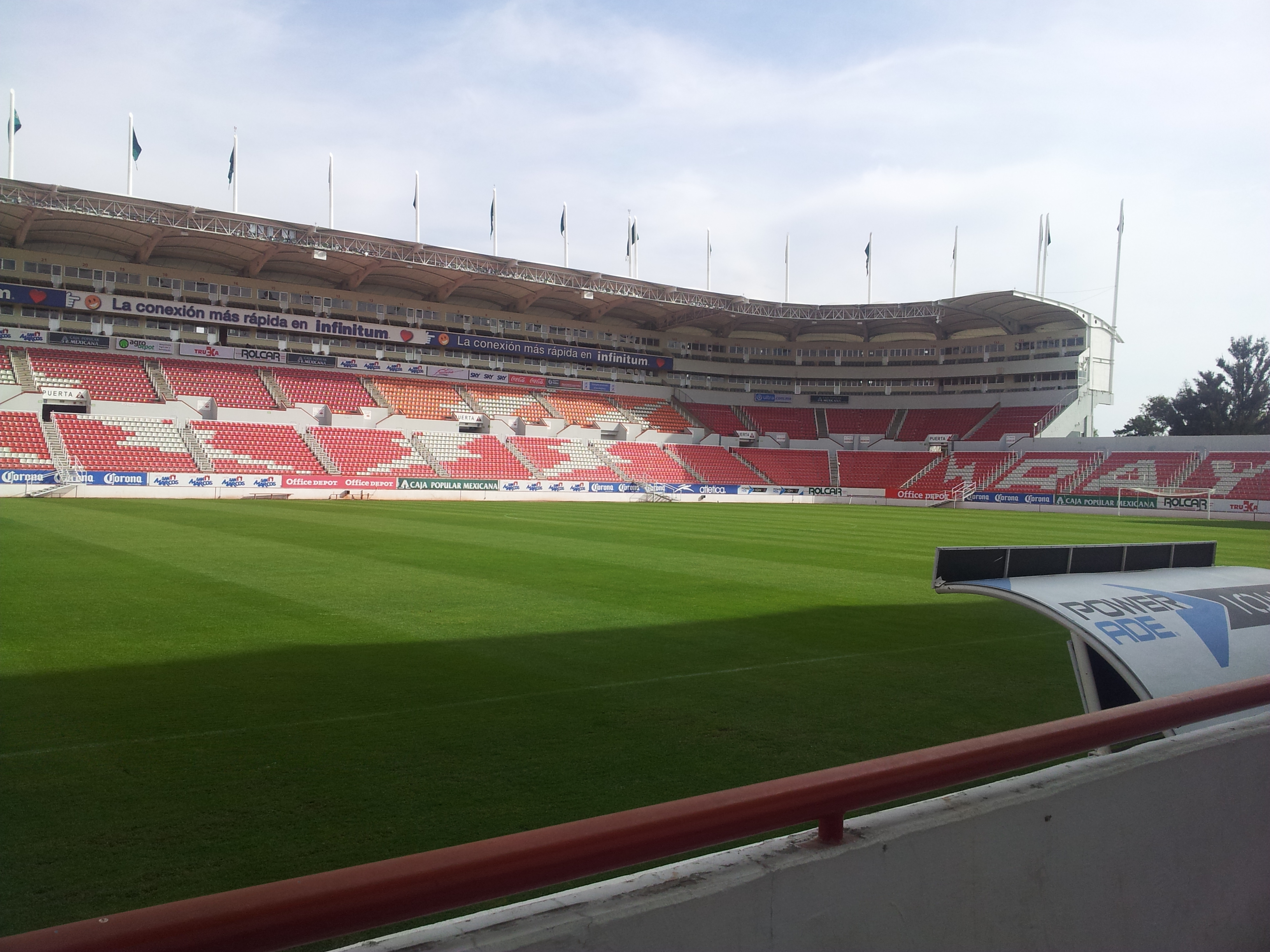
Estadio Victoria

Los Gallos de Aguascalientes fue un equipo de fútbol profesional de México. Fundado en la ciudad de Aguascalientes, participó en la Segunda División de México y en Primera División "A".
Club Necaxa, fundado en Ciudad de México en 1923. Es uno de los clubes de más tradición e historia del fútbol mexicano. En 2003, ante la baja asistencia que tenían en la capital a la sombra del América y de los equipos populares Cruz Azul y Pumas de la UNAM, se decidió mudarlo a la ciudad de Aguascalientes donde incluso se construyó el moderno Estadio Victoria, el cual cuenta con todas las comodidades modernas incluidos un restaurante y fuentes danzantes.
Inicialmente el Club Necaxa inició bien su estancia en Aguascalientes. Incluso calificó a liguilla un par de torneos y jugó una Copa Libertadores. Pero los malos manejos provocaron su declive deportivo que los llevó a descender a la Liga de Ascenso de México en 2009.
Necaxa rápidamente se coronó en su primer torneo en la Liga de Ascenso de México, campeonato que refrendó en el siguiente torneo, por lo que logró el regreso a Primera División de México en solo un año. Sin embargo, regresó a la liga de Ascenso de México en el Apertura 2011.  
Real Aguascalientes FC es un equipo de fútbol profesional de México. Fundado en la ciudad de Aguascalientes, participa en la Tercera División de México.
Pretende continuar con la tradición del desaparecido Gallos de Aguascalientes, ya que el presidente del club es hijo del antiguo presidente de los Gallos de Aguascalientes, el único club en ser totalmente originario de la ciudad.

### Baloncesto
Es sede de las Panteras de Aguascalientes que juega en la Liga Nacional de Baloncesto Profesional de México. Actualmente las Panteras de Aguascalientes juegan en el gimnasio Hermanos Carreón.

### Béisbol
El estado es sede del equipo de béisbol profesional Rieleros de Aguascalientes que juega en la Liga Mexicana de Béisbol. Actualmente juega en el parque Alberto Romo Chávez.

### Otros deportes
Aguascalientes se caracteriza también por tener una población regularmente activa, cuenta con diferentes clubes sociales y complejos deportivos, privados y estatales, que están constantemente en formación de personas para competencias organizadas en el estado, y otras más importantes como son campeonatos regionales, nacionales e internacionales.
Las principales instalaciones deportivas de Aguascalientes son:
- Gimnasio multidisciplinario
- Alberca Olímpica
- CECADI
- Unidad deportiva IV Centenario
- Complejo deportivo bicentenario
- Parque Ferrocarrilero
Entre los deportes que Aguascalientes se caracteriza por producir deportistas competentes, son:

Natación Femenil y Varonil

Baloncesto Femenil

Tae kwon do

Arquería

## Estados hermanos
El Estado ha firmado los siguientes acuerdos de hermanamiento:
- Kanagawa, Japón, desde el 22 de octubre de 2013.[86]